# Église Saint-Ouen de Saint-Ouen-l'Aumône
Pour les articles homonymes, voir Église Saint-Ouen.
L’église Saint-Ouen est une église catholique paroissiale située à Saint-Ouen-l'Aumône, dans le Val-d'Oise, en France. Elle succède à une chapelle, qui a été bâtie à la fin du VIIe siècle ou au début du VIIIe siècle pour commémorer le passage du cortège funèbre de saint Ouen vers sa ville épiscopale de Rouen, en 686. La chapelle est reconstruite pendant la première moitié du XIIe siècle dans le style roman. Seul le portail occidental en subsiste. Le reste de la chapelle est reconstruite pour une nouvelle fois à partir de la fin du XIIe, et jusqu'au milieu du XIIIe siècle. Les dimensions sont modestes, car Saint-Ouen de Saint-Ouen-l'Aumône n'est pas encore une paroisse jusqu'à l'achèvement de la chapelle, qui devient alors église paroissiale. La nef et les bas-côtés sont voûtés d'ogives pendant la première moitié du XVIe siècle dans le style gothique flamboyant. Les chapelles au nord et au sud de la façade paraissent aussi flamboyantes, mais ne datent que du XIXe siècle. À cette époque, l'église est lourdement restaurée, et si la restauration est heureuse pour le portail, elle reste inachevée dans le transept, et l'chœur gothique est démoli pour être remplacée par une nouvelle structure en 1837. L'église Saint-Ouen n'est donc pas un édifice homogène, mais ses différentes parties s'accordent harmonieusement, et son intérêt archéologique est indéniable. Pour cette raison, elle est inscrite à l'inventaire des monuments historiques par arrêté du 16 juin 1926. Aujourd'hui, l'église Saint-Ouen demeure le principal lieu de culte catholique de la commune, et sa vie spirituelle est intense avec plusieurs messes en semaine, et des messes dominicales tout au long de l'année.

## Localisation

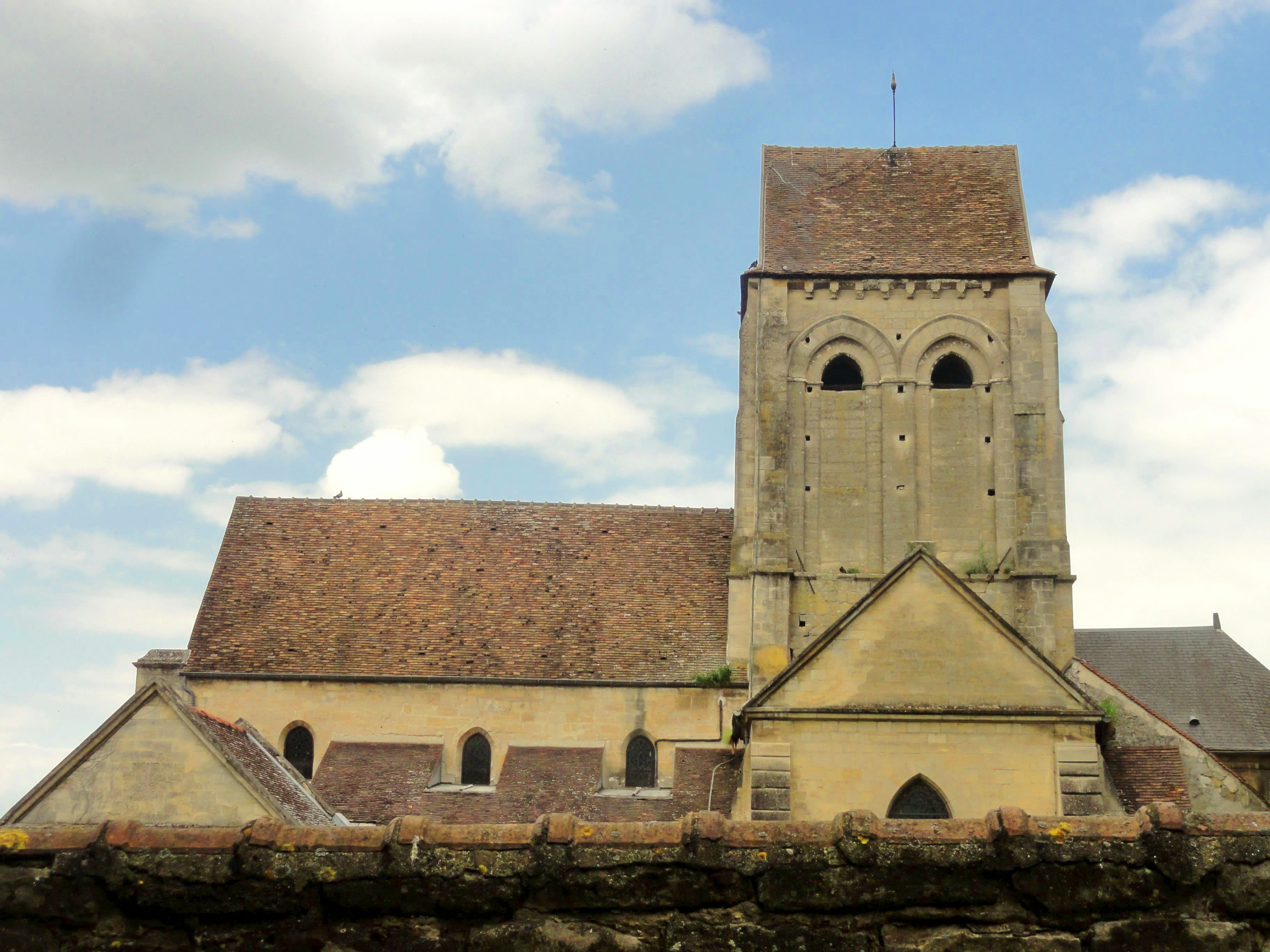
Vue depuis le sud.

L'église Saint-Ouen est située en France, en région Île-de-France et dans le département du Val-d'Oise, dans l'agglomération de Cergy-Pontoise, sur la commune de Saint-Ouen-l'Aumône, avenue de Verdun. La façade occidentale donne directement sur la rue. L'élévation méridionale et le chevet donnent sur le cimetière désaffecté, qui est entouré de hauts murs de clôture, et habituellement fermé au public. Ainsi, l'église est très mal visible depuis ces deux côtés, qui présentent pourtant un intérêt certain. L'élévation septentrionale donne en partie sur la cour de la maison paroissiale, et on y trouve un accès secondaire à l'église, par une porte dans le mur oriental de la chapelle du XIXe siècle qui flanque le bas-côté nord.

## Histoire

### Les origines

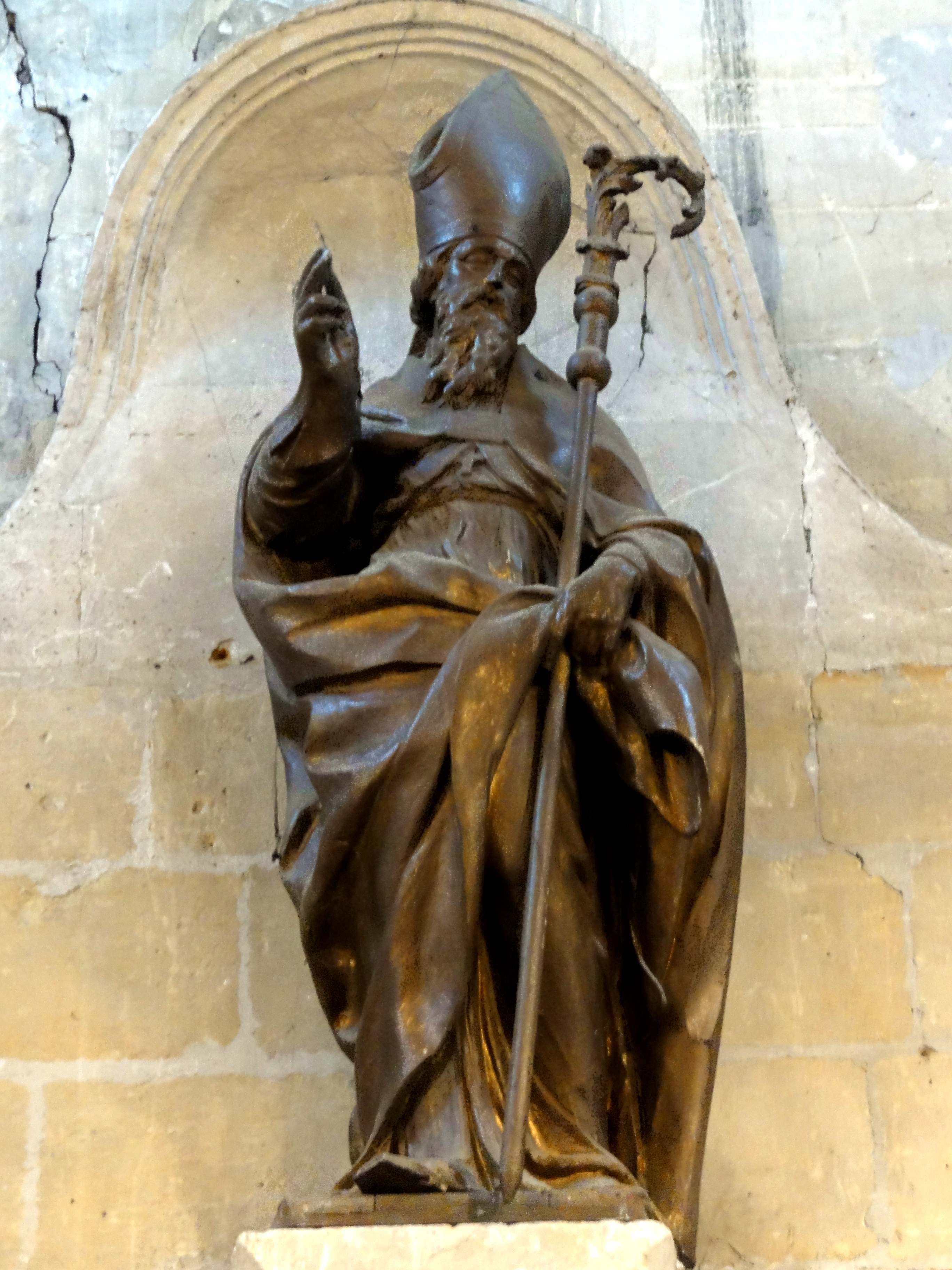
Statue de saint Ouen dans la nef, au revers de la façade.

L'église est dédiée à saint Ouen, évêque de Rouen de 639 jusqu'à sa mort le 24 août 686, au palais du roi près de Clichy-la-Garenne. Sous l'influence du pèlerinage vers la chapelle érigée en son lieu de décès, se développe la ville de Saint-Ouen. L'abbé Lebeuf est persuadé que les origines de la ville de Saint-Ouen-l'Aumône sont également liées directement aux reliques du saint patron. En effet, après sa mort, un cortège raccompagne son corps au retour vers sa ville de Rouen. Il passe par Pontoise, qui à la fin du VIIe siècle n'est qu'un petit village situé un peu en aval du centre-ville actuel, à l'emplacement de l'école Saint-Martin-de-France, où un bac permet de franchir l'Oise depuis l'époque romaine, et le fait encore au XVIIIe siècle. L'église Saint-Ouen est quant à elle située proche de l'endroit où l'ancienne voie romaine de Paris à Rouen aboutit à la rivière. Le cortège funèbre a donc dû transiter par ici afin de gagner le bac de l'Oise. On a certainement érigé une chapelle afin de commémorer l'événement, et elle fut sans doute dotée de reliques de saint Ouen bientôt après sa canonisation. Ce n'est qu'une hypothèse, mais Louis Régnier la juge probante. Elle explique aussi la situation périphérique de l'église par rapport au centre-ville historique de Saint-Ouen-l'Aumône, le quartier dit L'Aumône, qui se forme au XIIe siècle près du pont bâti à cette époque, face au château de Pontoise. Au XVIIIe siècle, la situation périphérique est encore plus frappante qu'aujourd'hui, car le quartier de l'église se résume alors à une poignée de maisons, et les hameaux de Courcelles et Épluches sont encore plus éloignés de l'église que L'Aumône. Normalement le bourg se serait développé autour de l'église, à moins qu'il se ne soit déplacé après la construction du pont, comme le suggère l'abbé Lebeuf. En fait une seconde église ou chapelle existe à une certaine époque. Elle était probablement dédiée à saint Hilaire de Mende, ou, selon certains, à saint Hilaire de Poitiers. Sa cure est mentionnée dans le pouillé du XVIe siècle, qui omet toutefois la cure de Saint-Ouen. Comme l'observe Louis Régnier, l'existence d'un second lieu de culte permettrait de comprendre les petites dimensions de l'église actuelle, qui n'est guère en adéquation avec l'importance de la ville,.

### L'histoire de la paroisse

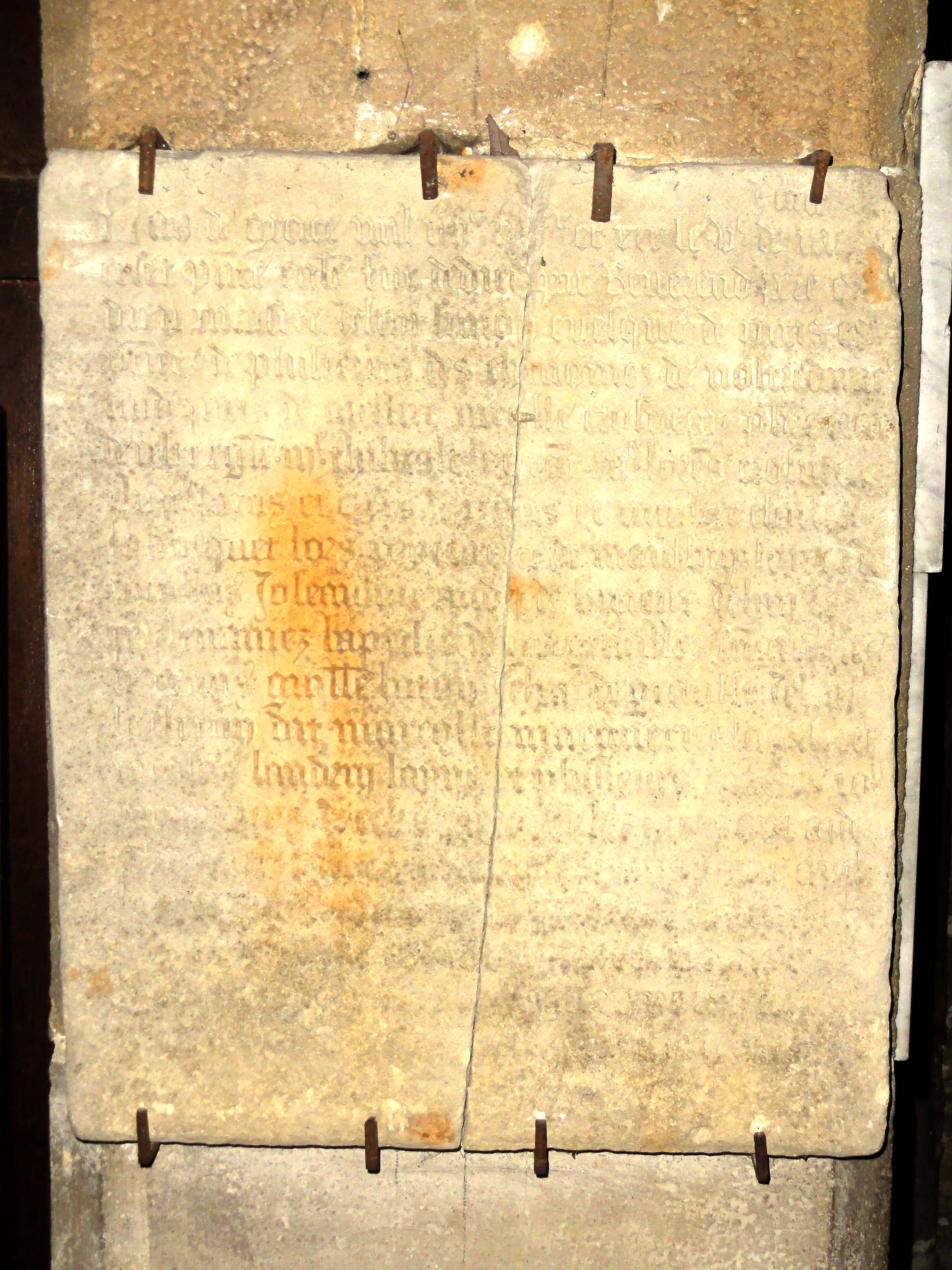
Plaque commémorative de la dédicace en 1499.

La paroisse de Saint-Ouen-l'Aumône a probablement été démembrée du territoire de la paroisse de Méry-sur-Oise. Elle ne figure pas encore au pouillé rédigé au début du XIIIe siècle, avant le règne de saint Louis, bien qu'il puisse s'agir d'une omission. L'existence de la cure est seulement assurée pour le milieu du XIIIe siècle, époque de l'achèvement de l'église actuelle. Il arrive parfois que des chapelles existent plusieurs siècles avant l'érection en paroisse. Aucun pouillé ne mentionne les cures de Saint-Ouen et Saint-Hilaire à la fois. Mais comme le montre l'existence d'une seigneurie et d'un lieu-dit Saint-Hilaire, cette chapelle ou église a bien dû être réelle. En plus, un acte de 1486 parle de la démission du chapelain de Saint-Hilaire, dépendant de la paroisse de Saint-Ouen. La cure est à la nomination directe de l'évêque de Paris, bien que Saint-Ouen-l'Aumône soit considéré comme faubourg de Pontoise, qui dépend de l'archidiocèse de Rouen jusqu'à la fin de l'Ancien Régime. La cérémonie de dédicace de l'église a été célébrée le 6 mai 1499 par Jean-Simon de Champigny, évêque de Paris. Ce renseignement provient d'une plaque commémorative au nord du chœur, qui se trouve actuellement dans l'absidiole. Le jour de la fête patronale est également précisé par la plaque : c'est le dimanche précédant l'Ascension. Comme relique de son protecteur, l'église possède juste un petit ossement, qui était jadis enchâssé dans un bras-reliquaire portant l'inscription « Os du bras de Mons. S. Ouen ». L'abbé Lebeuf assure qu'il y a dans l'église une chapelle de fondation consacrée à Saint-Louis, sans préciser dans quelle partie de l'église elle se situe. Selon une tradition locale, le nom du quartier de L'Aumône provient d'une maison d'aumône que saint Louis fonda sur la rue débouchant sur le pont de l'Oise. L'abbaye de Maubuisson se situe sur le territoire de la paroisse de Saint-Ouen-l'Aumône. Elle possédait une partie de la dîme, selon un accord conclu en 1395 entre Pierre de Villiers, abbé de Saint-Martin de Pontoise ; les frères et sœurs de l'hôtel-Dieu de Pontoise, et l'abbesse de Maubuisson. La majeure partie de la grosse dîme revient à l'abbaye Saint-Martin ; au milieu du XVIIIe siècle, ce sont les deux tiers. — Simon-Pierre de La Corée, évêque de Saintes de 1764 à 1762, est né à Saint-Ouen-l'Aumône et a été baptisé en l'église Saint-Ouen,.
Après la Révolution française et la création du département de Seine-et-Oise, la paroisse de Saint-Ouen-l'Aumône est rattachée au nouveau diocèse de Versailles, qui correspond exactement au territoire du département. Dans le contexte de la refonte des départements d'Île-de-France, le nouveau diocèse de Pontoise est érigé en 1966, et Saint-Ouen-l'Aumône en fait partie à l'instar de toutes les autres paroisses du département. Le diocèse de Paris se limite désormais à la seule ville de Paris. La paroisse de Saint-Ouen-l'Aumône est aujourd'hui l'une des très rares paroisses du diocèse qui se limitent au territoire de la commune, et n'inclut aucune des communes voisines, alors que même la paroisse de Pontoise dessert plusieurs villages. Hormis l'église Saint-Ouen, les fidèles disposent de deux autres lieux de culte : la chapelle Sainte-Thérèse, rue Guy-Sourcis (non loin de la gare de Saint-Ouen-l'Aumône, au nord de la voie ferrée, en direction de l'abbaye de Maubuisson), et la chapelle d'Épluches. La messe principale du dimanche est célébrée à 10 h 30 en l'église Saint-Ouen.

### Les campagnes de construction de l'église

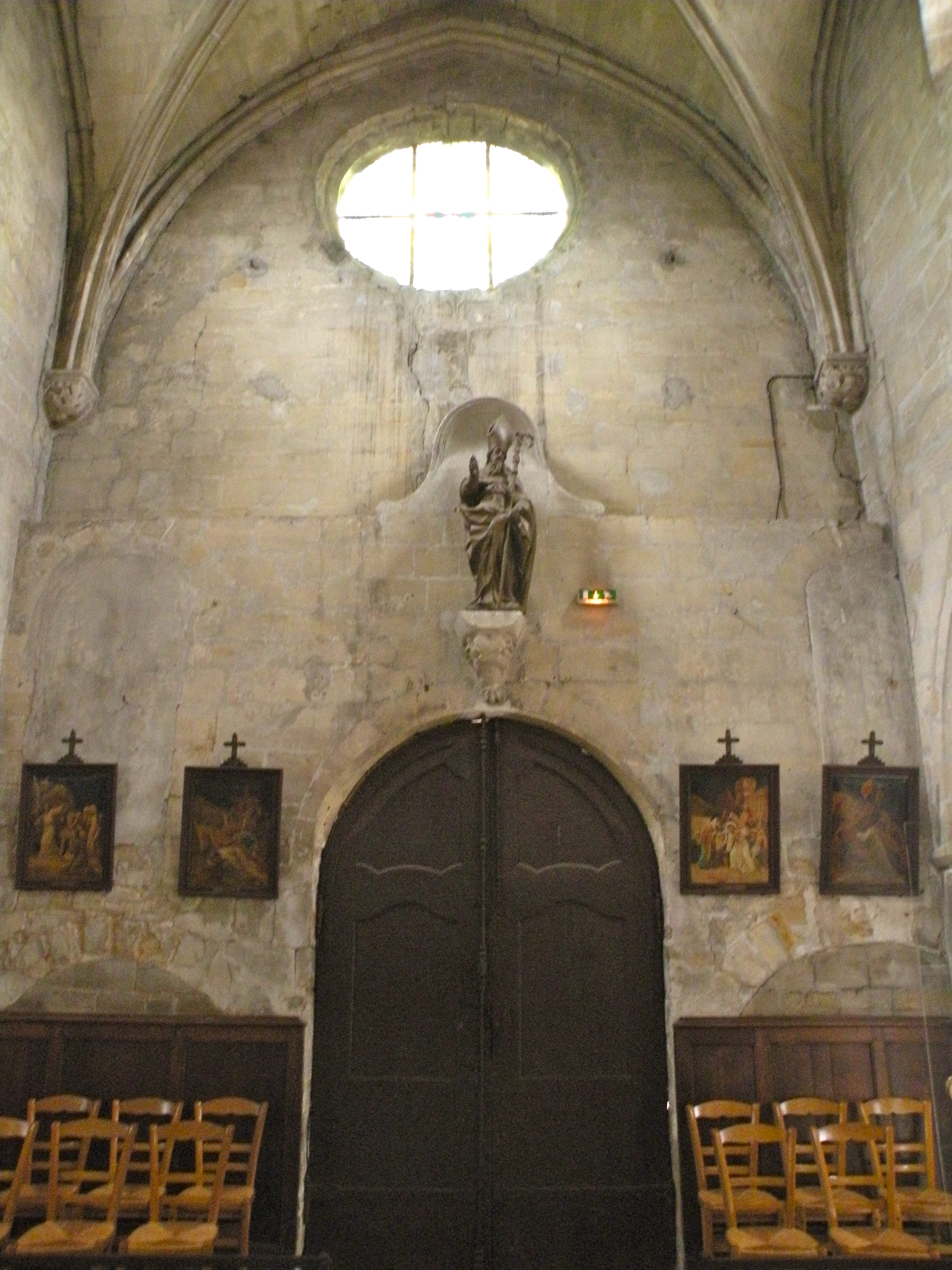
Mur occidental de la nef.

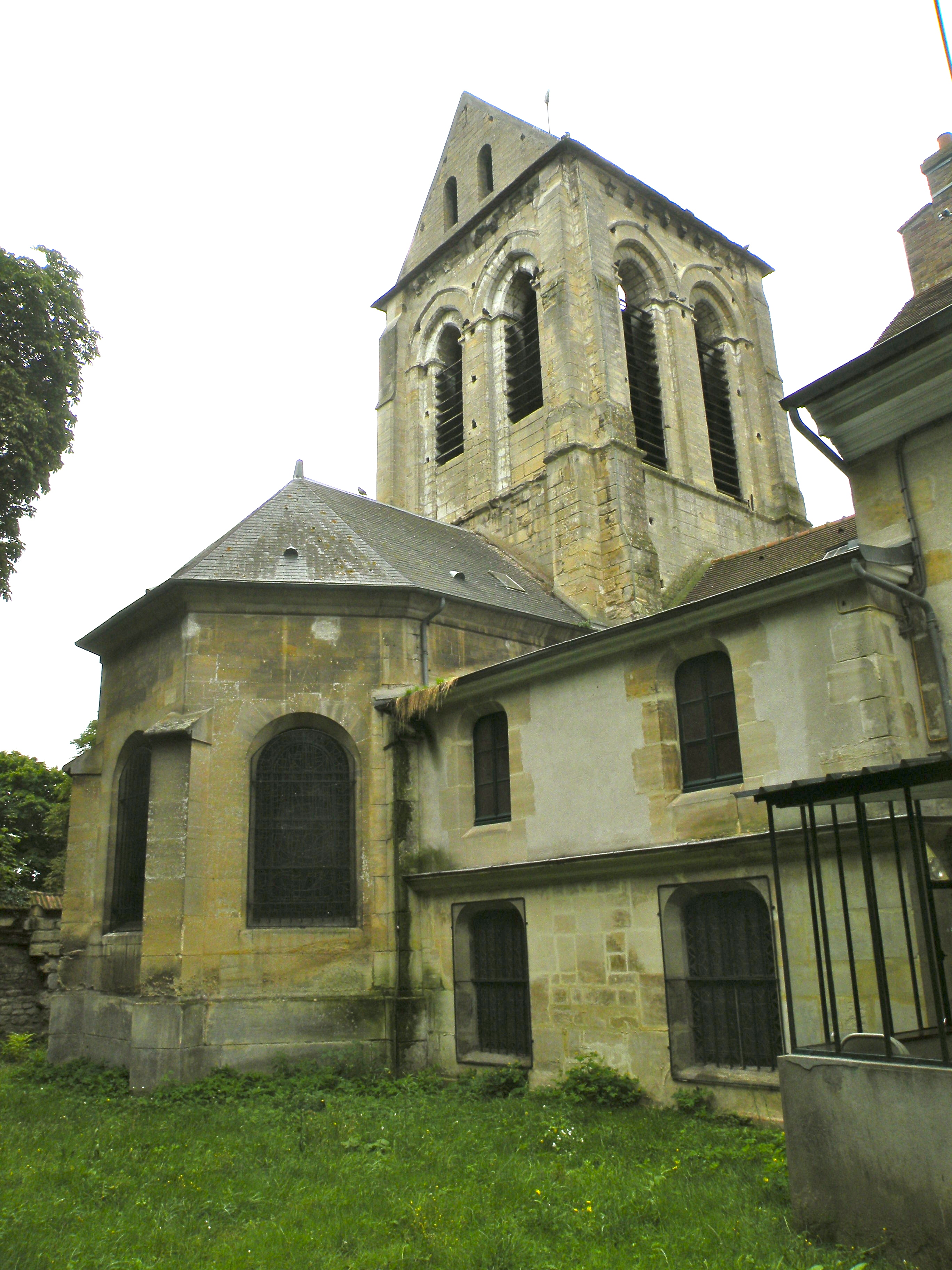
Vue depuis le nord-est.

Une église romane a précédé l'église actuelle. Puisqu'il est probable que Saint-Ouen-l'Aumône n'est pas encore une paroisse du temps de l'existence de l'église romane, il est plus approprié de la qualifier de chapelle. Elle est néanmoins susceptible d'avoir les mêmes dimensions que l'église gothique actuelle, qui serait le résultat d'une reconstruction successive de la chapelle primitive. Seul le portail occidental subsiste d'origine. Louis Régnier le date de la première moitié du XIIe siècle. La disposition de toute la façade occidentale de la nef et des bas-côtés est également héritée de l'ancienne chapelle, qui devait avoir une nef non voûtée, sans bas-côtés, mais pratiquement aussi large que nef et bas-côtés de l'église gothique réunis. C'est ce que Louis Régnier conclut des restes de deux enfeus à gauche et à droite du portail, dont celui du nord se poursuivait derrière le début des grandes arcades ; et de la position des fenêtres bouchées, visibles seulement depuis l'intérieur. La fenêtre du sud touche l'angle entre façade occidentale et mur gouttereau sud, et la fenêtre du nord se continue en partie derrière le début des grandes arcades, à l'instar de l'enfeu. Tout le parement extérieur de la façade a été repris au XIXe siècle, mais vers l'intérieur de l'église, le mur subsiste de la chapelle primitive. La façon de laquelle le pilastre par lequel commencent les grandes arcades du sud se raccorde au mur occidental, et les pilastres contre lesquels butent les grandes arcades contre aux piles occidentales du clocher, constitue, pour Louis Régnier, également une indice pour la réutilisation d'une structure plus ancienne. Sinon, rien à l'intérieur de l'église n'est roman.
Selon les dires de l'abbé Lebeuf, le chœur datait de la même époque que le clocher. Pour lui, il s'agit de la fin du XIIIe ou du début du XIVe siècle, mais pour Louis Régnier, il ne fait pas de doute qu'il faut ajouter un siècle de plus pour le clocher. Peut-être une faute typographique s'est immiscée dans l'ouvrage de l'historien du XVIIIe siècle ; sinon, il faut reconnaître que l'histoire d'art ne proposait pas encore des critères de datation suffisants à l'époque. En tout cas, le chœur devait également être gothique, et l'abside romane n'a donc pas été conservée. — À la fin du XIIe siècle ou au début du XIIIe siècle, l'absidiole est édifiée dans l'angle entre le nouveau chœur et le (futur) croisillon sud. Cette datation repose sur les frises en dents de scie qui ornent les arcs des fenêtres, à l'extérieur. Le voûtement est probablement intervenu après coup, au cours de la première moitié du XIIIe siècle. Une datation exacte n'est plus possible, car les élégants culs-de-lampe qui reçoivent les six nervures de la voûte, sont, selon Louis Régnier, beaucoup trop bien conservés pour remonter à la période de construction supposée. Ils ont donc été resculptés lors d'une restauration au XIXe siècle. Au cours du premier quart du XIIIe siècle, le transept roman est entièrement rebâti dans le style gothique, et, avec lui, le clocher. La nef et les bas-côtés succèdent un peu plus tard, au cours du second quart du XIIIe siècle. Il n'est pas possible de déterminer si nef et bas-côtés ont été voûtés dès leur construction. Les voûtes actuelles datent en tout cas de la période gothique flamboyante, soit de la fin du XVe siècle, ou de la première moitié du XVIe siècle,.
Le dallage est refait pendant la première moitié du XVIIIe siècle, ce qui a fait disparaître la plupart des tombes anciennes. Après la Révolution française, l'église tombe pratiquement en ruines. Au moment du rétablissement du culte, sa reconstruction n'est pas envisagée dans un premier temps, car les habitants préfèrent utiliser l'église abbatiale de Maubuisson comme lieu de culte. Ce n'est qu'après un refus définitif de la préfecture de Seine-et-Oise que l'église Saint-Ouen est enfin restaurée. Elle change profondément d'aspect avec l'ajout de deux chapelles au nord et au sud des bas-côtés ; la restauration un peu radicale de la façade et du portail occidental ; la reprise des supports dans la croisée du transept, où les chapiteaux n'ont malheureusement jamais été sculptés ; la restauration de l'absidiole ; le remplacement de l'absidiole nord par la sacristie ; et la reconstruction totale du chœur. Cette intervention date de 1837 ; pour les autres, Louis Régnier, qui a commencé son étude en 1886, n'a pas trouvé les dates. L'église a été inscrite à l'inventaire des monuments historiques par arrêté du 16 juin 1926.

## Description

### Aperçu général

Plan de l'église.

À peu près régulièrement orientée, avec une légère dérivation de l'axe de l'édifice vers le sud-est du côté du chevet, l'église répond à un plan cruciforme. Elle se compose d'une nef de trois travées accompagnées de bas-côtés ; d'un transept débordant ; d'un clocher en bâtière s'élevant au-dessus de la croisée du transept ; d'un chœur à pans coupés d'une seule travée ; d'une absidiole du même plan au sud du chœur ; d'une sacristie ayant remplacé l'absidiole du nord ; et de deux chapelles latérales qui doublent la première travée de chacun des deux bas-côtés. Celle du nord sert de narthex ; celle du sud est dédiée à la Vierge Marie et aménagée comme lieu de prière et de recueillement. L'ensemble de l'église est voûté d'ogives. Les bas-côtés sont recouverts par des toits en appentis ; les croisillons et les deux chapelles possèdent des toits en bâtière perpendiculaires au toit de la nef. L'église possède quatre accès : le portail occidental de la nef ; un portail secondaire dans le mur occidental du bas-côté nord ; un portail secondaire à l'est de la chapelle du nord ; et une porte dans la seconde travée du bas-côté nord. Les deux premières portes donnent sur la rue ; les deux autres donnent sur la cour.

### Intérieur

#### Nef

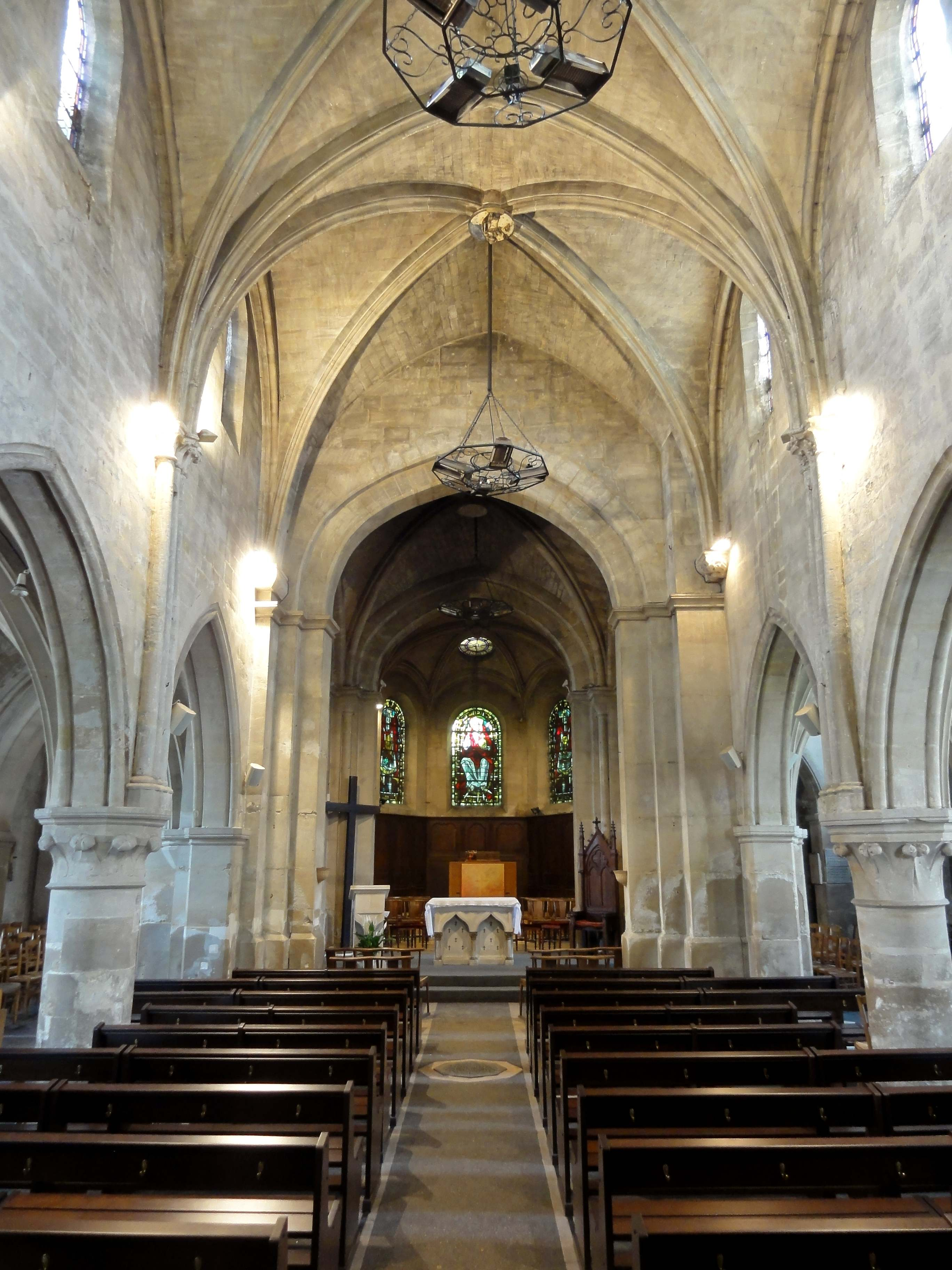
Nef, vue vers l'est.

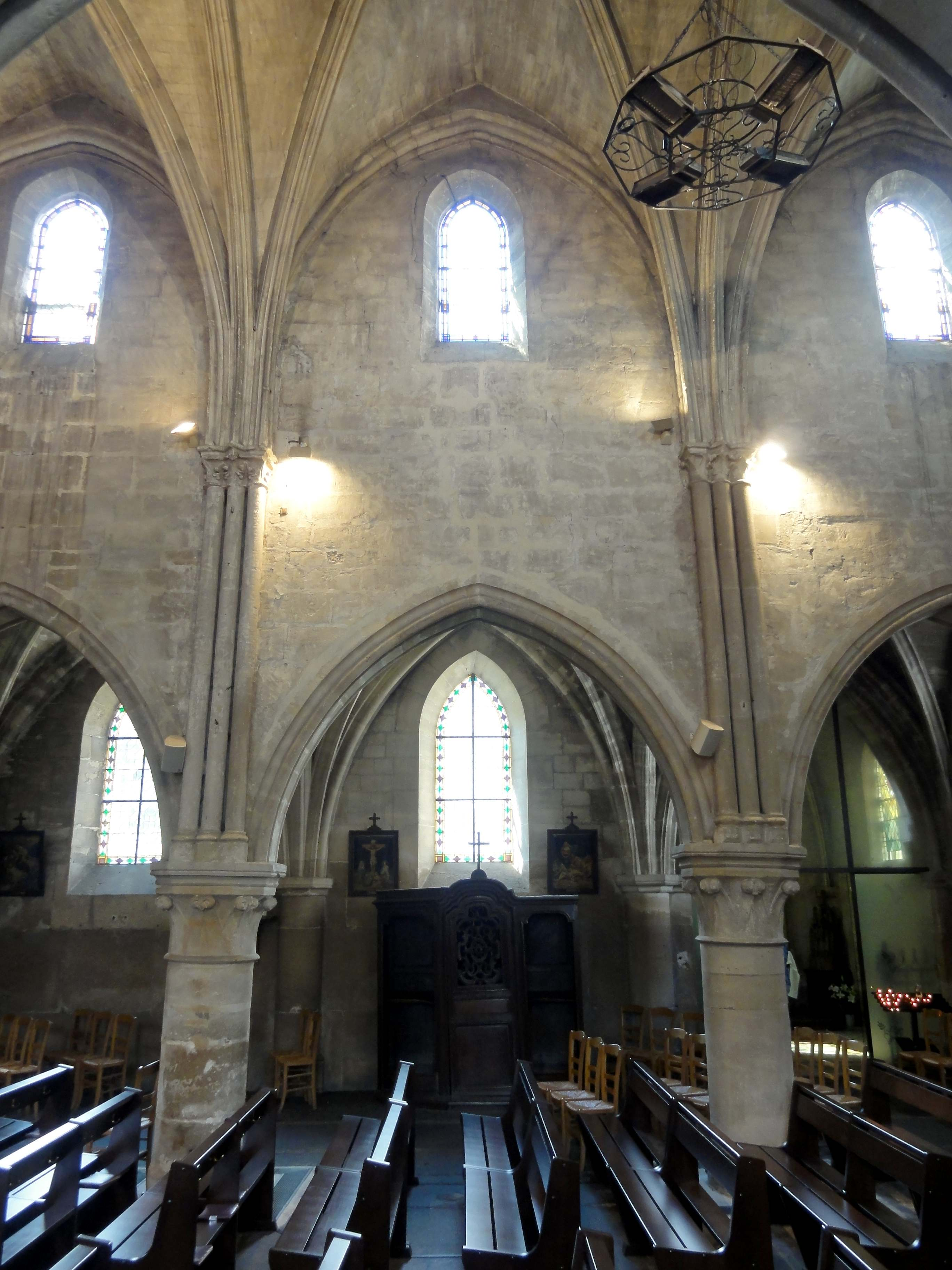
2e travée, élévation sud.

Les particularités du mur occidental ont déjà été signalées. La nef ne comporte que trois travées, et elle est de petites dimensions. Sur les dix bancs à quatre places disposés de part et d'autre de l'allée centrale, on ne peut loger que quatre-vingts fidèles, et la vingtaine de chaises que l'on peut ajouter n'augmentent pas beaucoup la capacité d'accueil. Il faut donc utiliser aussi les croisillons, les bas-côtés, sans visibilité sur l'autel, et même l'abside, et pourtant, l'espace s'avère insuffisant. Les églises villageoises de la vallée de l'Oise, du Vexin français et du pays de France sont rarement plus petites, et souvent plus spacieuses. Comme le remarque déjà Louis Régnier, la petite taille de l'église évoque plutôt une chapelle. L'élévation de la nef comporte deux niveaux : l'étage des grandes arcades et l'étage des fenêtres hautes. Il n'y a jamais eu d'étage de galeries ouvertes sur combles, comme en on trouve même dans certaines petites églises des environs, telles qu'Auvers-sur-Oise, Ennery (église qui était beaucoup plus petite avant son agrandissement à la Renaissance), Livilliers, Nesles-la-Vallée ou Santeuil. Les grandes arcades en tiers-point sont en même temps du meilleur style de leur époque ; la sculpture des chapiteaux est soignée ; et les voûtes disposent de formerets datant apparemment d'origine. Dans les églises plus simples, les arcades peuvent encore être dépourvues de mouluration au XIIIe siècle, comme à Boran-sur-Oise, Hérouville ou Viarmes, et les formerets peuvent manquer. Les arcades sont à simple rouleau et moulurées d'un méplat entre deux gros tores dégagés. Sauf au début et à la fin, elles retombent sur des tailloirs octogonaux, dont le profil comporte un cavet entre deux biseaux. Les chapiteaux sont bien conservés, et sont tous décorés des mêmes feuilles appliquées un peu sèchement sur la corbeille dans leur partie inférieure, et recourbées en crochets à leur extrémité supérieure. Ils reposent sur des fûts monocylindriques appareillées en tambour, dont la hauteur n'atteint plus que 2,20 m. Elle était un peu plus importante avant que le sol de la nef ne fut exhaussé, et les bases des piliers enterrées.
Les tailloirs sont suffisamment débordantes pour accueillir les bases des faisceaux de trois colonnettes, qui retombent depuis les chapiteaux du second ordre. Les socles sont polygonaux, et les bases aplaties. Les trois fûts sont de diamètre identique. Ils sont en délit, assemblés chacun d'une demi-douzaine de tronçons, et appliqués contre les murs hauts de la nef. C'est encore la marque d'une construction soignée, car les colonnettes pourraient être engagées dans le mur, et appareillées avec ceux-ci, à raison d'un bloc taillé par assise. Les chapiteaux du second ordre présentent des feuillages plus raffinés et sont l'œuvre d'un tailleur de pierre différent. Il a peut-être participé au chantier de l'abbaye de Maubuisson, qui se situe entre 1236 et 1244. S'il serait exagéré de parler de différence de style à propos des chapiteaux, c'est justifié pour les tailloirs, qui ne peuvent guère être antérieurs aux années 1230. Ce sont des tailloirs dits à bec, avec une pointe orientée vers la nef, et un seul tailloir recouvre le groupe de trois chapiteaux. On entre ici dans le registre du style gothique rayonnant, et la Sainte-Chapelle possède aussi des tailloirs à bec. La question des formerets est éludée par Louis Régnier. Les voûtes elles-mêmes datent en tout cas de la fin du XVe siècle ou de la première moitié du XVIe siècle, tout comme par ailleurs les culs-de-lampe dans les angles nord-ouest, sud-ouest et sud-est. ogives et formerets ont la même épaisseur, et adoptent le même profil prismatique et aigu. Les clés de voûte sont des médaillons, qui encadrent la figure en pied, sculpté en bas-relief, d'un personnage drapé. La polychromie éclatante pourrait suggérer une réfection moderne, mais elle est néanmoins d'origine. L'homme barbu et assis que l'on voit dans la première travée porte un objet, peut-être un parchemin, ce qui ne suffit pas pour l'identifier. Dans les autres travées, on voit saint Pierre, accompagné d'un P, et saint Ouen. En ce qui concerne les fenêtres, ce sont des lancettes simples en tiers-point, sans décoration. Elles ont probablement été refaites au XIXe siècle, mais devraient refléter l'état du milieu du XIIIe siècle.

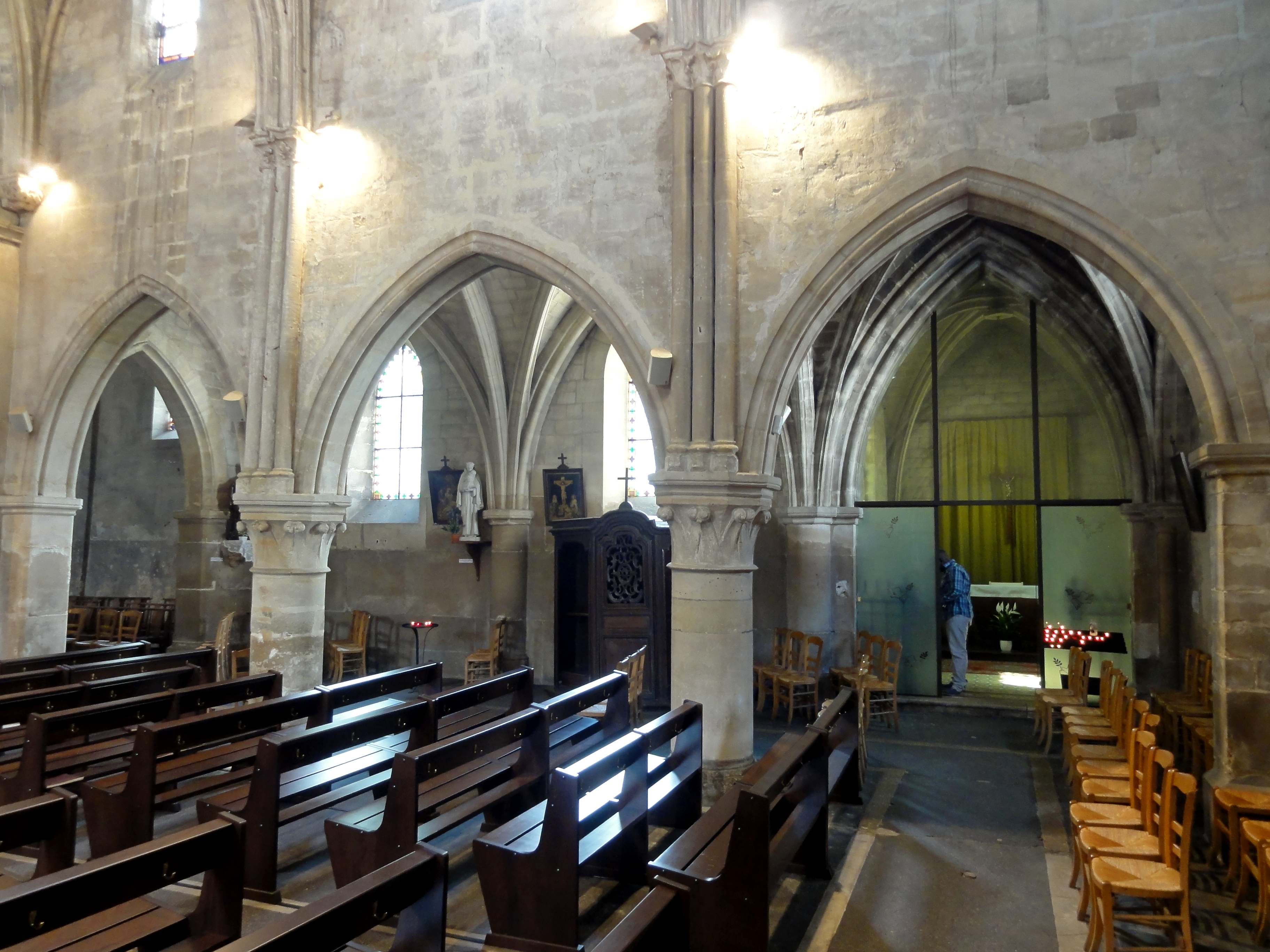
Grandes arcades du sud.
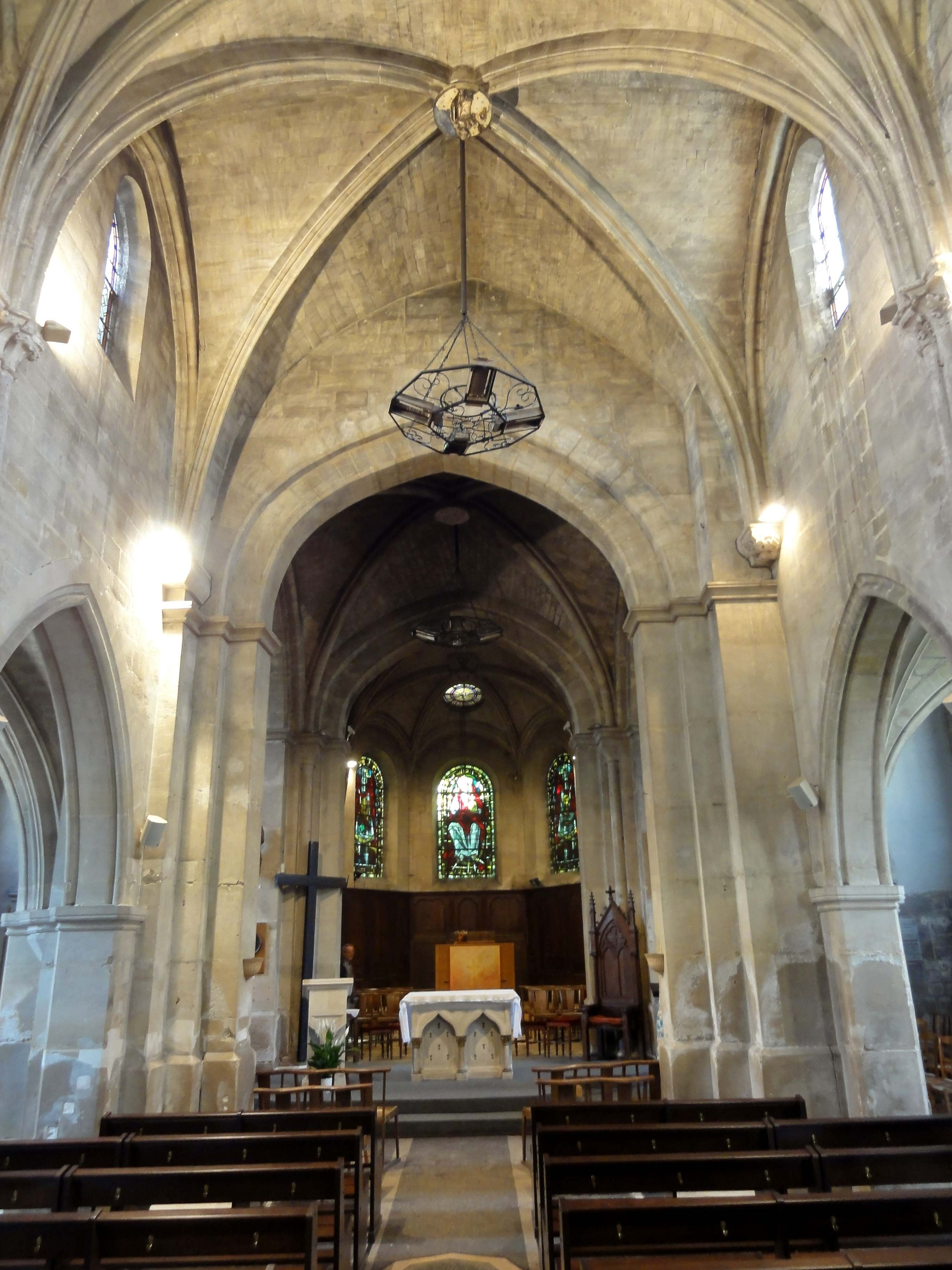
Nef, vue vers l'est.
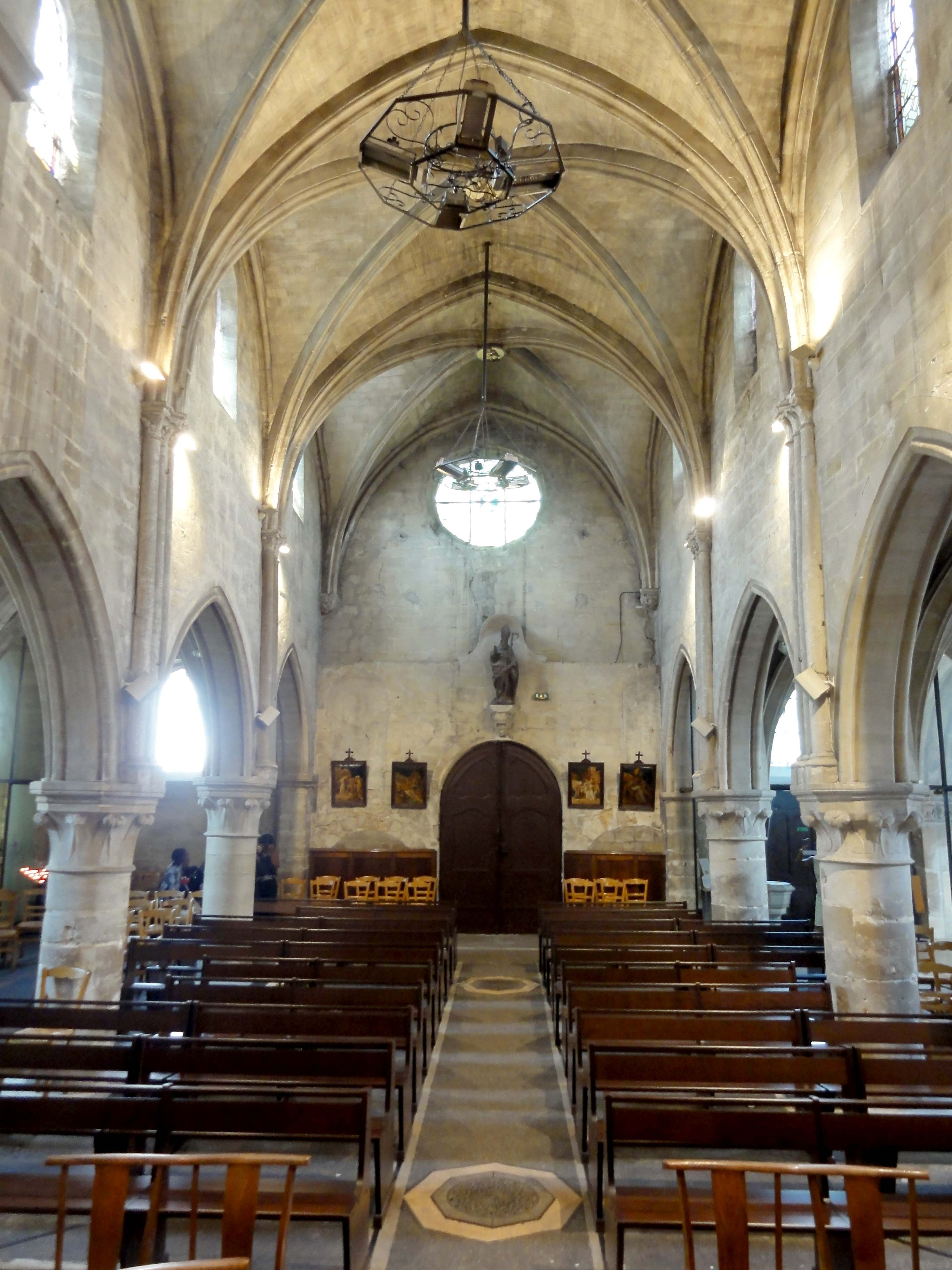
Nef, vue vers l'ouest.
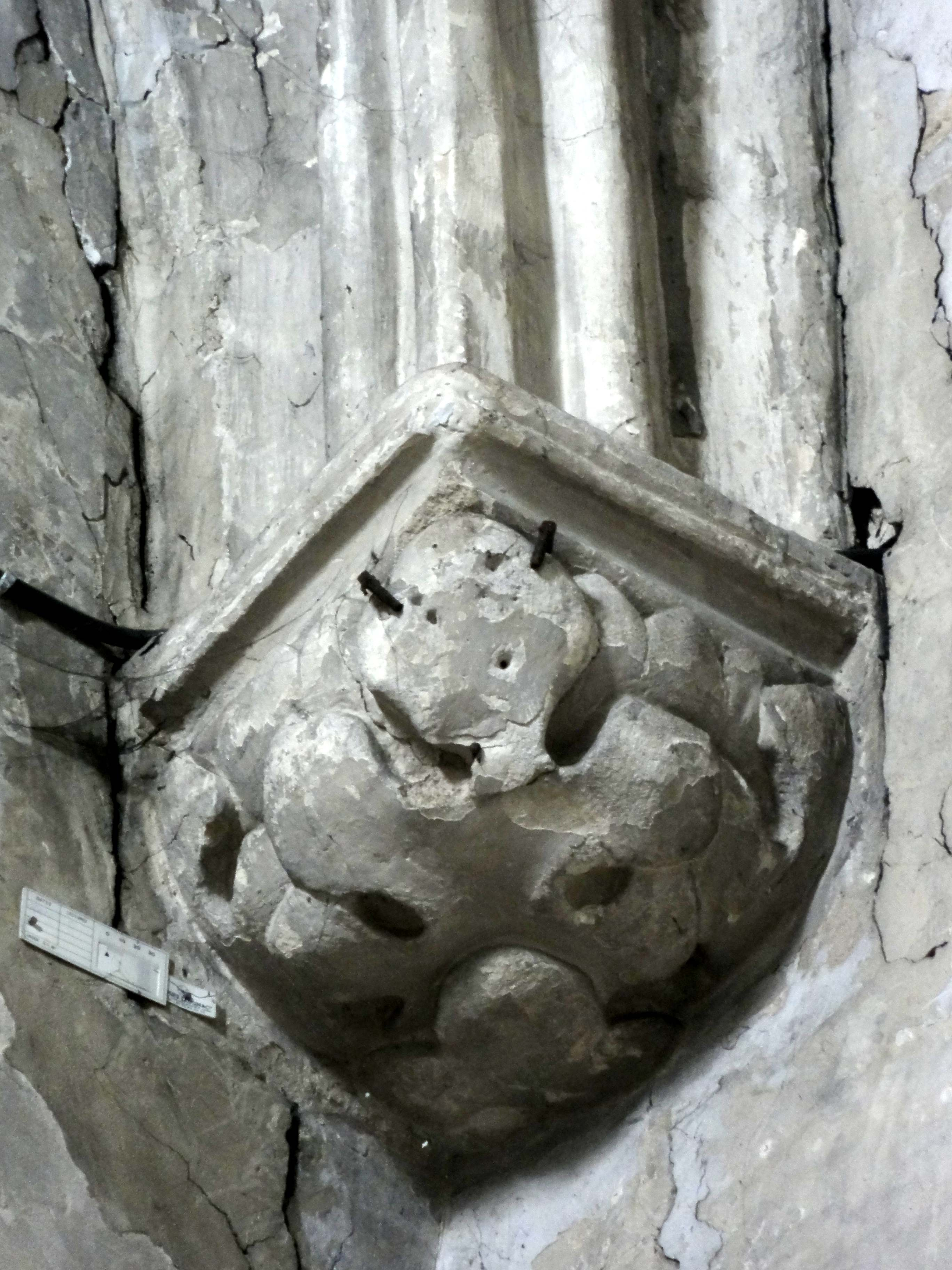
Cul-de-lampe dans l'angle nord-ouest.
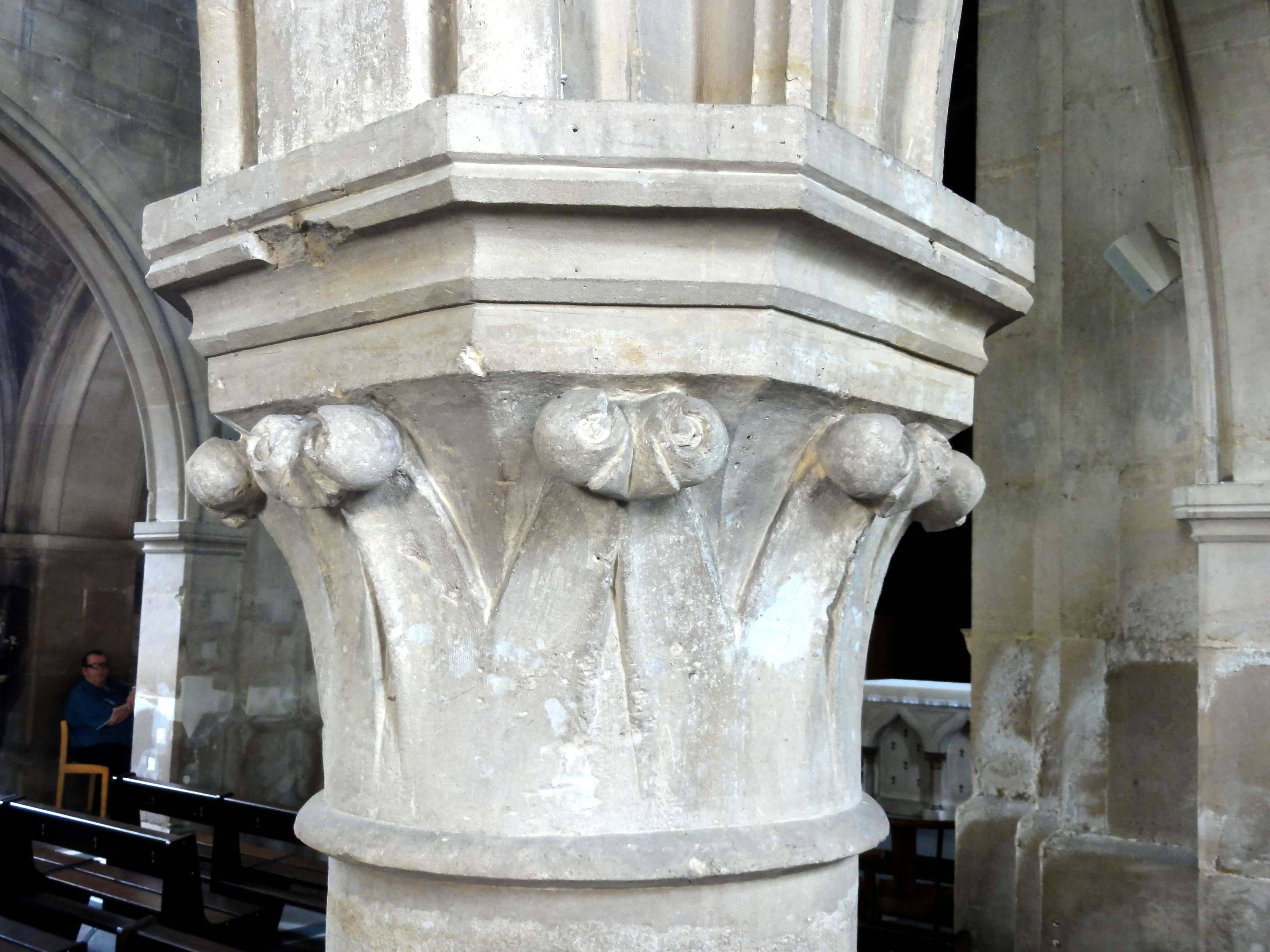
Chapiteau des grandes arcades.
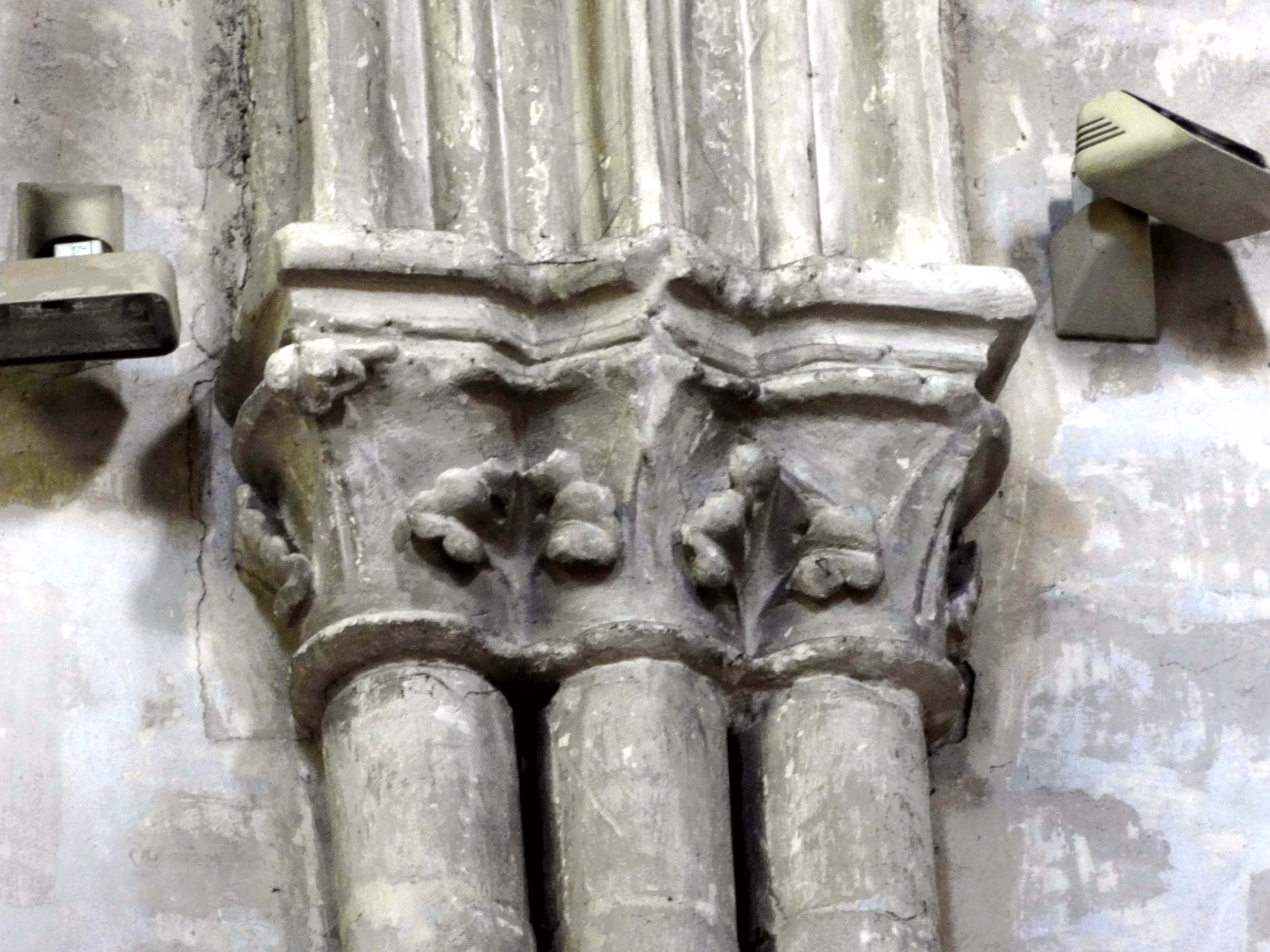
Chapiteaux du 2e ordre.

#### Bas-côtés et chapelles

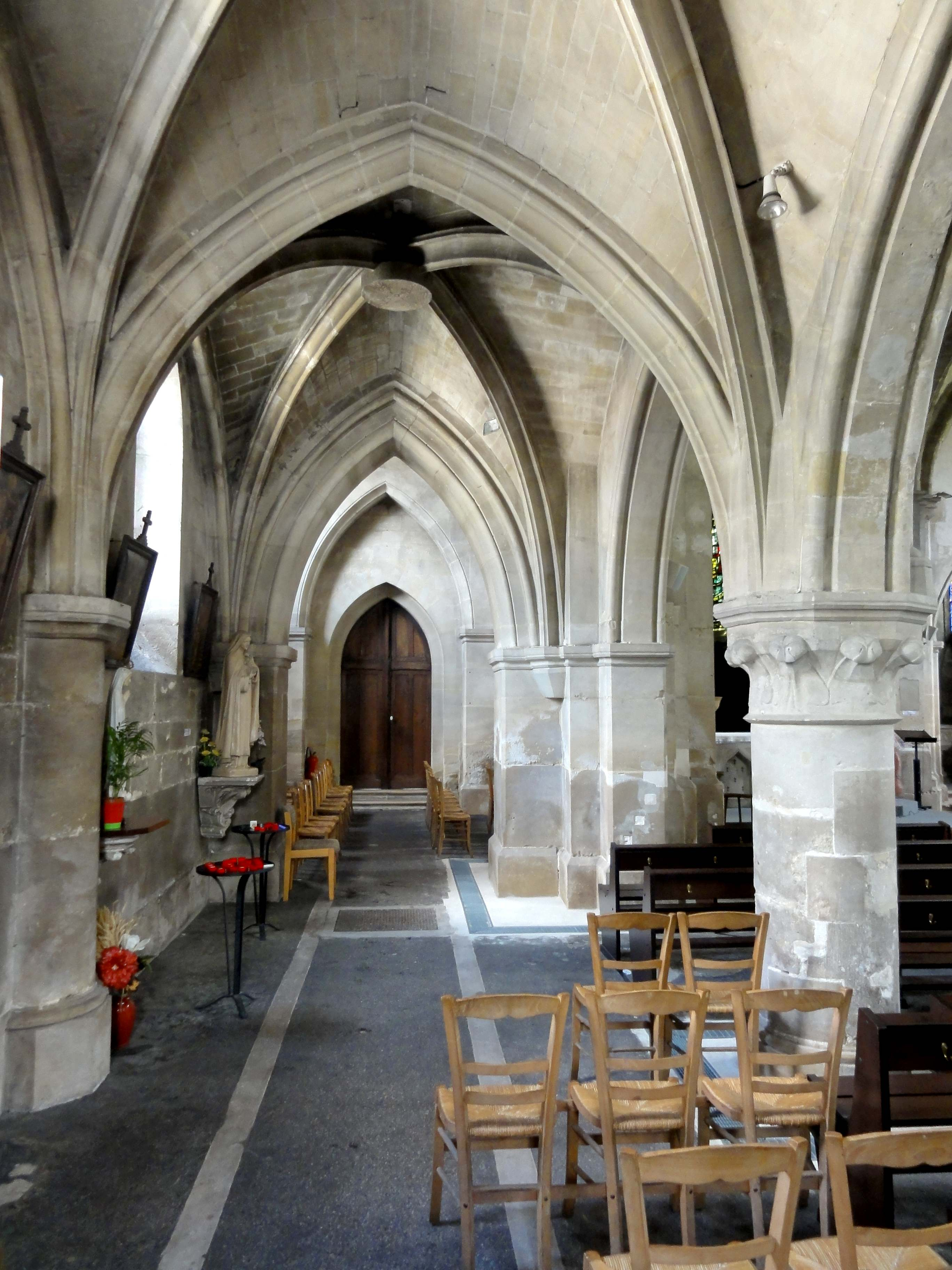
Bas-côté nord.

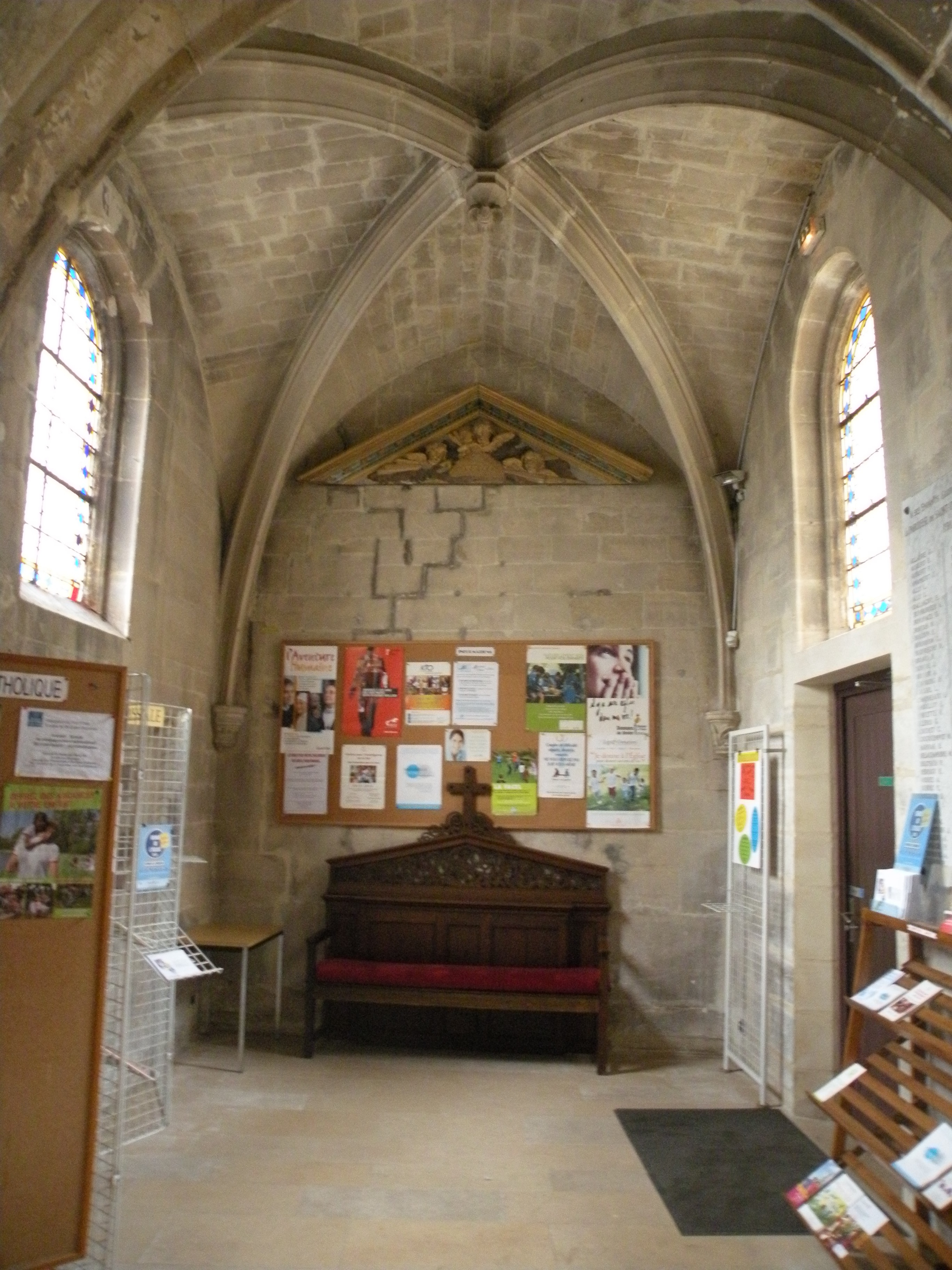
Chapelle nord.

Les bas-côtés sont largement déterminés par le caractère des grandes arcades, et l'impression qui domine est celle d'une structure de la première moitié du XIIIe siècle. Les voûtes sont toutefois de la même époque, et de la même facture, que les voûtes de la nef. Elles sont plus élevées que les grandes arcades, qui ne servent donc pas d'arcs d'inscription aux voûtes, ce qui serait normalement le cas si les voûtes avaient été lancées dès le début. Les voûtes sont donc très aigües, tant dans le sens longitudinal que dans le sens transversal, et leur hauteur dépasse celle des piliers des grandes arcades. L'état actuel n'exclut pas l'existence d'un voûtement primitif, mais c'est encore plus incertain que dans la nef, où il y a au moins les faisceaux de colonnettes et les chapiteaux du second ordre, ainsi que les formerets (dont il n'est pas assuré qu'ils ne proviennent pas d'une restauration). Dans les bas-côtés, tout ce qui reste éventuellement des supports de la première moitié du XIIIe siècle sont les tailloirs. Au droit des murs latéraux, face aux piliers des grandes arcades, ils reposent sur de grosses demi-colonnes engagées dans les murs. Dans les angles, ils sont supportés par des cul-de-lampe non sculptés (un chapiteau néogothique dans l'angle sud-ouest du bas-côté sud). L'absence de style des demi-colonne et des culots ne permet pas d'affirmer avec la même certitude que Louis Régnier que ces éléments sont contemporains des voûtes. Ils peuvent aussi être plus récents. Les murs latéraux ont en tout cas été reconstruits, car ils sont beaucoup trop réguliers pour être anciens, et les fenêtres ne datent donc pas non plus d'origine. Mais elles ont la même forme que les fenêtres hautes de la nef, et devraient correspondre à l'état du milieu du XIIIe siècle.
Les clés de voûte des bas-côtés sont de trois types différents. Dans la première travée du bas-côté nord, on trouve un disque ajouré de quatre soufflets, les écoinçons étant également ajourés. Ce dessin évoque le remplage d'un oculus ou d'une petite rosace à la période flamboyante. Dans la seconde travée du nord et les deux premières travées du sud, on trouve des écussons vierges de tout signe héraldique, dont celui de la première travée du sud affecte la forme d'une targe italienne. Les écussons sont entourés de découpures flamboyantes, ou de  jeunes feuilles de vigne. Dans la troisième travée au nord et au sud, on trouve des disques plats et vierges de toute sculpture. Le dessin possible d'une clé de voûte est tracé au charbon, comme s'il s'agissait d'une ébauche de restauration. Louis Régnier ne mentionne pas cette particularité. — Pour venir aux chapelles du XIXe siècle, elles s'ouvrent depuis la première travée de chacune des bas-côtés, moyennant des arcades à double rouleau moulurées à l'image des grandes arcades de la nef. Elles sont évidemment néogothiques. Il est un peu exagéré de dire, avec Louis Régnier, que les deux chapelles manquent de style. Leurs voûtes ont des nervures de type flamboyant, qui sont certes dépourvues de formerets, mais possèdent des clés de voûte sculptées. Celle du sud arbore la colombe symbolisant l'Esprit Saint. Si la sculpture des culs-de-lampe à la retombée des ogives n'a pas été exécutée dans la chapelle du sud, elle est assez aboutie au nord. Dans les angles nord-ouest et nord-ouest, on y voit des feuillages et des pampres. Au sud, on voit tout au contraire des motifs de crochets évoquant la période de la nef, qui se poursuivent comme frises sur les consoles des arcades vers le bas-côté.

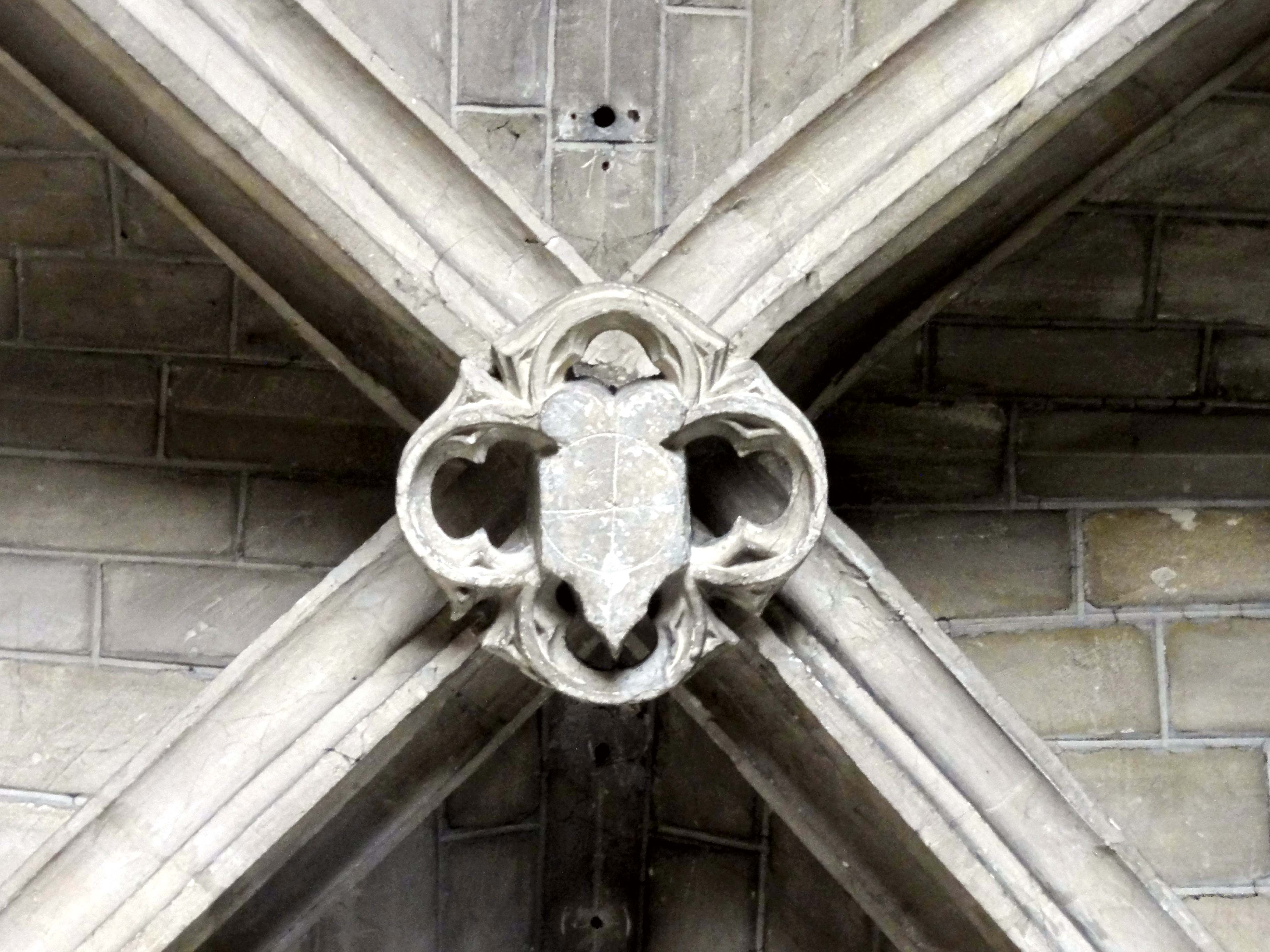
Bas-côté sud, clé de voûte de la 1re travée.
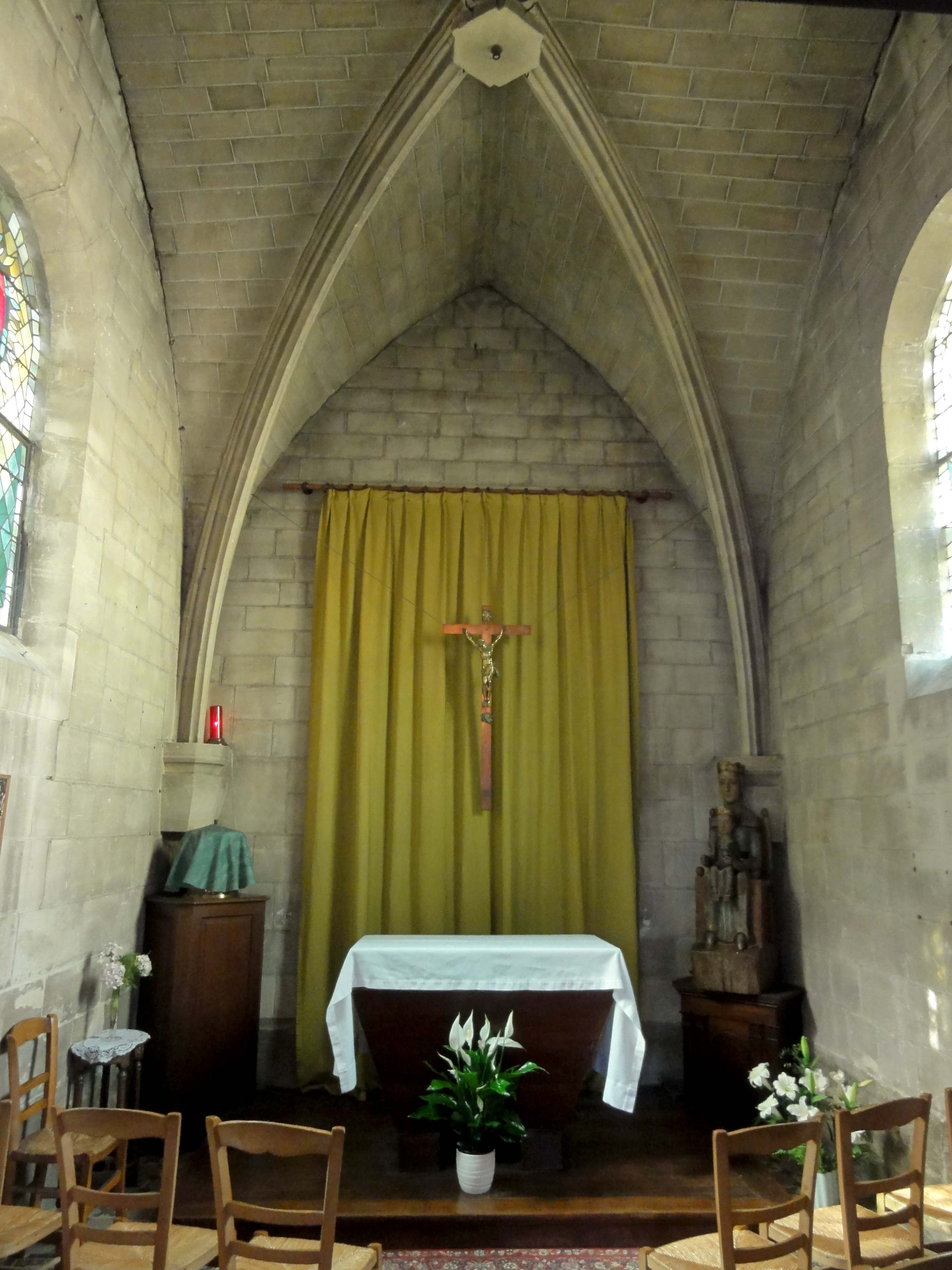
Chapelle sud, vue vers le sud.
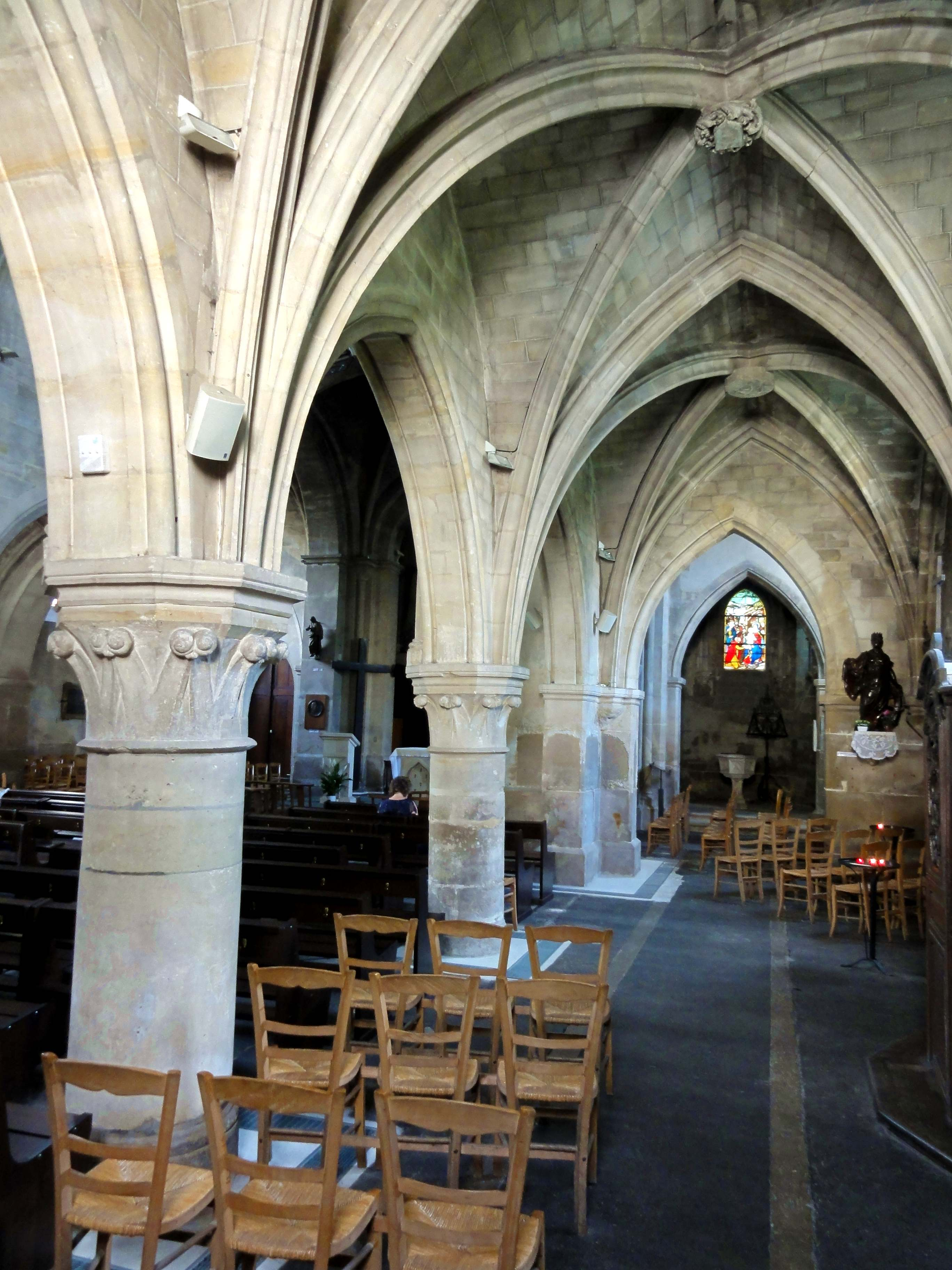
Bas-côté sud, vue vers l'est.
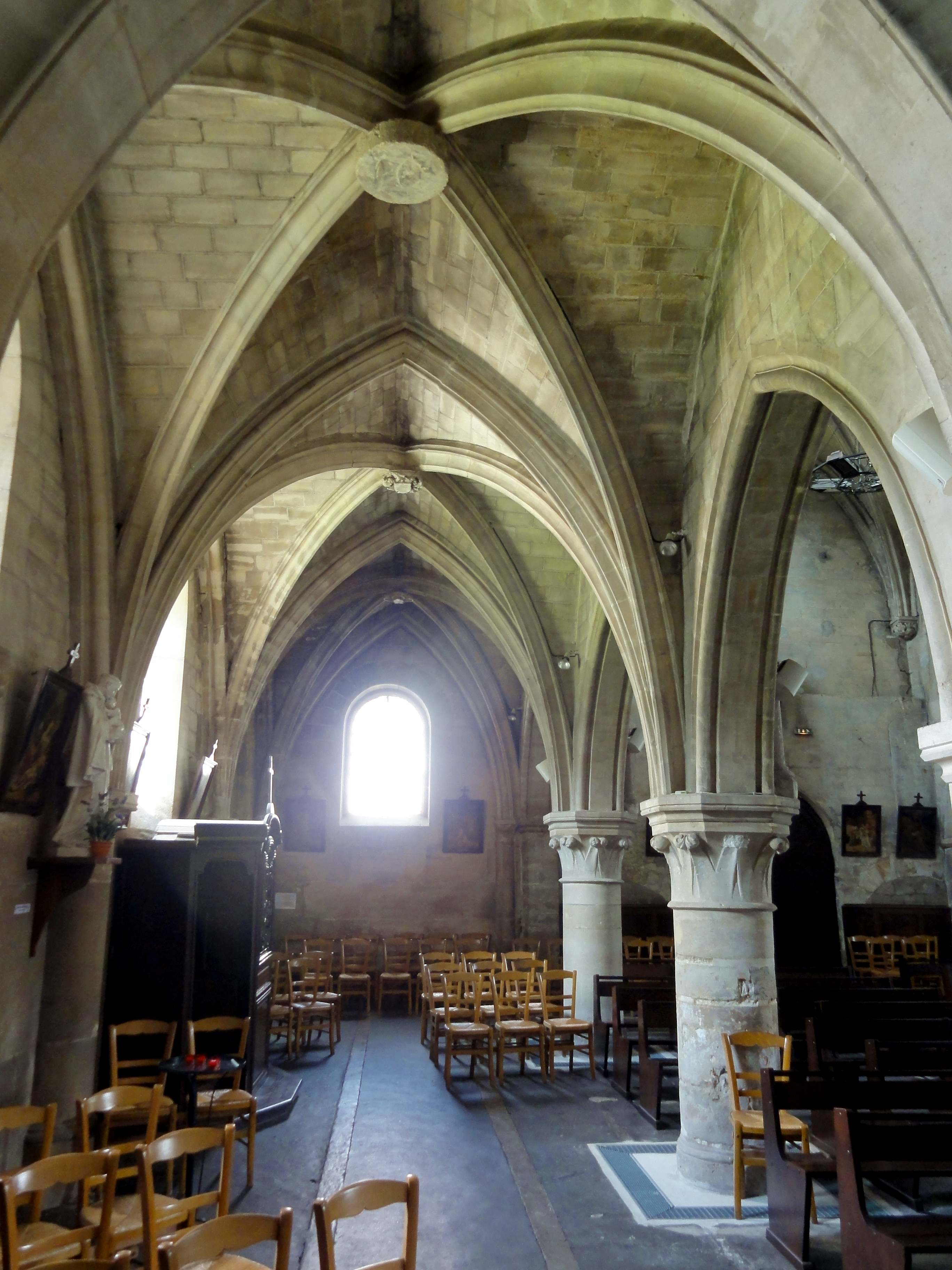
Bas-côté sud, vue vers l'ouest.
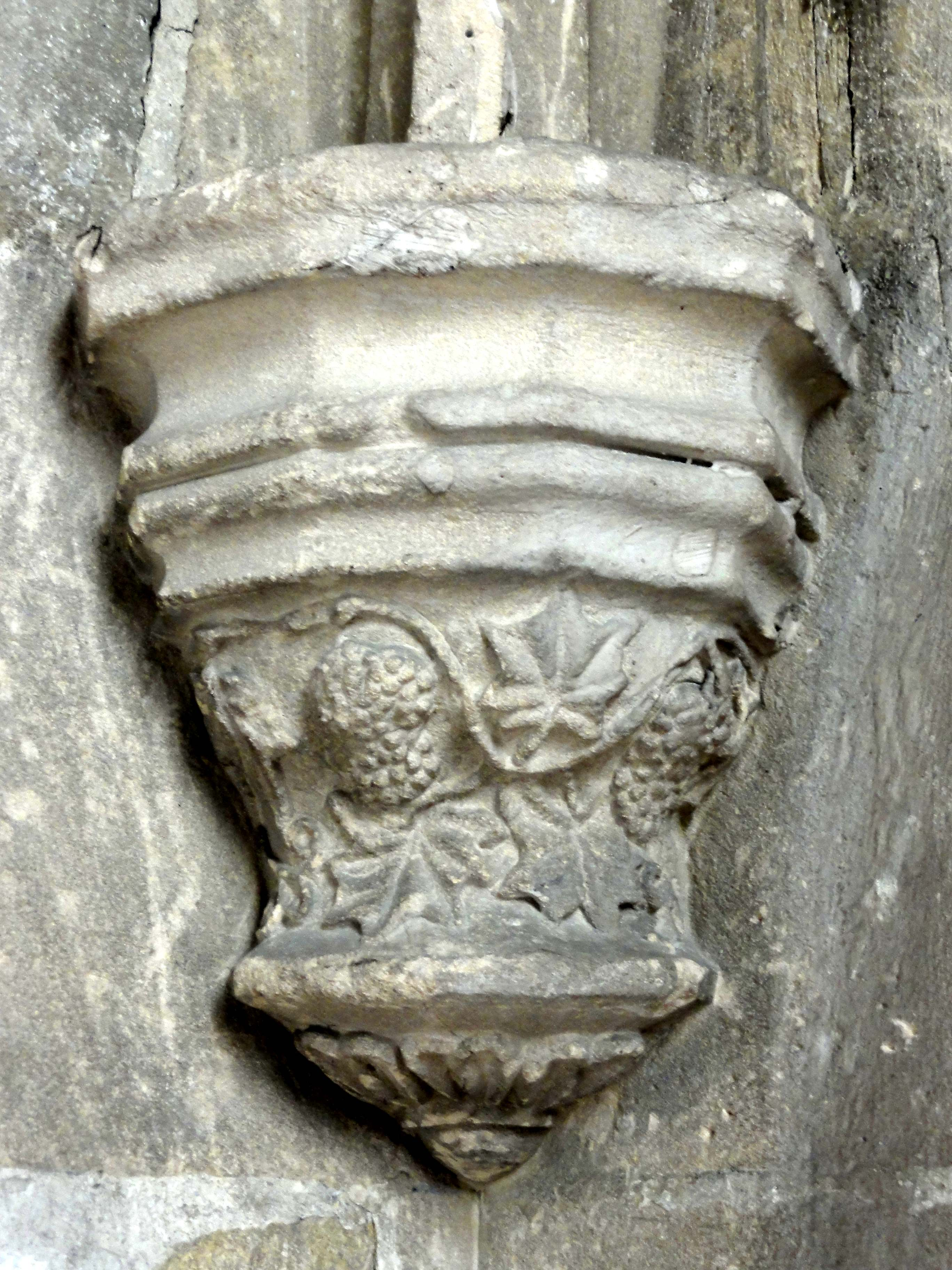
Chapelle nord, cul-de-lampe de pampres.
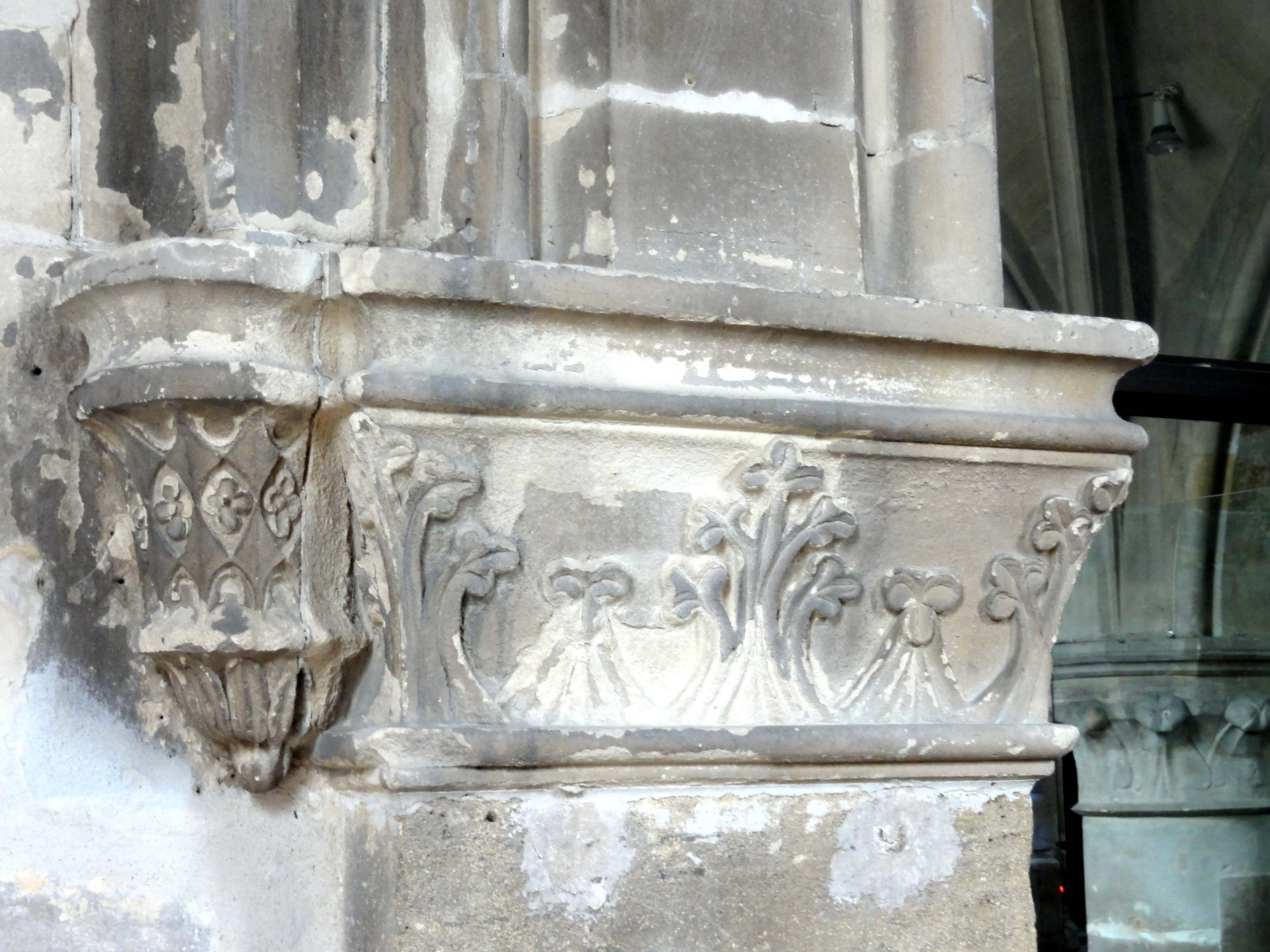
Chapelle nord, console néogothique.

#### Transept

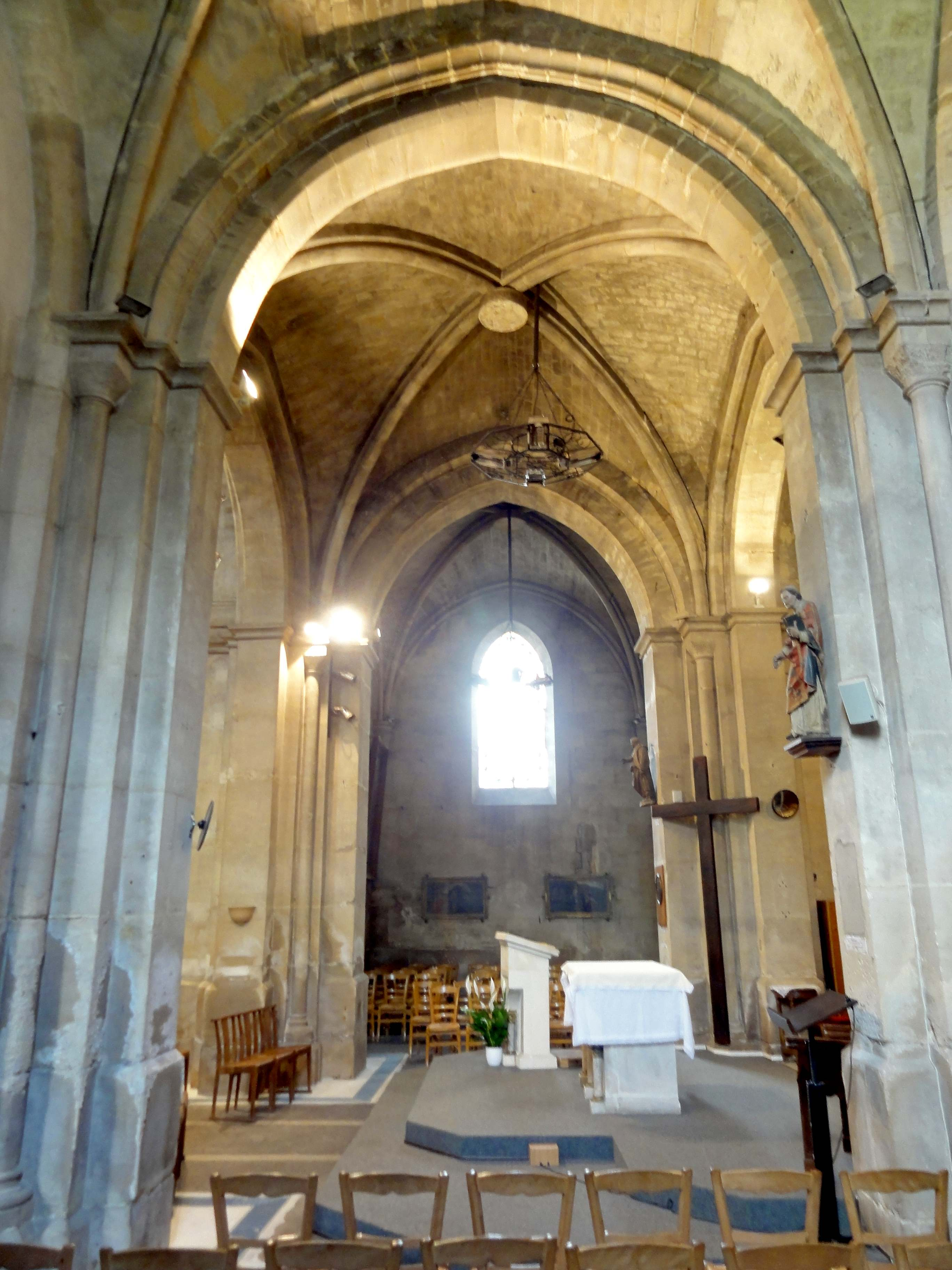
Transept, vue sud-nord.

Le transept est d'une facture très simple, et son style est austère. Quant à sa date, on se laisse facilement induire en erreur par la nature des quatre doubleaux autour de la croisée du transept, qui sont à double rouleau, mais dépourvues de moulures proprement dites et seulement chanfreinés. La retombée s'effectue sur des tailloirs moulurés, mais il n'y a ni chapiteaux, ni colonnettes. Le rouleau supérieur est à peine proéminent, et évoque davantage les arcs formerets sommaires à la première période du voûtement d'ogives, au second quart du XIIe siècle. Sauf vers le croisillon nord, où il n'y a pas de supports, il retombe sur des pilastres, alors que le rouleau inférieur retombe sur des piliers carrés. Tout ceci rappelle l'architecture romane, et l'arc brisé n'est pas non plus incompatible avec la période romane tardive. Mais en réalité les doubleaux ont été repris en sous-œuvre au XIXe siècle, et l'état ancien n'a apparemment pas été documenté. La clé de voûte de la croisée du transept est encore un disque plat, où le décor est seulement tracé au charbon. La voûte elle aussi a peut-être été refaite. Ses ogives ont un profil torique normal, et retombent sur les tailloirs de chapiteaux seulement épannelés, qui reposent sur quatre colonnettes logées dans les angles. Les voûtes des croisillons sont similaires. Mais les tores des ogives sont amincis en amande, et dans le croisillon nord, des formerets toriques existent de trois côtés, sauf vers la base du clocher. En revanche, les colonnettes y ont été supprimés. Dans le croisillon sud, la clé de voûte est ornée de feuilles gironnantes, ou tournantes, comme dans un mouvement de rotation autour de l'axe. Cette disposition élégante est propre à la première moitié du XIIIe siècle. En même temps, les formerets sommaires analogues à la croisée du transept ne riment pas bien avec cette période. Les arcades vers les bas-côtés et vers l'absidiole sont très aigües, et moulurées d'une gorge entourée d'une rainure. Les tailloirs sont analogues à ceux des chapiteaux des grandes arcades de la nef. Il n'y a ni chapiteaux, ni colonnettes. En guise de conclusion, il reste à souligner qu'il n'est souvent pas très clair quels éléments sont antérieurs au XIXe siècle, même si Louis Régnier croit que la plupart des détails reproduisent l'état ancien.

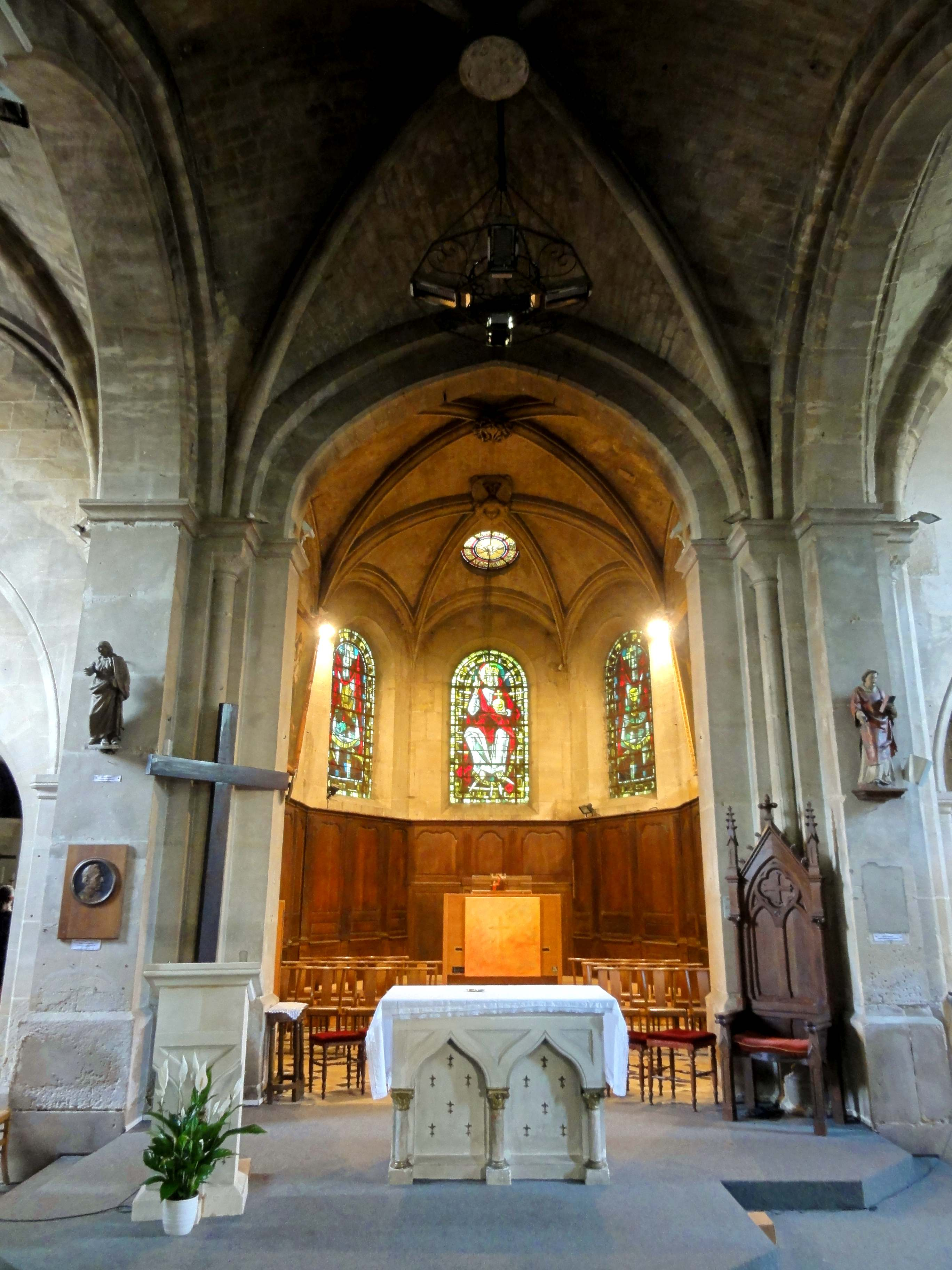
Croisée, vue vers l'est.
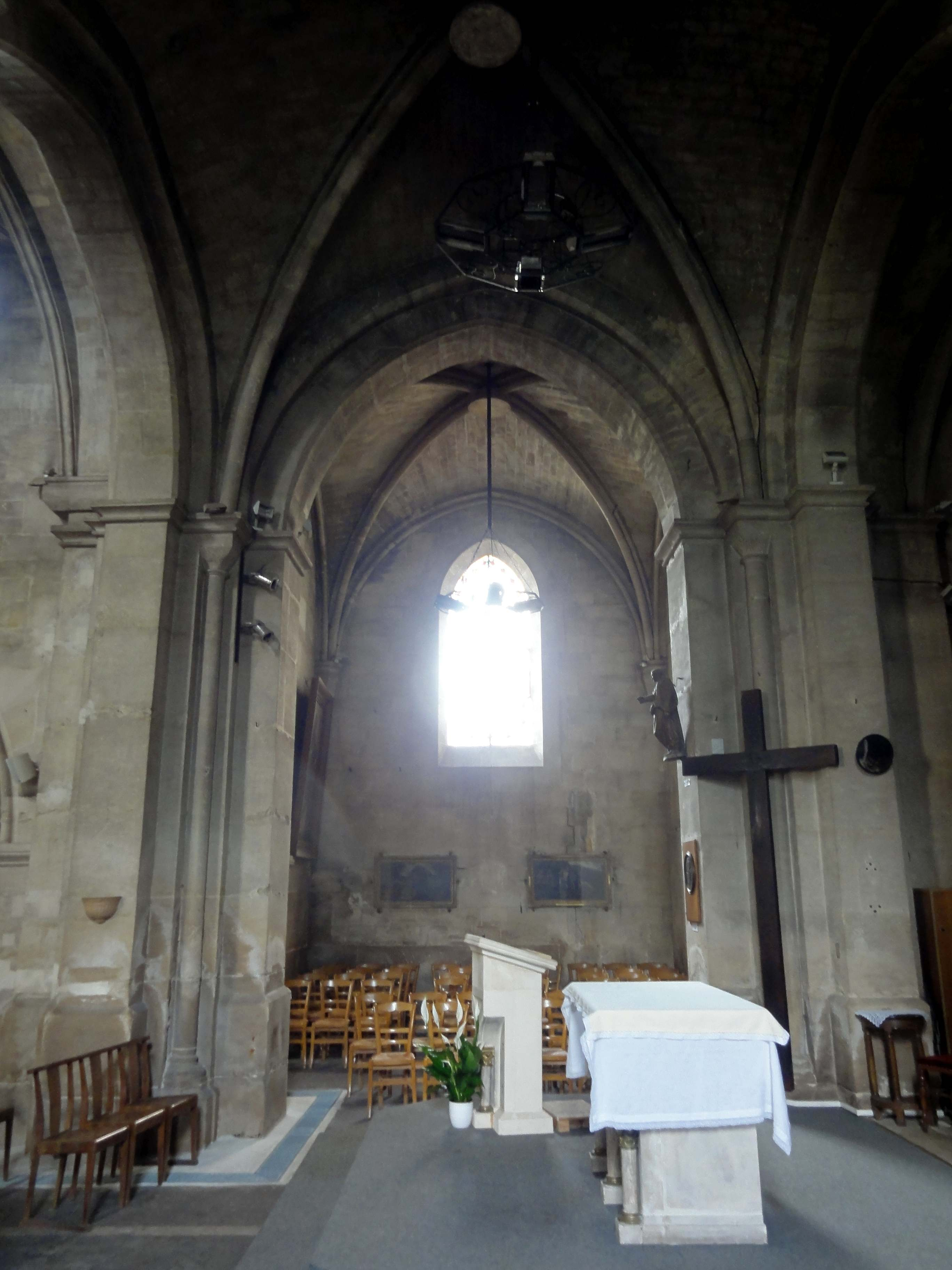
Croisée, vue vers le nord.
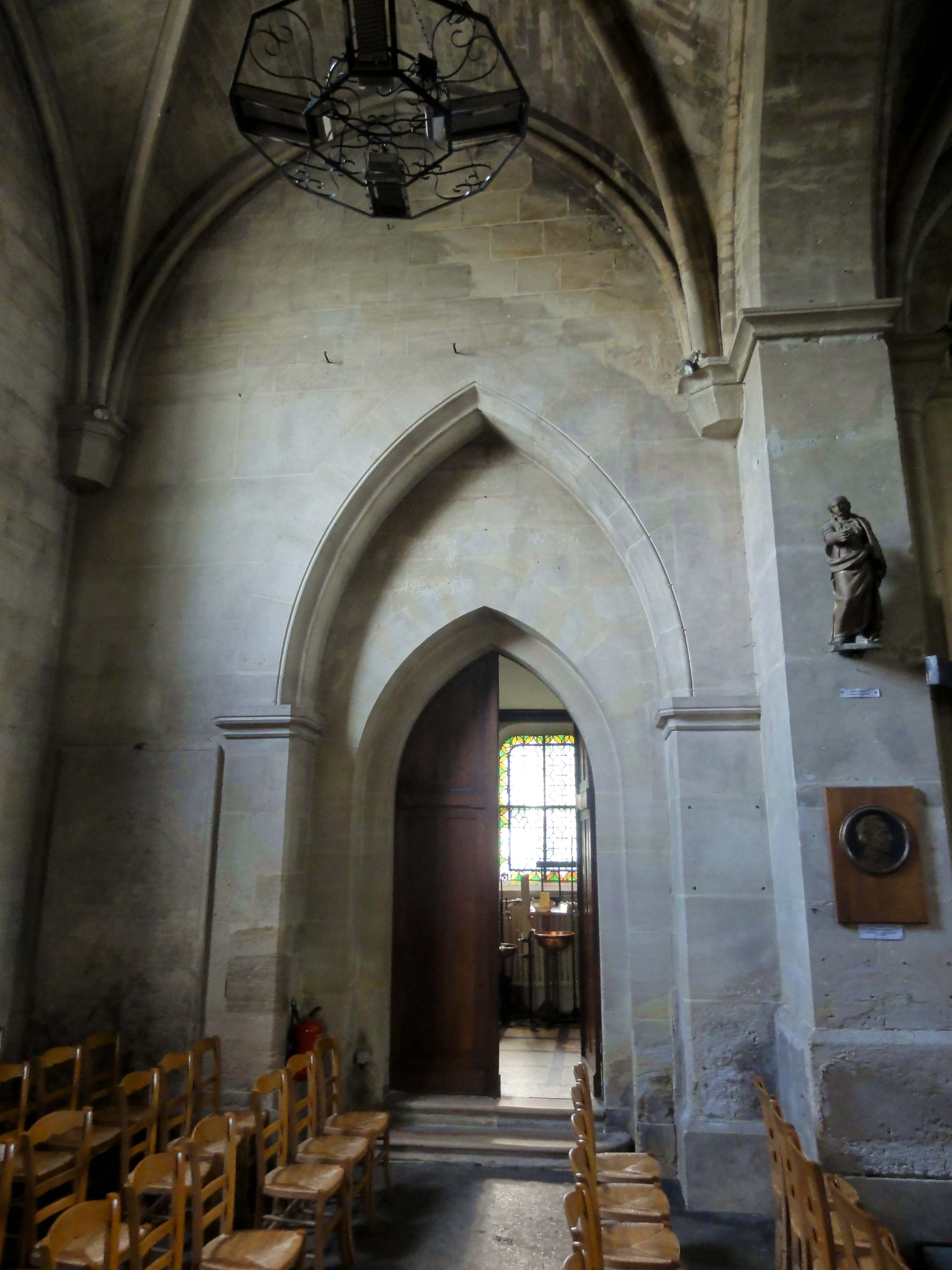
Croisillon nord, côté est.
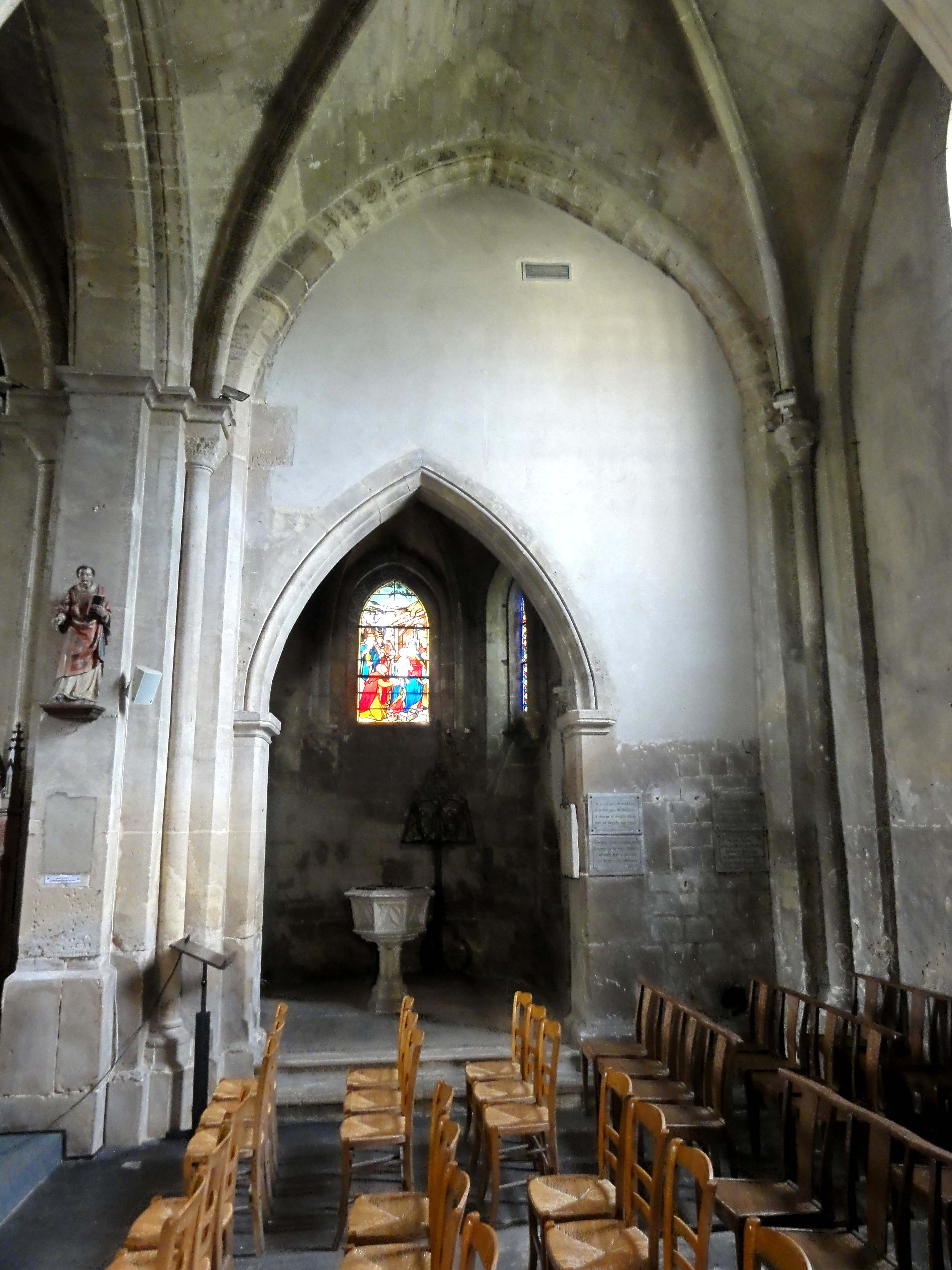
Croisillon sud, côté est.
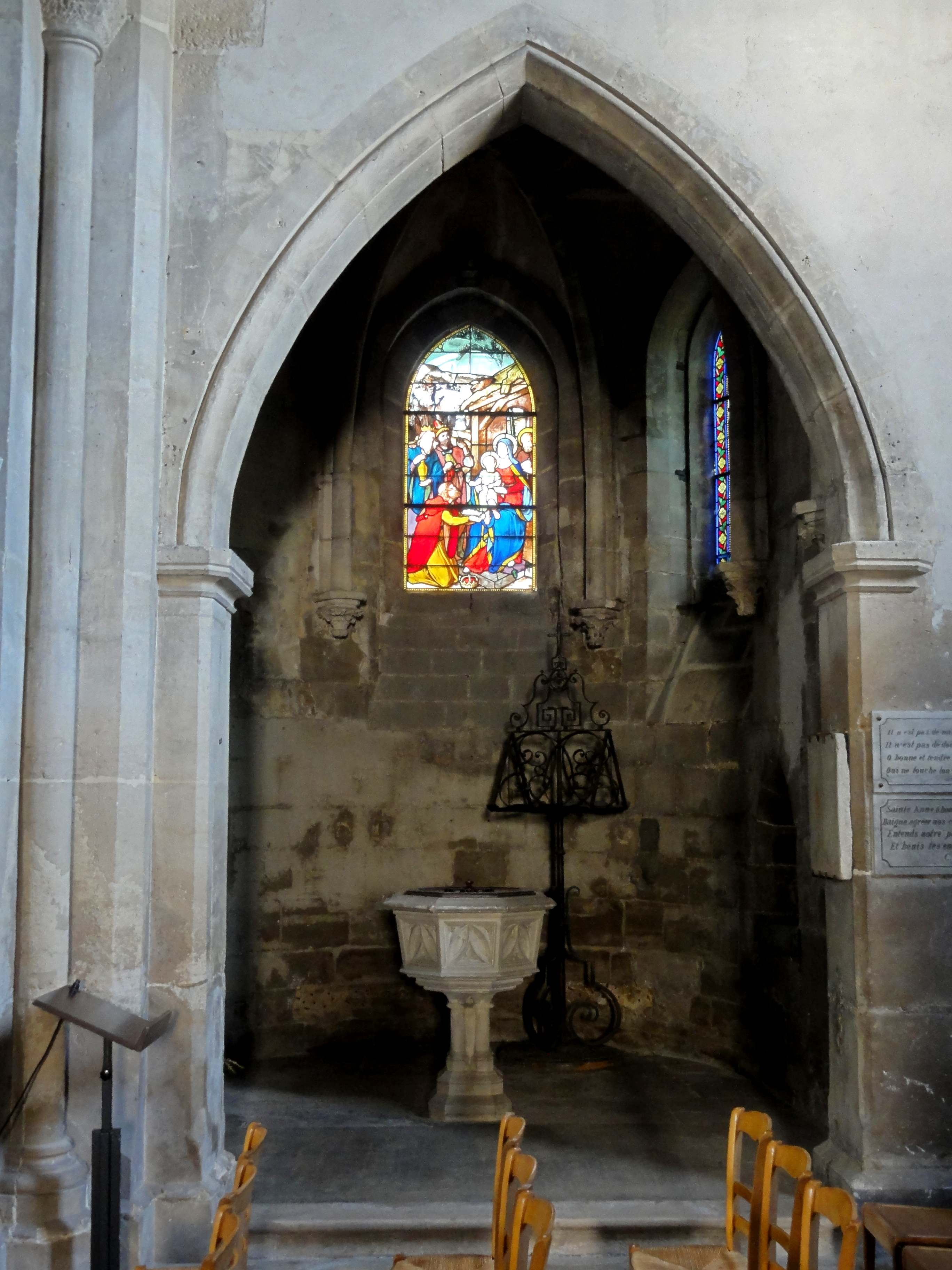
Arcade vers l'absidiole.
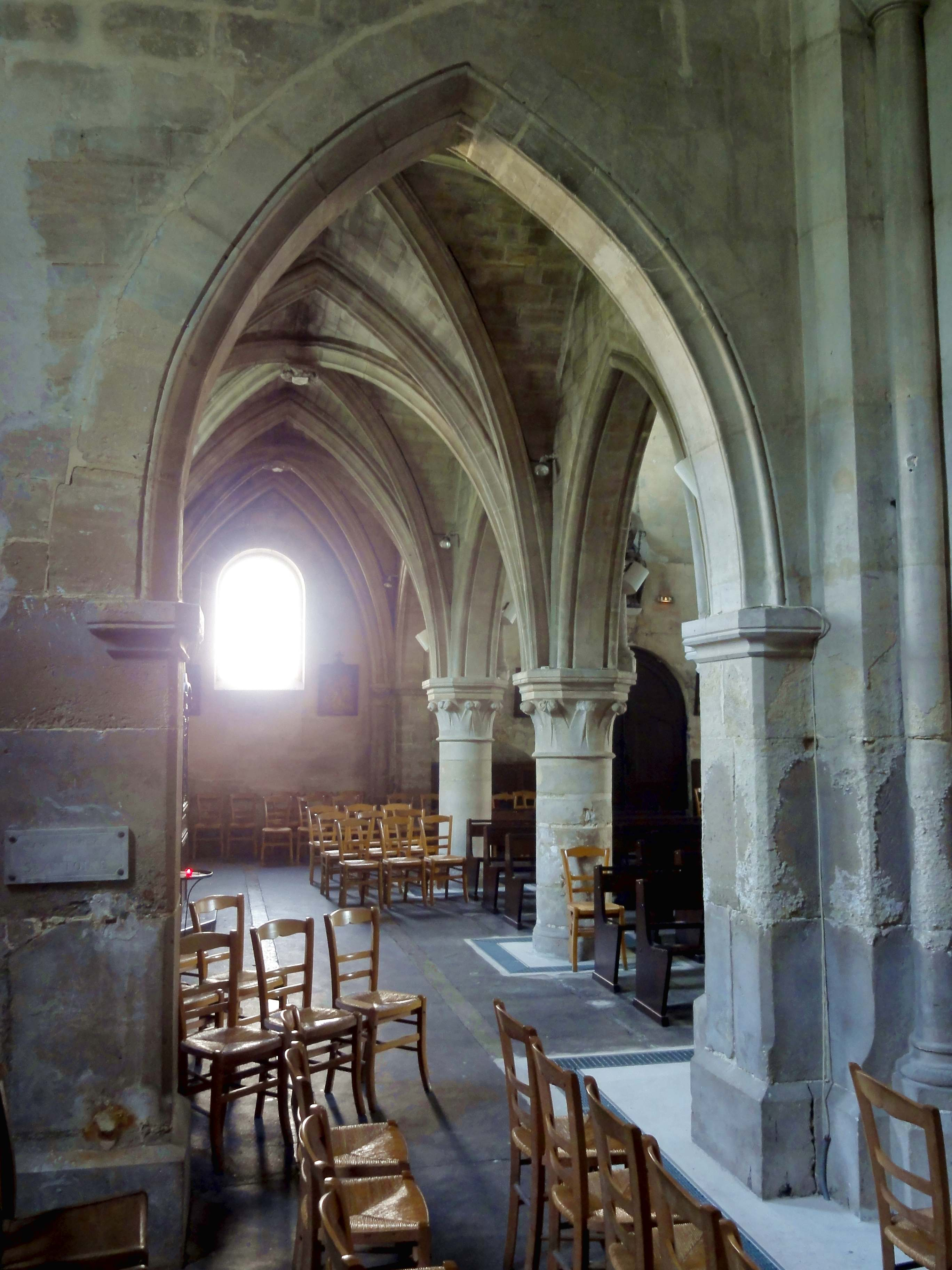
Vue dans le bas-côté sud.

#### Chœur et absidiole

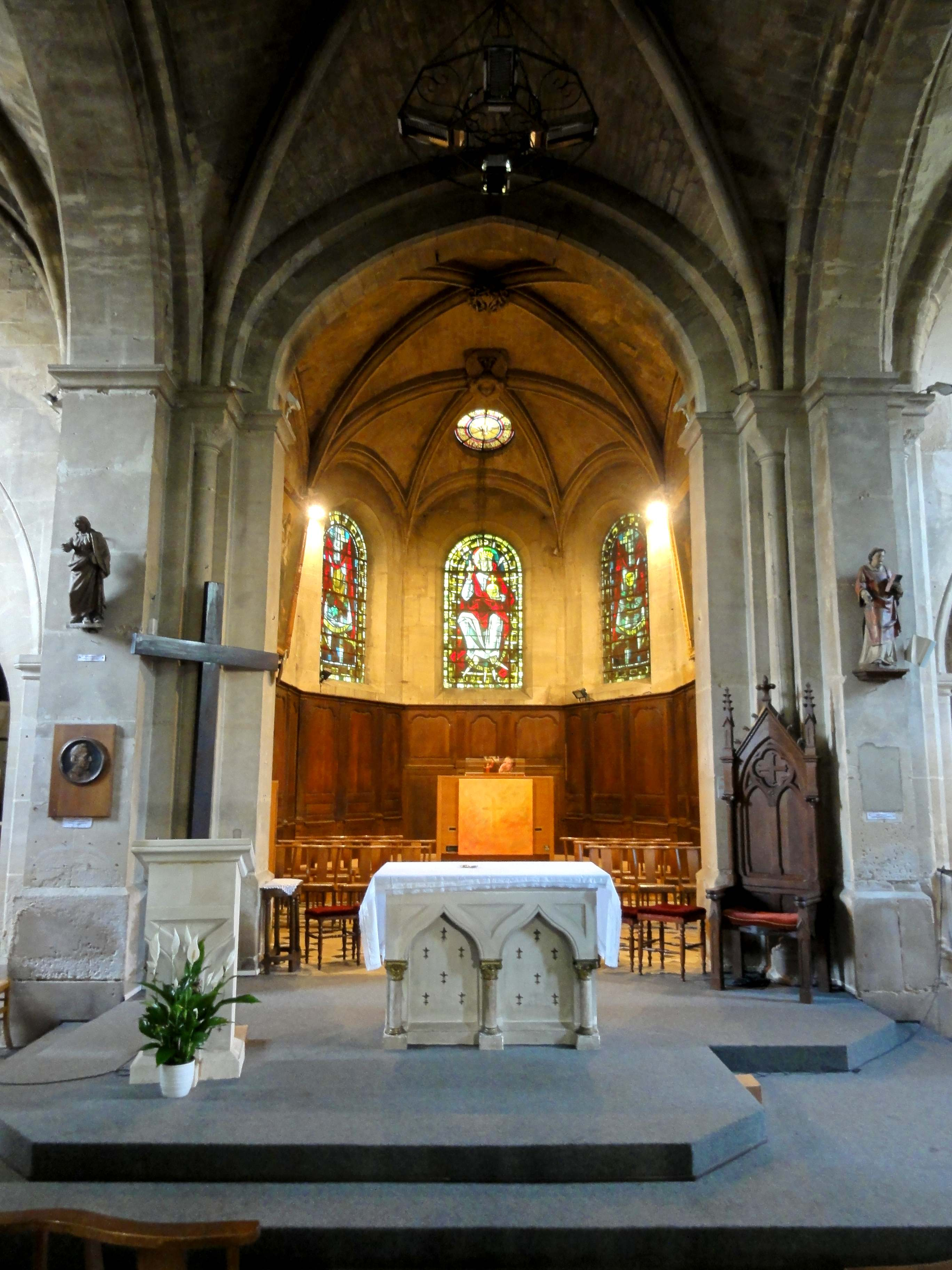
Croisée, vue vers l'est.

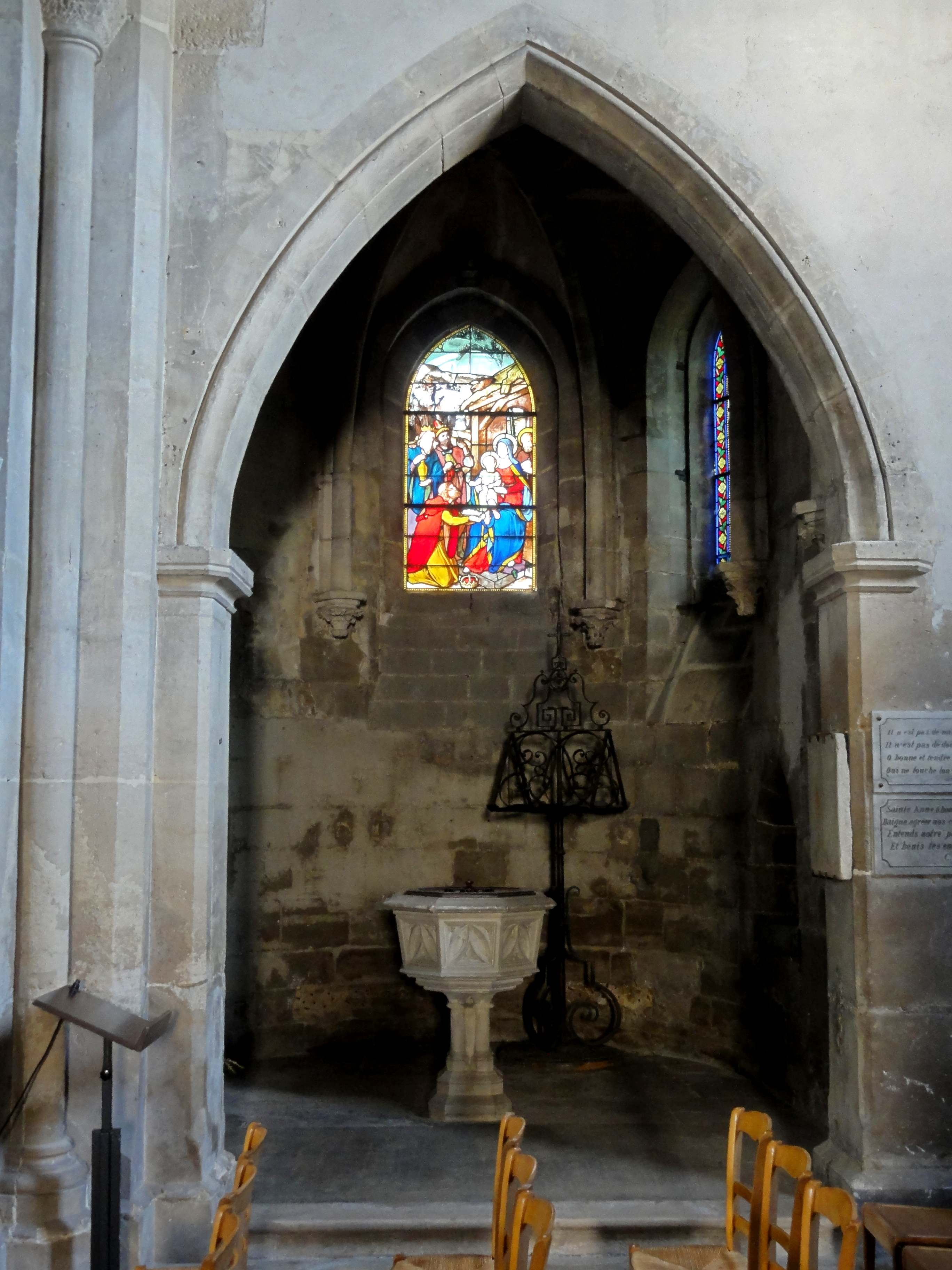
Vue dans l'absidiole.

Sur le plan architectural, le chœur se résume à l'abside. Sur le plan liturgique, il commence par la croisée du transept. C'est ici que le nouveau maître-autel a été érigé à la suite de la réforme liturgique décidée par le concile Vatican II, qui veut que le prêtre officie face aux fidèles lors de la célébration eucharistique, et que l'autel soit avancé en direction de la nef. On aurait pu inclure la croisée du transept dans la nef des fidèles, mais ce n'est pas l'option qui a été retenue, et l'abside doit aujourd'hui être utilisée pour loger des fidèles. Elle perd ainsi sa vocation première de sanctuaire et son sens liturgique. En plus, l'ancien maître-autel a été supprimé, et cédé la place à l'orgue. Le Saint-Sacrement est abrité dans la chapelle du bas-côté sud, qui pourtant ne dispose pas d'un tabernacle, et c'est là que brûle la lampe éternelle pour symboliser la présence du Seigneur en son église.
L'abside a été totalement rebâtie en 1837, dans un style qui suggère la période de transition du gothique flamboyant vers la Renaissance. Contrairement à ce que prétend Louis Régnier, le plan n'est pas en hémicycle, même pas à l'extérieur, mais à pans coupés. Les dimensions devraient correspondre au chœur gothique que l'abbé Lebeuf a encore vu debout. Comme aujourd'hui, les soubassements étaient revêtues de boiseries, de sorte que l'abbé Lebeuf ne pouvait lire la partie inférieure de la plaque commémorative de la consécration de l'église. Les murs proprement dits sont entièrement nus : on n'y voit ni supports, ni ornementation. Les trois fenêtres sont en plein cintre. S'y ajoute un oculus dans le voûtain au-dessus de la baie d'axe du chevet. Au nord et au sud, il n'y a pas de fenêtre. Au nord, une petite porte donne accès à la sacristie (qui communique également avec le croisillon nord), et au sud, une petite arcade sans caractère s'ouvre dans l'absidiole. Près du doubleau vers la croisée du transept, des pilastres nus sont adossés aux murs. Ici, la voûte commence par une courte section en berceau. Sinon, la voûte est établie sur une croisée d'ogives, pour la partie droite de l'abside, et sur deux branches d'ogives partant depuis une clé de voûte au sommet d'une sorte de doubleau intermédiaire, pour le fond de l'abside. Il s'agit donc d'une voûte à deux centres, comme l'on en trouve déjà vers 1145 dans la chapelle de la Vierge de l'église du prieuré Saint-Martin-des-Champs. Les nervures prismatiques rappellent les voûtes de la nef, et Louis Régnier suppose que l'architecte a choisi un tel profil parce que la voûte de l'ancien chœur avait été refaite à la période flamboyante. La première clé de voûte est une couronne d'épines avec trois flèches en son milieu. La seconde est une tête de chérubin entourée de deux paires d'ailes, ce qui est assez curieux, et surmontée d'un phylactère portant l'inscription Gloria in Excelsis Deo.
Les absidioles en hémicycle ne sont déjà plus la règle à la fin de la période romane, et seulement un très petit nombre s'est conservé dans la région. Les églises d'Auvers-sur-Oise, de Luzarches et d'Us en possèdent une, et l'abbatiale de Morienval en compte deux plus anciennes. Pendant les années 1160 / 1170, l'église de Champagne-sur-Oise en obtient deux, puis l'église de Fosses vers 1180, et un peu plus tard, l'église Notre-Dame de Taverny est pourvue de deux élégantes chapelles orientées. L'absidiole de l'église Saint-Ouen est difficilement datable : seule une parmi les deux fenêtres est d'origine, et l'extérieur, sans contreforts et avec une corniche de gros dents de scie, ne concorde pas avec l'époque des culs-de-lampe à l'intérieur. Comme déjà évoqué, Louis Régnier pense donc que le gros œuvre remonte à la fin du XIIe siècle, et l'absidiole de Saint-Ouen serait donc un peu plus jeune que ses homologues de Champagne-sur-Oise et Fosses. Le voûtement serait plus récent, et le profil des ogives est effectivement semblable à celui des croisillons. Six branches d'ogives rayonnent autour d'une clé centrale. Les ogives descendent jusqu'au niveau du seuil des fenêtres, où elles retombent sur des cul-de-lampe resculptés au XIXe siècle. La clé de voûte est une petite couronne de feuilles de chêne. Il n'y a pas d'autre forme d'ornementation, et malgré son voûtement élégant, l'absidiole se présente sous un jour austère. Elle sert de chapelle baptismale, mais sans lumière électrique, elle n'est pas bien mise en valeur.

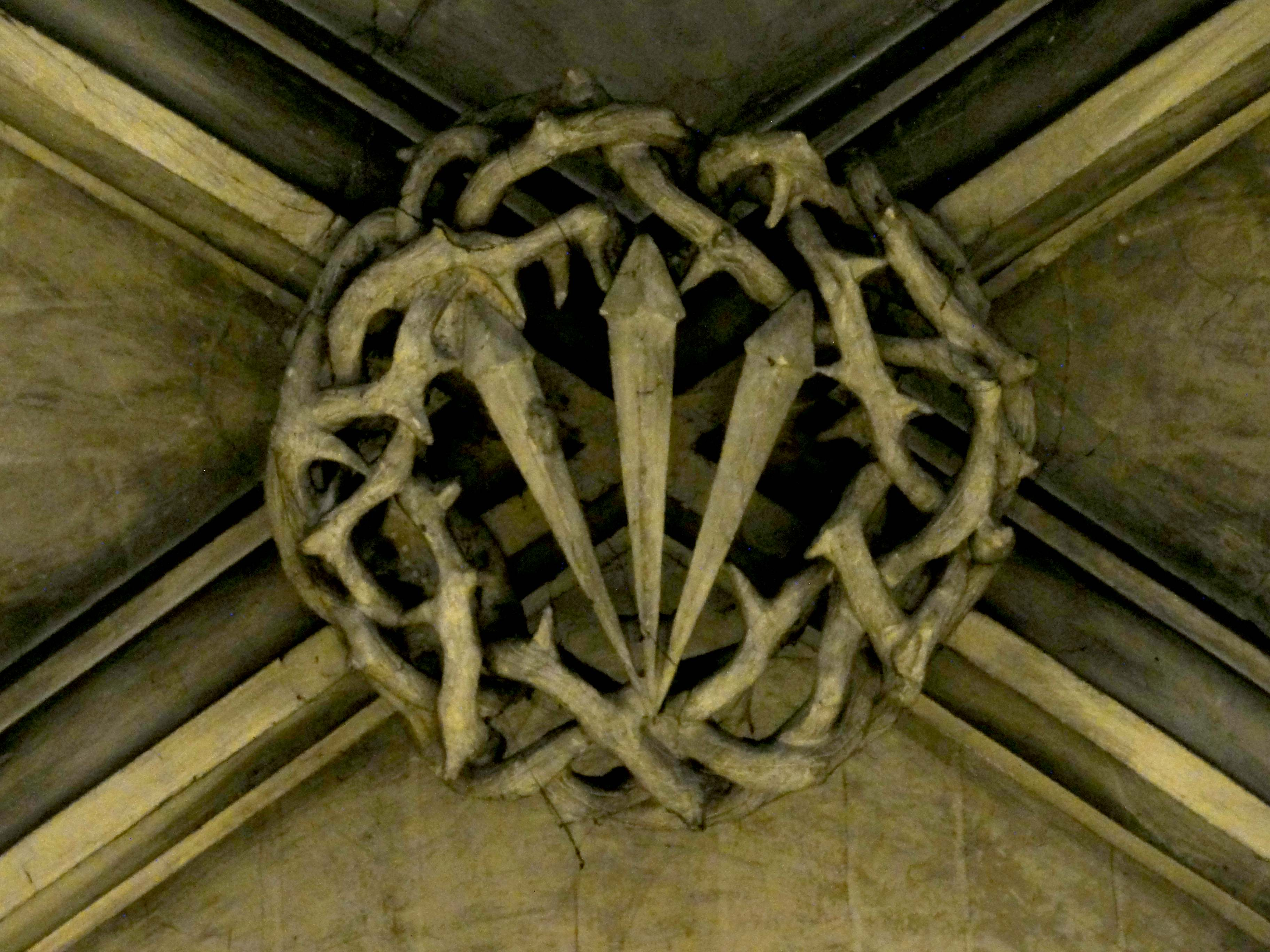
Abside, 1re clé de voûte.
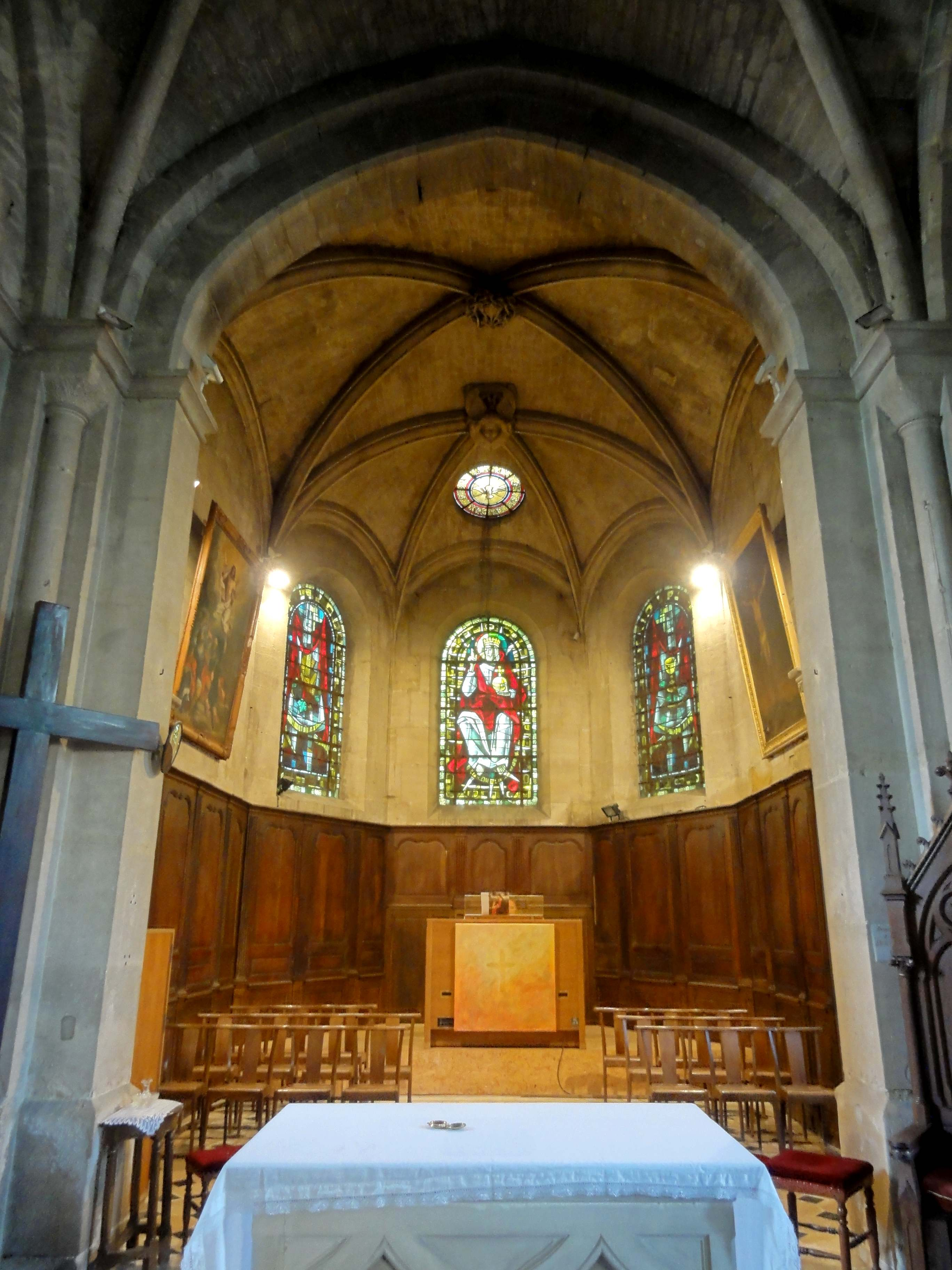
Croisée, vue vers l'est.
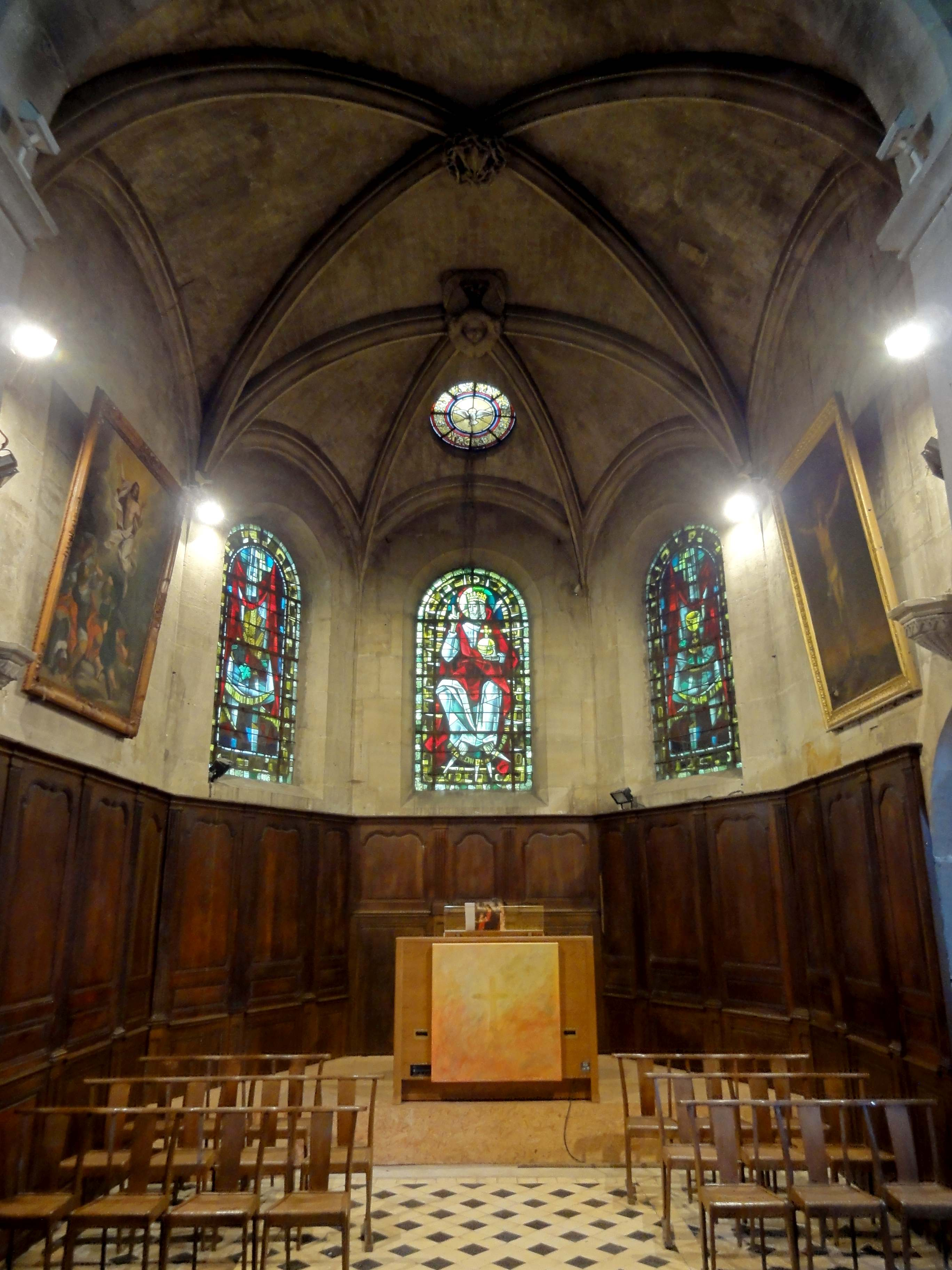
Abside.
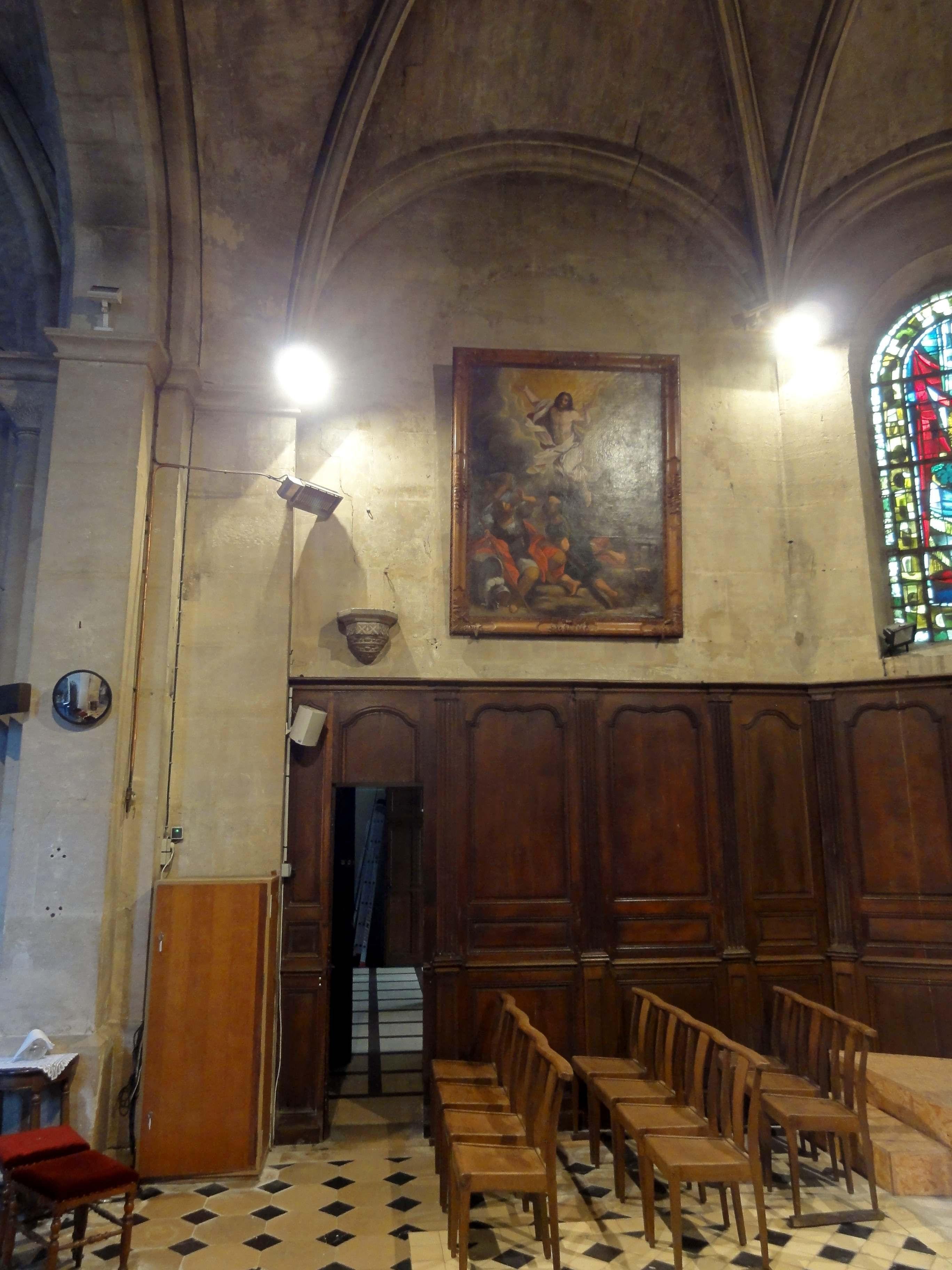
Abside, côté nord.
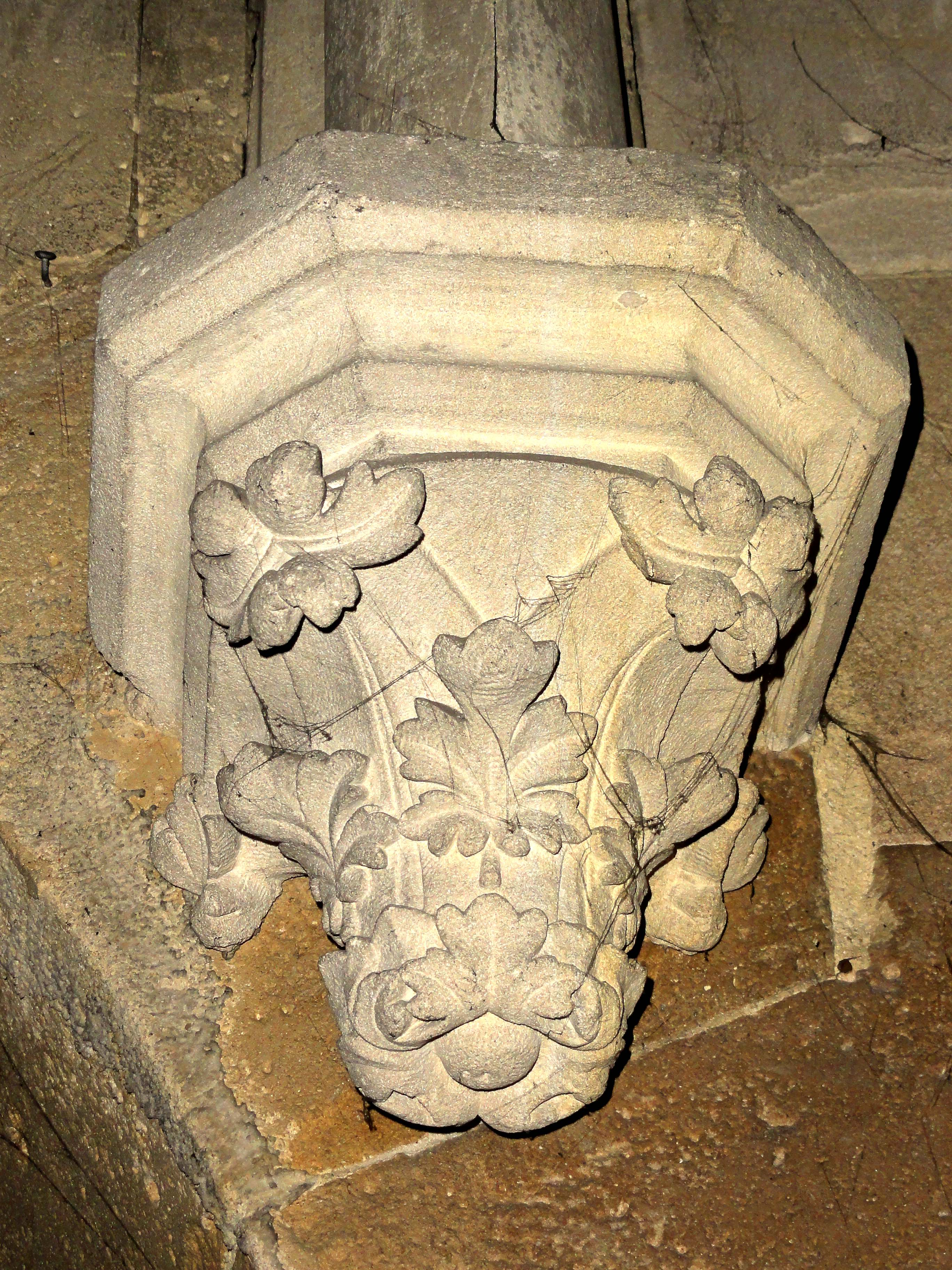
Absidiole, cul-de-lampe.
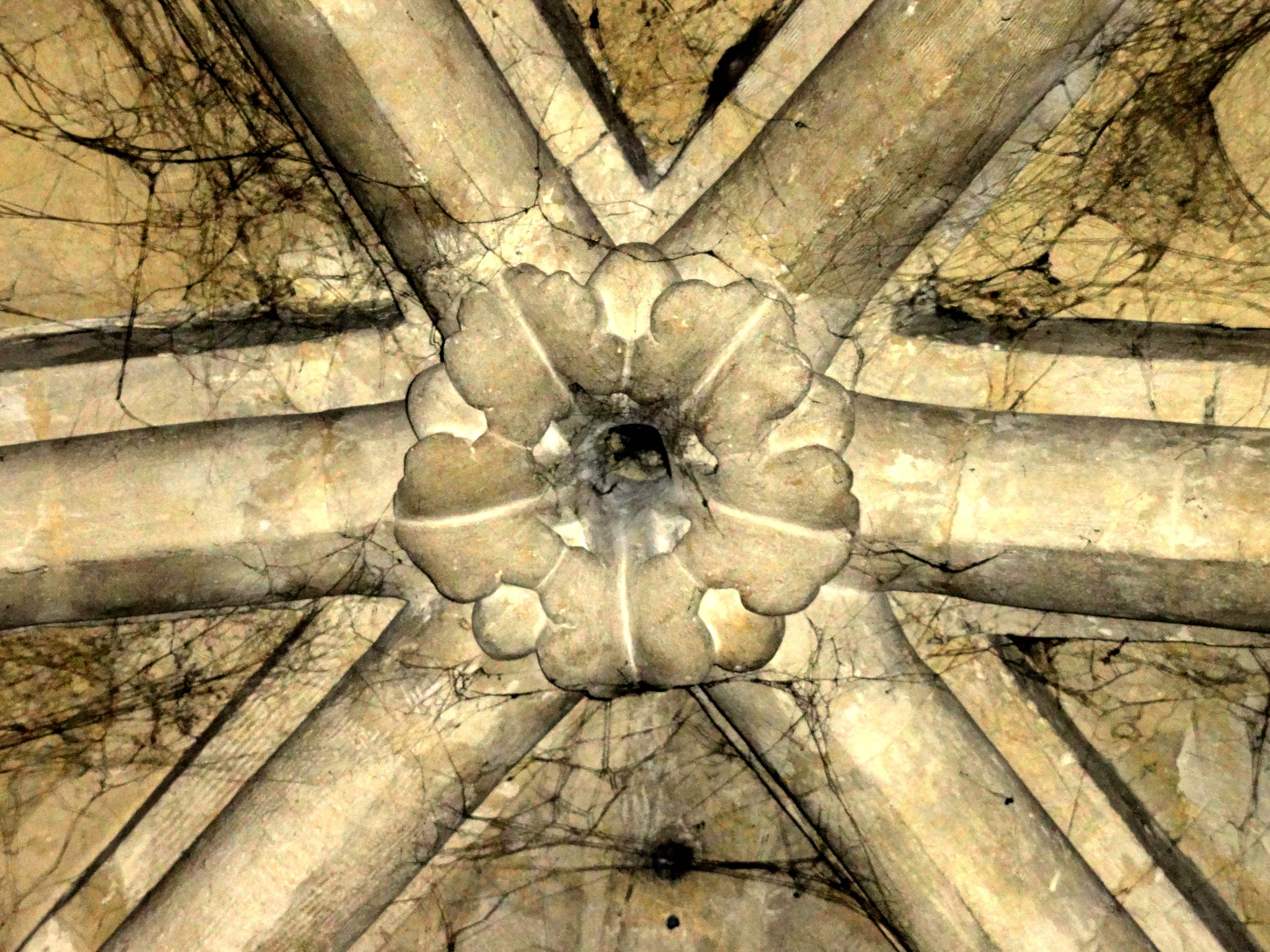
Absidiole, clé de voûte.

### Extérieur

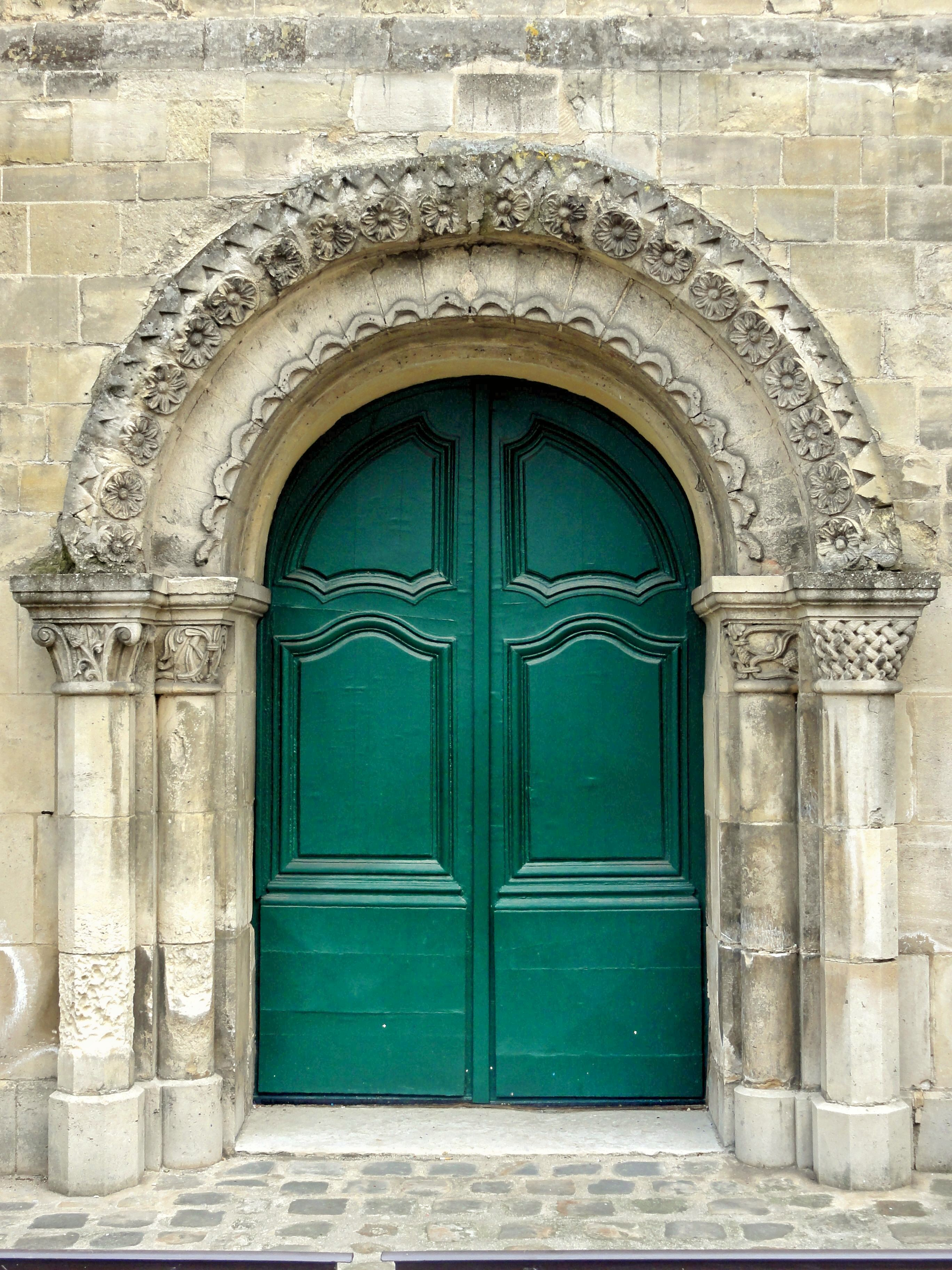
Portail occidental.

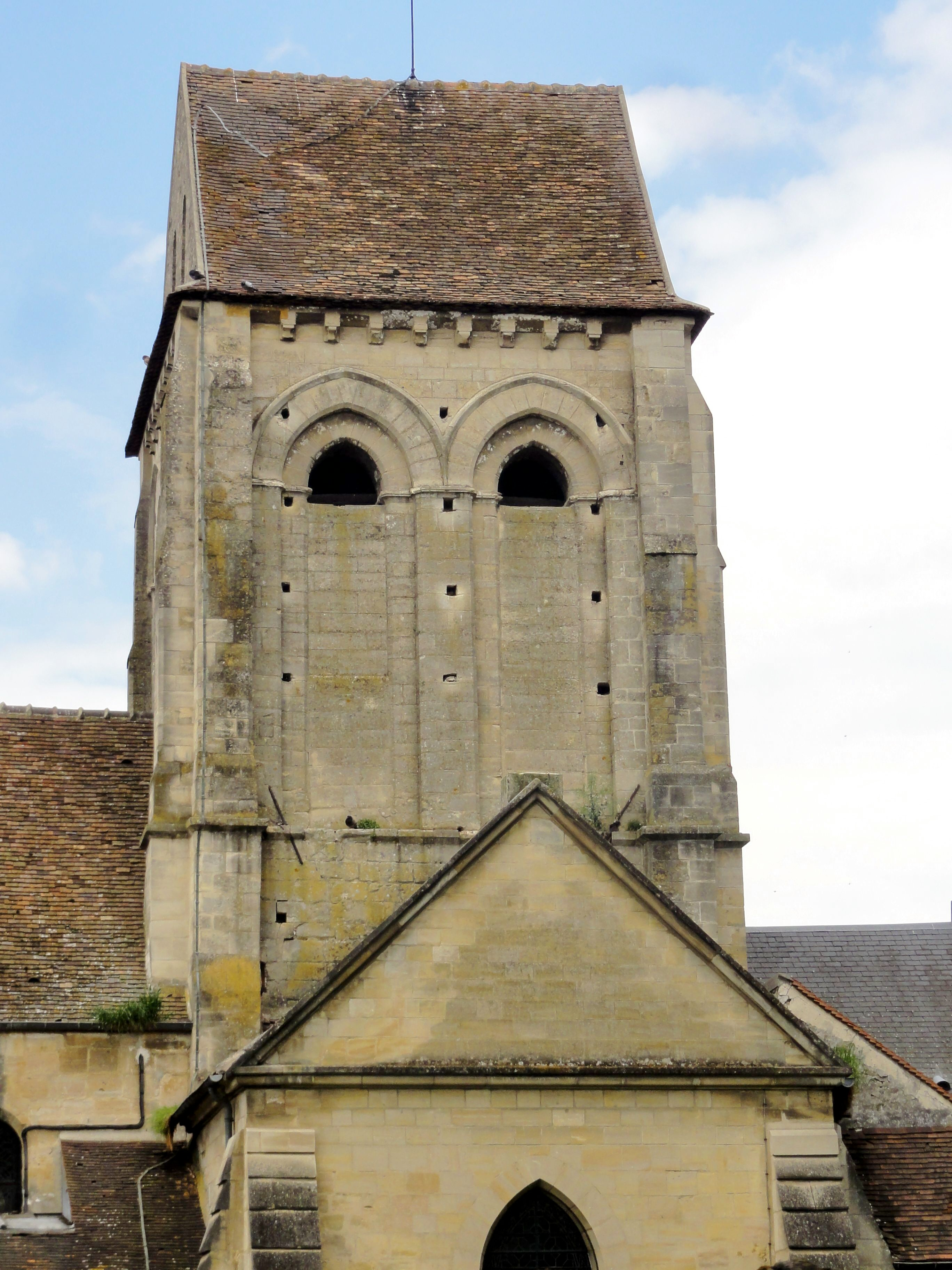
Clocher, côté sud.

Sur la façade occidentale, seul le portail de la nef et le mur jusqu'à la retraite en haut du portail sont anciens. Encore le portail a-t-il été assez remarquablement restauré au troisième quart du XIXe siècle ou avant. Le reste ne date que du XIXe siècle, sauf peut-être les deux contreforts de la nef, qui se terminent par une sorte d'entablement ébauché propre à l'architecture néo-classique. Le portail représente l'élément le plus remarquable de l'église, car il est original pour son assiette et sa décoration. Il n'y a pas de portail du même type dans la région. Le bon état de conservation est souligné par l'abbé Lebeuf et expliqué par un auvent (« chapiteau ») qui le protégeait. Toute trace en a disparu. De même, le tympan et le gâble ont disparu. Si les tympans étaient systématiques, Louis Régnier conclut la disparition du gâble par la saillie du portail devant le mur. L'archivolte est double. Le rang de claveaux supérieur retombe sur des colonnettes aux fûts octogonaux, qui sont placées devant le mur. Ce sont là les deux particularités concernant l'assiette. Le rang de claveaux inférieur retombe sur des colonnettes aux fûts cylindriques, qui sont logées dans des angles rentrants. C'est la disposition habituelle. La corbeille du chapiteau tout à droite disparaît sous un réseau de mailles régulières et serrées. Les motifs de vannerie sont courants sur les chapiteaux romans, mais généralement, les réseaux sont moins serrés. Les trois autres chapiteaux sont sculptés de tiges végétales symétriquement courbées ; de palmettes bien ouvertes ; et de feuilles aux extrémités recourbées en volutes à l'angle, et des tiges et feuilles appliquées au milieu des faces. Les tailloirs carrés sont épais et paraissent un peu lourds. Chacun des claveaux de l'archivolte inférieure est orné d'un hémicycle tout en bas, ce qui n'est pas sans rappeler les archivoltes festonnées du centre de la France. Chacun des claveaux de l'archivolte supérieure arbore une fleur à huit pétales et deux grandes dents de scie en bas-relief. Les motifs floraux sont aussi assez rares dans l'architecture romane de la région, excepté les fleurs de violette très simples. On ne peut guère citer que Brignancourt, Épône et Gouzangrez, et il est tentant de faire le rapprochement avec le style roman fleuri de l'église Sainte-Madeleine de Trie-Château et de l'église Saint-Étienne de Beauvais,.
Les élévations latérales, mal visibles, sont de faible intérêt. Partout le parement des murs a été repris. On ne trouve plus de corniche, ni de moulurations ou détails sculptés d'origine. Des petites sculptures représentant les trois animaux et le personnage ailé du Tétramorphe sont exposées dans des niches des murs entourant la cour au nord de l'église. Elles ne sont pas mentionnées par Lebeuf et Régnier, qui évoquent en revanche une petite sculpture énigmatique près du portail. Louis Régnier ne l'a déjà plus vue en place, mais n'exclut pas que ce fut un Christ de pitié. Les contreforts des croisillons sont eux aussi refaits. La nef n'en possède même pas, et à ce titre, Louis Régnier signale l'absence d'arcs-boutants devant les murs gouttereaux de la nef. Mais puisque le parement a été refait, on ne peut rien en déduire quant à l'état ancien et l'existence d'un voûtement d'ogives primitif. L'absidiole a été moins radicalement restaurée que le reste, mais elle a été mutilée. La frise de dents de scie manque au sud et le toit n'est plus conique comme il conviendrait au plan en hémicycle, mais en appentis. Un pignon a donc été ajouté au sud. Le pan nord-est de l'absidiole n'est pratiquement pas visible depuis l'extérieur. Quant au chœur, l'extérieur ne garde aucune trace de la période gothique. Après le portail, le clocher est donc le seul élément digne d'intérêt. Il est flanqué, à chaque angle, par deux contreforts orthogonaux. Ils sont presque plats, comme à la période romane, et se terminent par un glacis. En outre, ils sont scandés par un glacis formant larmier, par un glacis simple et par un bandeau biseauté qui court tout autour du clocher à la limite entre l'étage intermédiaire et l'étage de beffroi. Les baies de l'étage de beffroi sont au nombre de deux par face, partiellement bouchées à l'est et presque entièrement bouchées au sud. Elles sont entourées de doubles archivoltes sans chapiteaux ni colonnettes, ce qui n'est pas sans rappeler les dispositions autour de la croisée du transept. Les murs se terminent par une corniche de modillons sculptés en masques. Chacun des pignons est percé de deux étroites ouvertures en plein cintre. Louis Régnier qualifie le clocher de remarquable de sobriété, d'équilibre et de proportion.

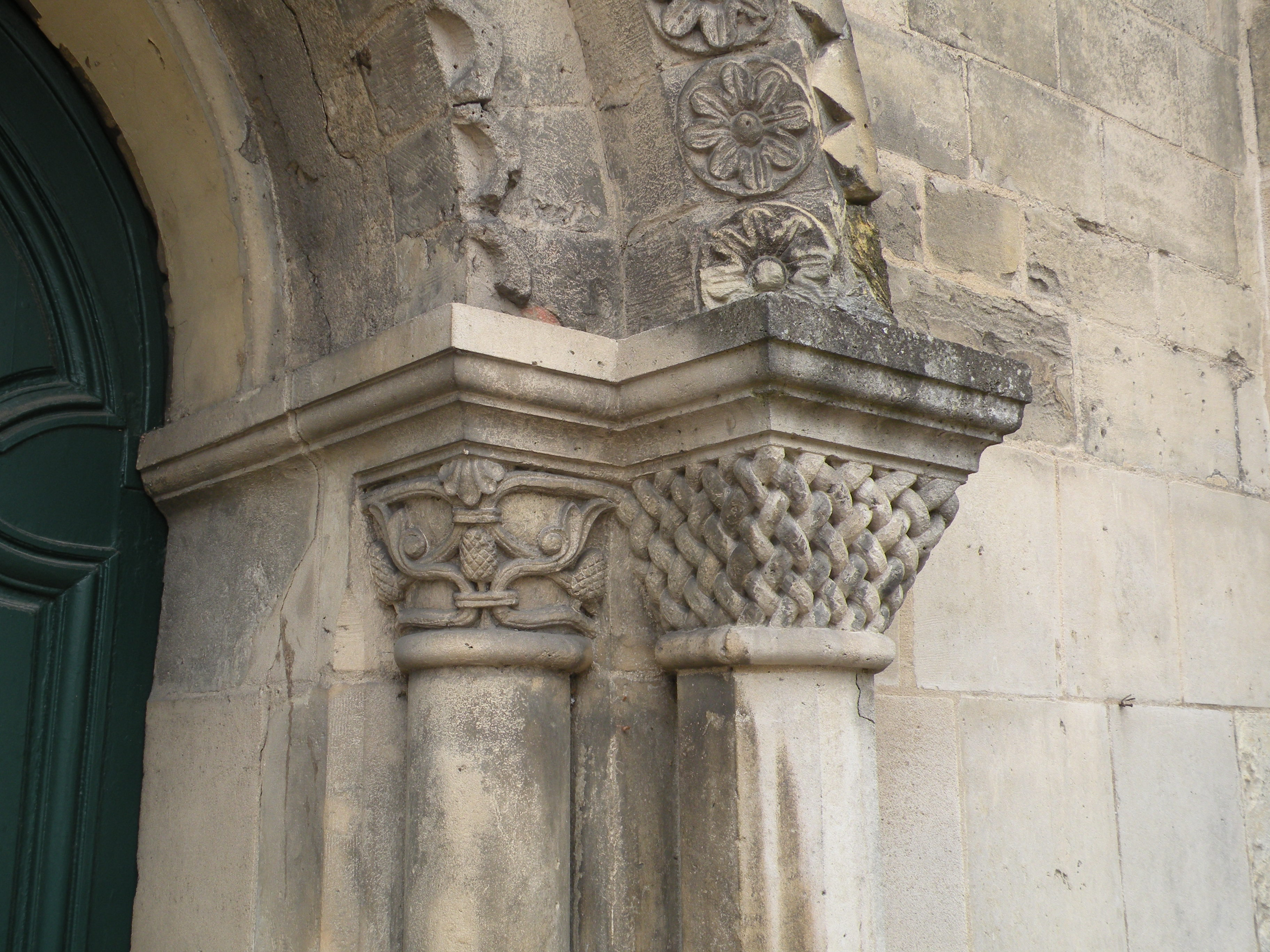
Chapiteaux du portail.
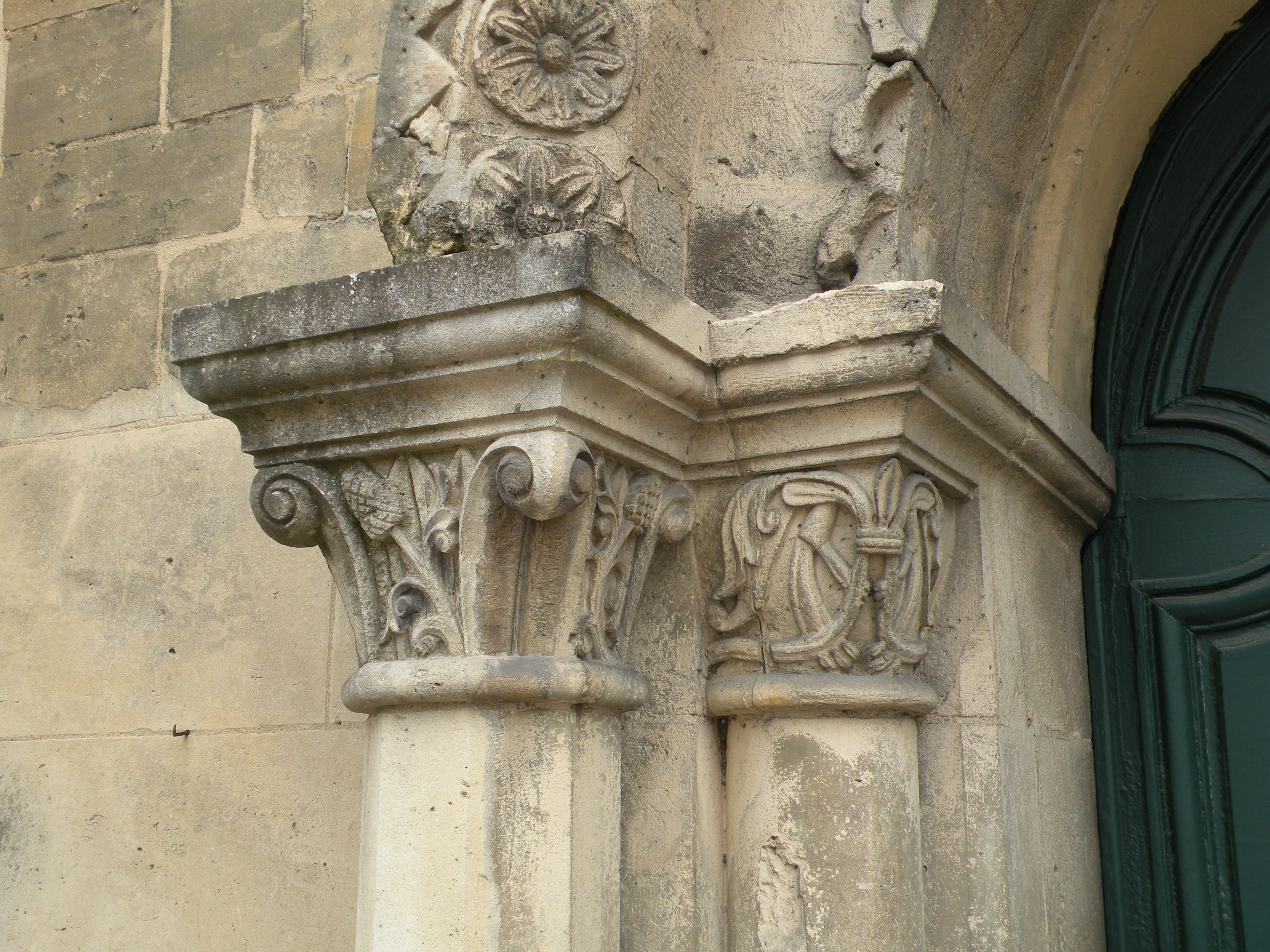
Chapiteaux du portail.
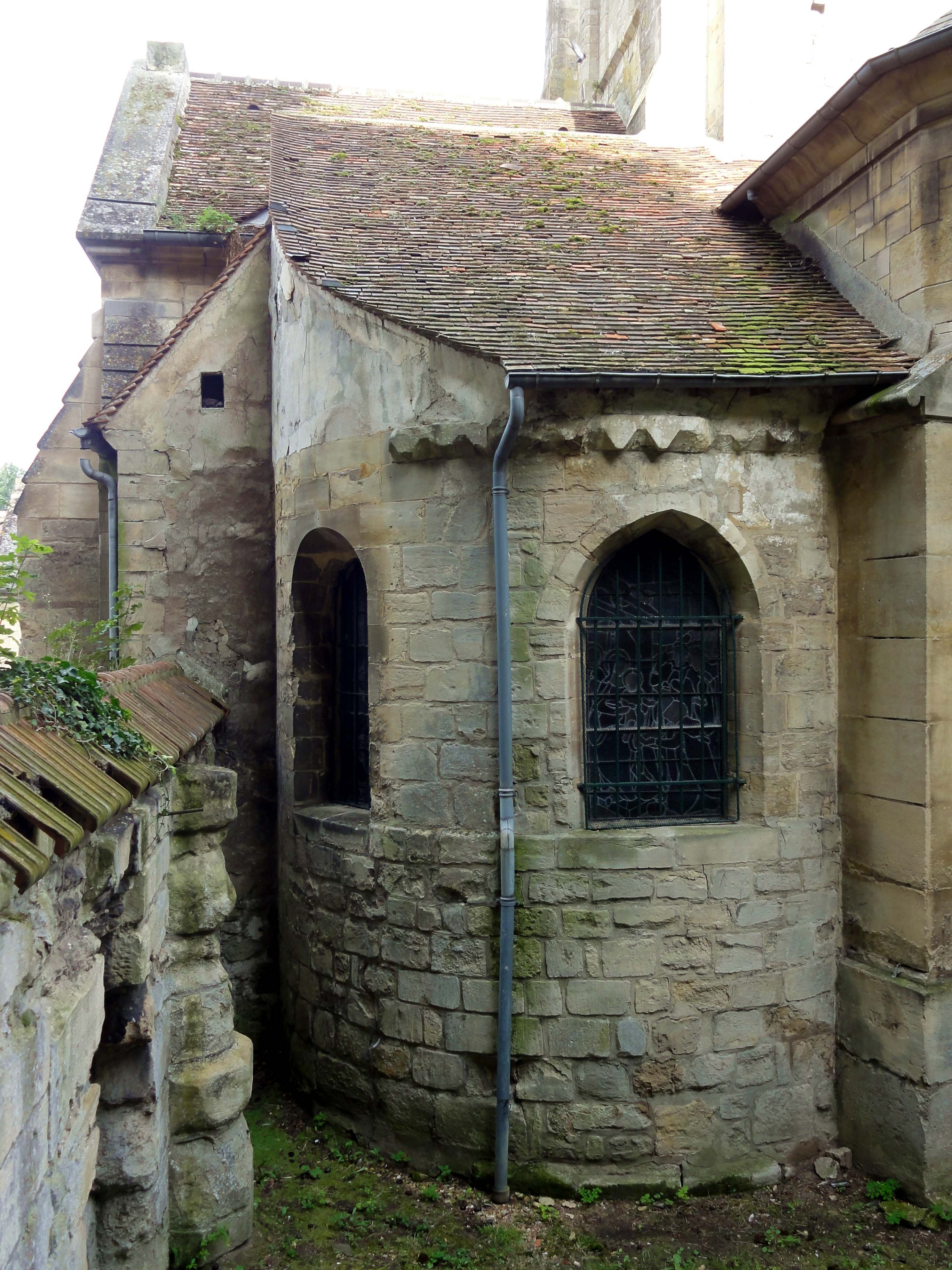
Absidiole.
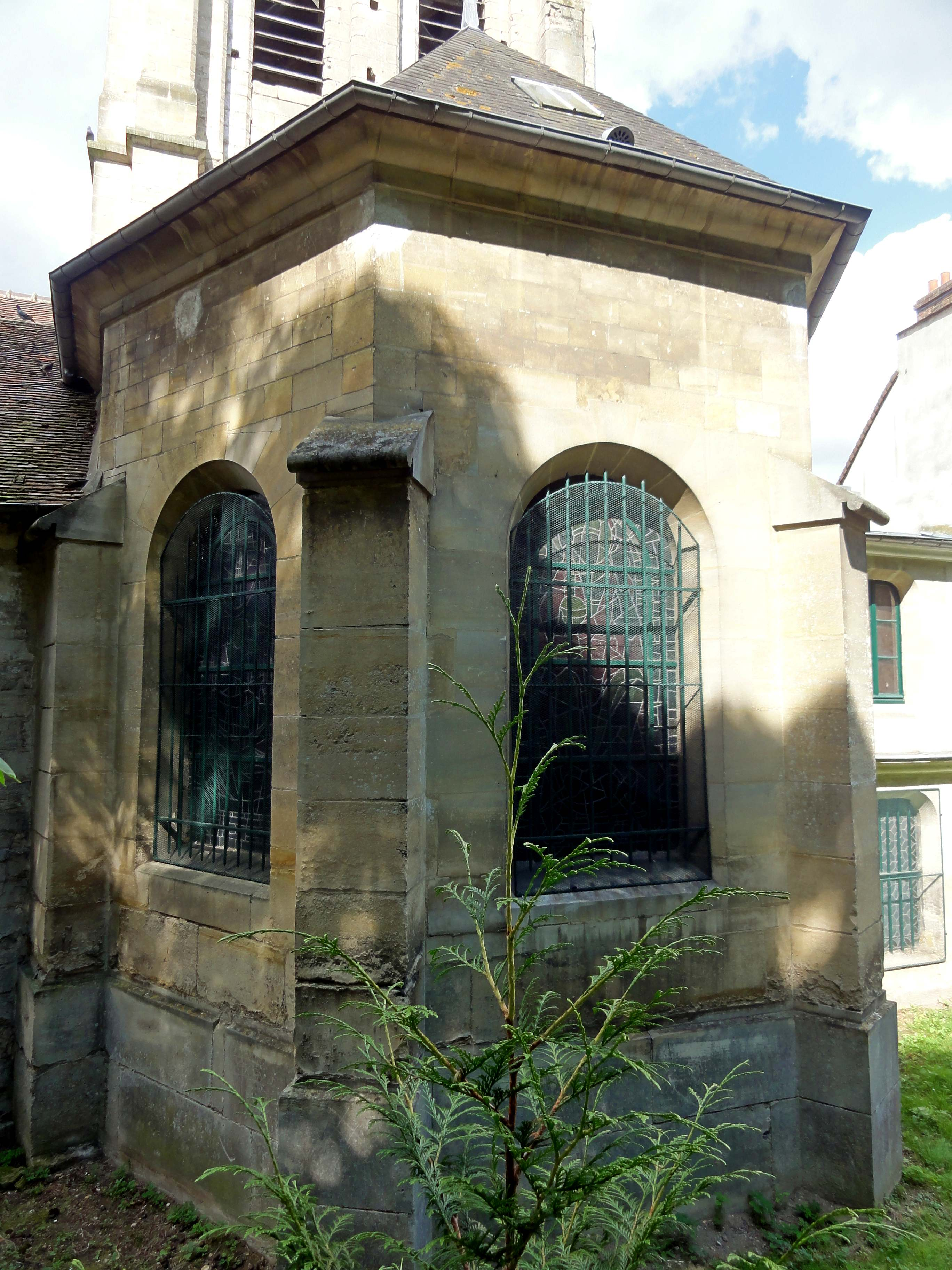
Chœur.
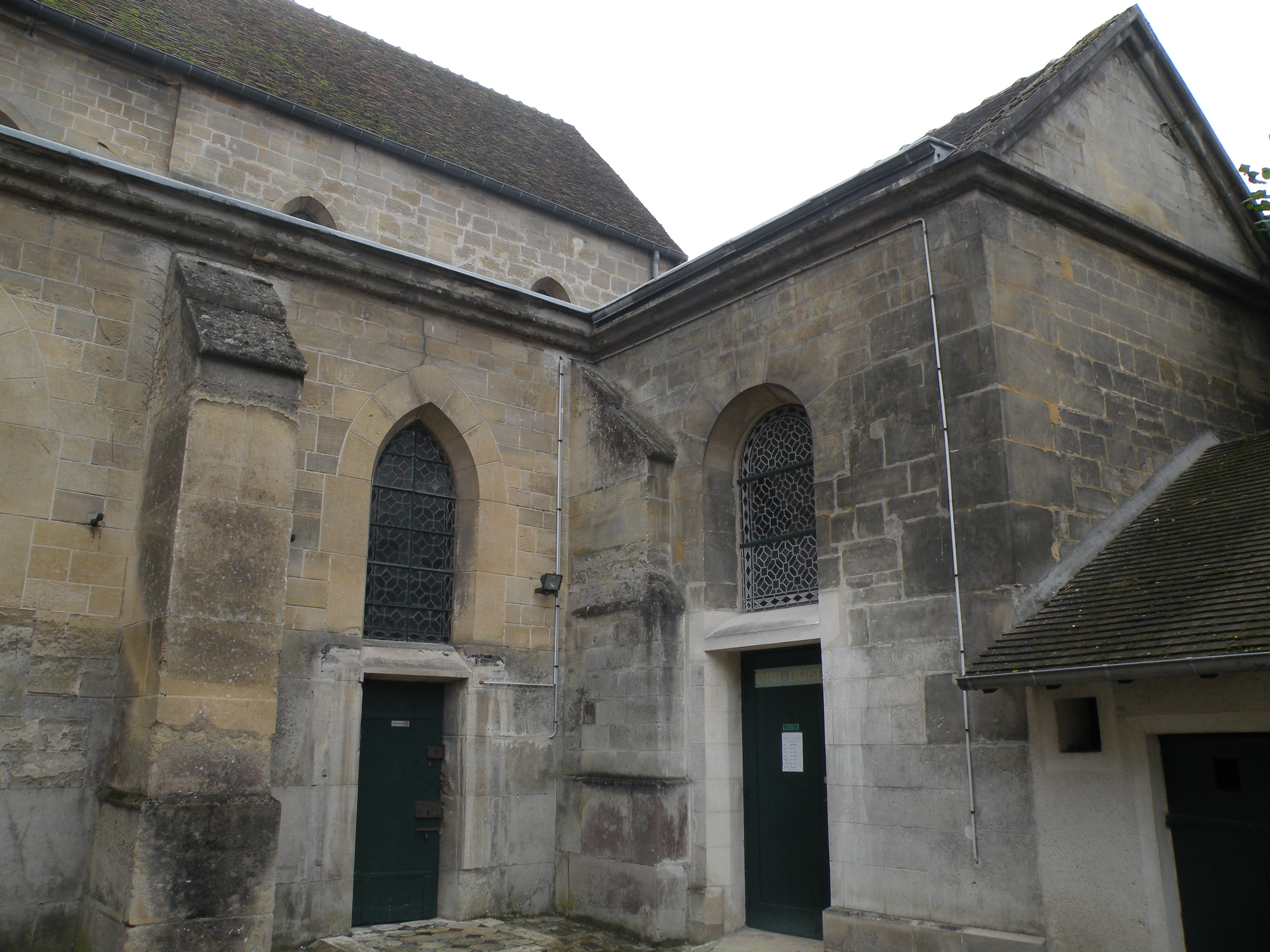
Vue depuis la cour.
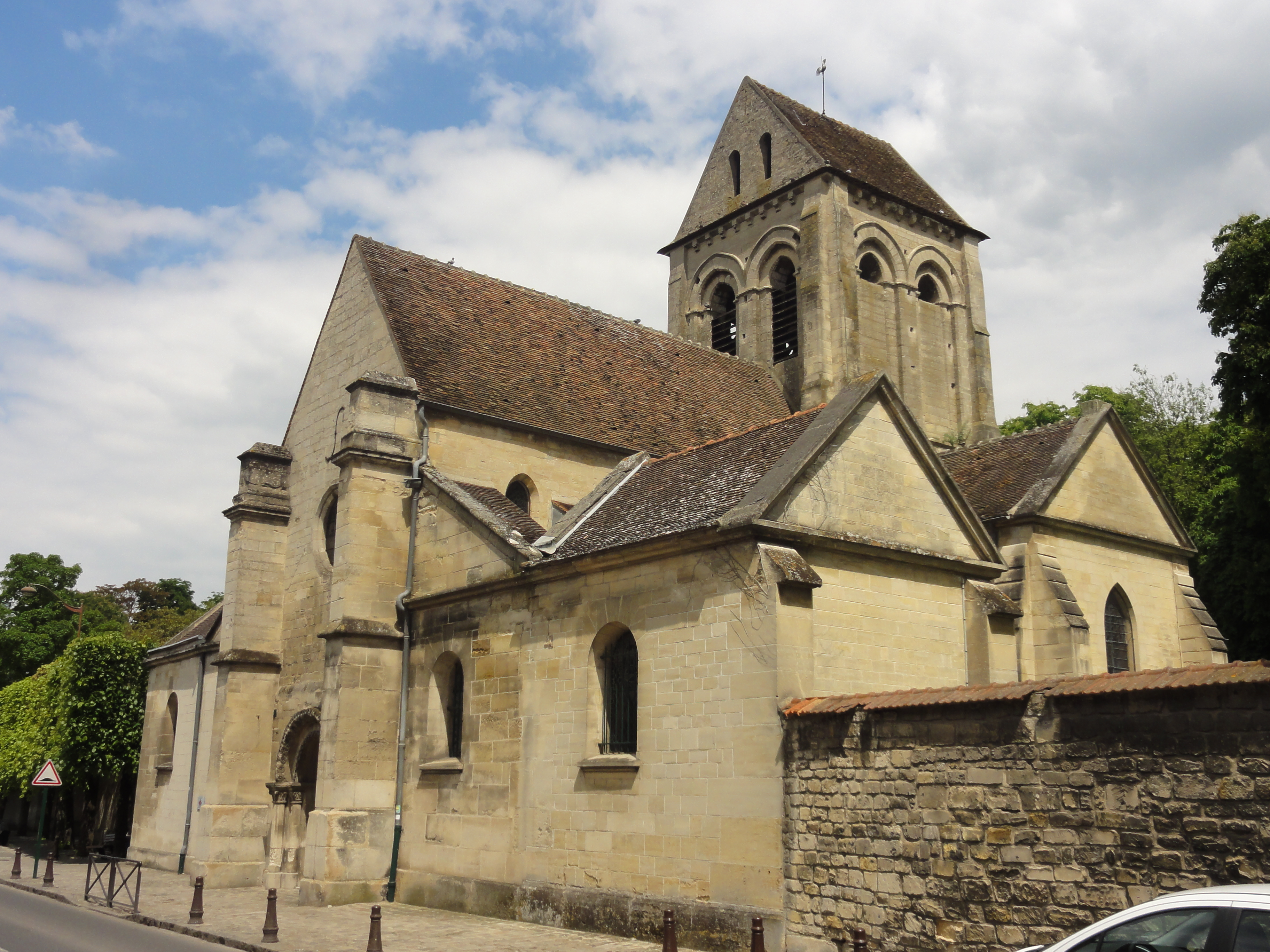
Vue depuis le sud-ouest.

## Mobilier

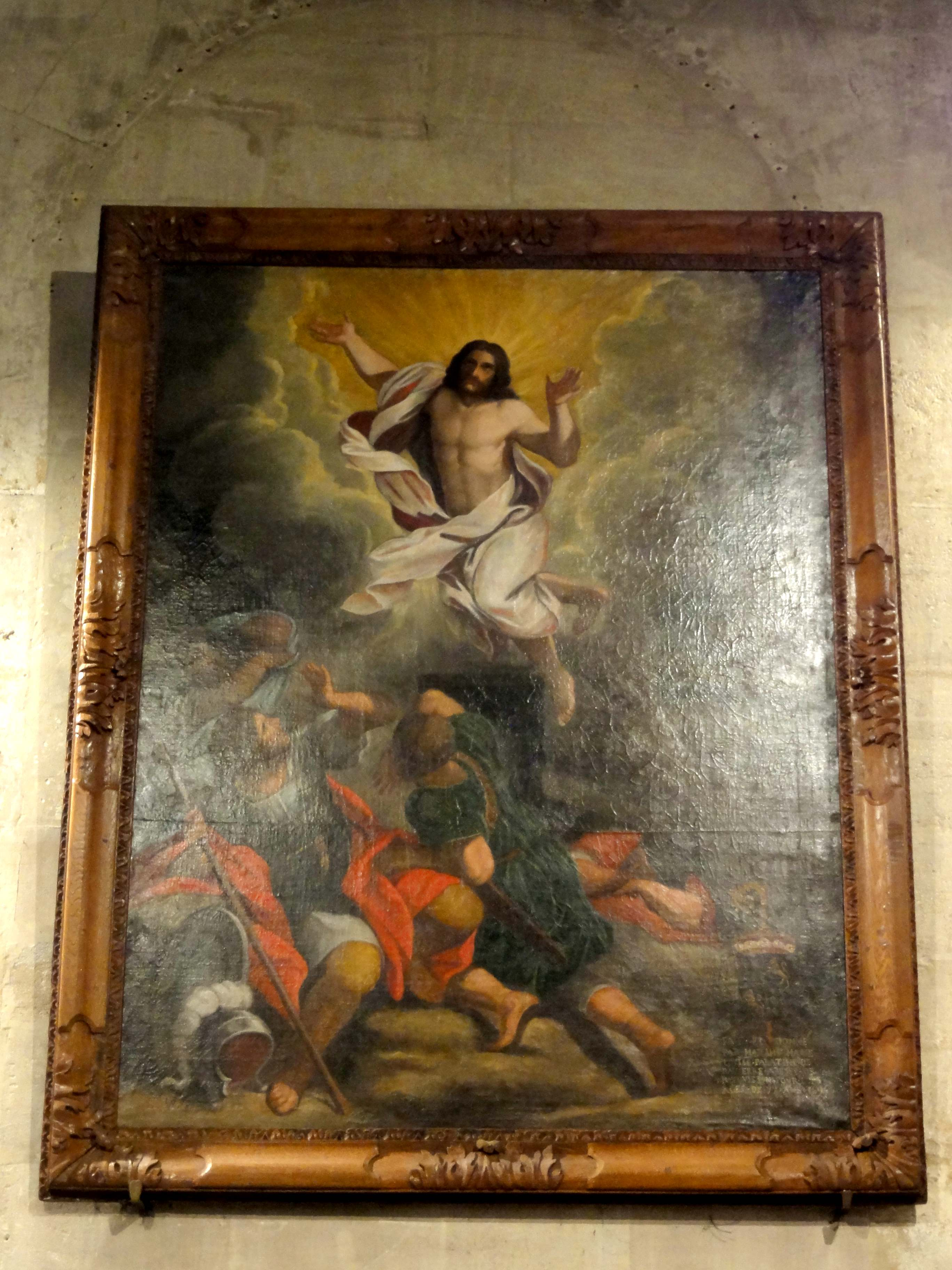
La Résurrection.

Une Vierge à l'Enfant ouvrante conçue comme reliquaire qui entrée dans l'inventaire de l'église après la Révolution française. Elle provenait de l'abbaye de Maubuisson, a été classée dès 1897, et a été volée le 13 avril 1973. Elle est datée du XIVe siècle, mesure 140 cm de haut, et est en bois de noyer taillé, peint et doré. La Vierge est représentée assise, tenant l'enfant Jésus sur un genou. La sculpture s'ouvre par le milieu, et forme ainsi un triptyque, comportant les statuettes des Douze Apôtres autour du Calvaire. Toutes ces sculptures avaient été refaites vers 1840, lors d'une restauration peu scrupuleuse,,.
En ce qui concerne le mobilier actuel, l'église Saint-Ouen renferme trois tableaux classés monument historique au titre objet :
- Le tableau peint à l'huile sur toile représentant la résurrection du Christ est une œuvre de Louise-Hollandine de Bavière-Palatinat, princesse palatine de Bavière, abbesse de Maubuisson de 1664 à 1709. Le tableau a été peint en 1695, et porte les armes de l'abbaye de Maubuisson, d'où elle provient. La largeur est de 105 cm, et la hauteur de 178 cm. Le classement remonte à 1991 seulement, et une restauration est intervenue en 2003[20].
- Le tableau peint à l'huile sur toile représentant la scène du « Noli me tangere » est classée avec son cadre en bois sculpté et doré. Les deux sont datables du XVIIe siècle, et proviennent sans doute de l'abbaye de Maubuisson. La largeur est de 110 cm et la hauteur de 70 cm. Une restauration est intervenue au moment du classement en 1991[21]. La fixation du tableau sous verre est sans doute utile pour la conservation, mais les reflets que le verre renvoie réduisent l'effet de l'œuvre.
- Le tableau peint à l'huile sur bois de chêne représentant « Jésus et la Samaritaine au puits de Jacob » est classé avec son cadre. Il est datable du milieu ou du dernier quart du XVIIe siècle, et fait pendant au « Noli me tangere ». Probablement cette œuvre provient elle aussi de l'abbaye de Maubuisson. Certains y ont décelé des influences flamandes, ce qui ne rhyme guère avec une autre hypothèse, selon laquelle il s'agirait d'une copie interprétée d'une œuvre du Tintoret (Venise, 1518-1594). À l'instar du tableau cité précédemment, il a été fixé sous verre pendant les années 1990.

Le Christ en croix et saint Dominique de Guzmán sont les sujets de deux autres tableaux accrochés dans l'église. Le statuaire comporte notamment un saint Vincent de Saragosse, patron des vignerons, dans le style du XVIe siècle ; un saint évêque, probablement saint Ouen, dans le style du XVIIIe siècle ; une sainte Catherine d'Alexandrie, patronne de l'Afrique ; et une sainte Cécile de Rome, patronne des musiciens, toutes les deux probablement du XIXe siècle. Aucun auteur ne revient sur ces statues, ce qui ne permet pas d'en dire davantage. La Vierge à l'Enfant assise présente dans la chapelle du Saint-Sacrement est de caractère roman, mais il doit s'agir d'une réplique, car au cas contraire, on n'aurait pas manqué de la classer aux monuments historiques. — En raison de la réfection du sol, presque toutes les tombes anciennes ont disparu. La plaque commémorative de la dédicace de l'église a déjà été mentionnée. Deux plaques de fondation subsistent à part entière dans le dallage du sol du croisillon nord. La première appartient à Étienne Le Goust, marchand, qui, avec sa femme, laisse à l'église une rente annuelle de vingt livres, afin que des messes soient lues annuellement pour le repos de leur âme. Cette plaque ne mentionne pas la date de décès, mais les dates des deux contrats passés devant notaire, dont le dernier date du 27 septembre 1677. Presque carrée, la plaque mesure 70 cm de haut et 65 cm de large. La seconde plaque de fondation est celle de Simon de La Corée, écuyer, seigneur du Plessis, chevalier de Saint-Louis, tué pendant la bataille d'Audenarde, le 11 juillet 1708. La plaque a été commandée par son frère Charles, qui fonde une messe annuelle à la mémoire du défunt. Proche des dimensions de l'autre plaque, elle mesure 76 cm de haut et 52 cm de large. Le baron Ferdinand de Guilhermy a retrouvé le fragment d'une autre plaque de fondation dans le dallage du croisillon nord, correspondant à environ un tiers de l'inscription. L'image d'une Pietà est gravée dans la pierre. En revanche, la plaque du début du XVIIe siècle qui est redressée contre le mur oriental du croisillon nord n'est pas mentionnée dans les publications.

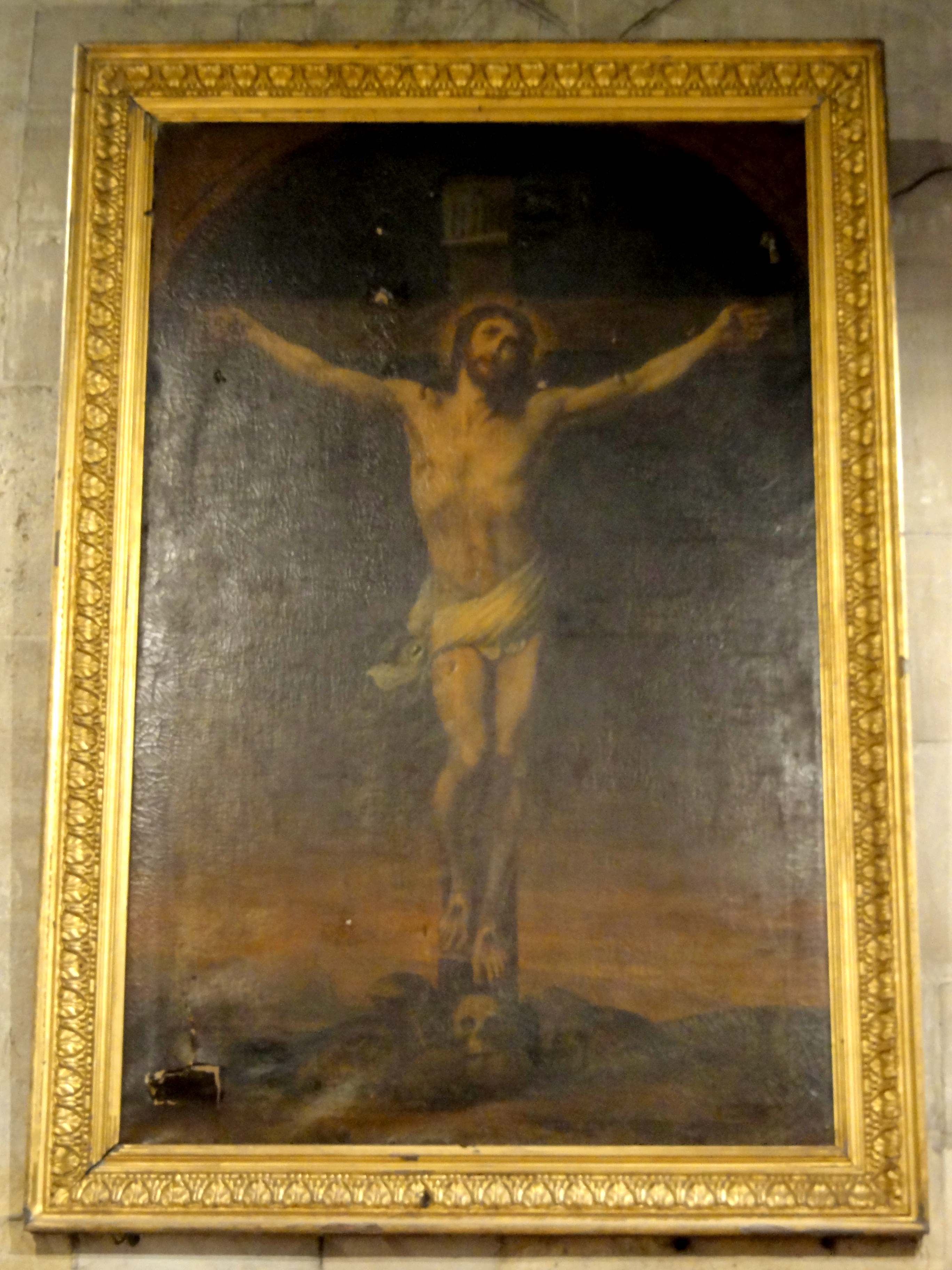
Christ en croix.
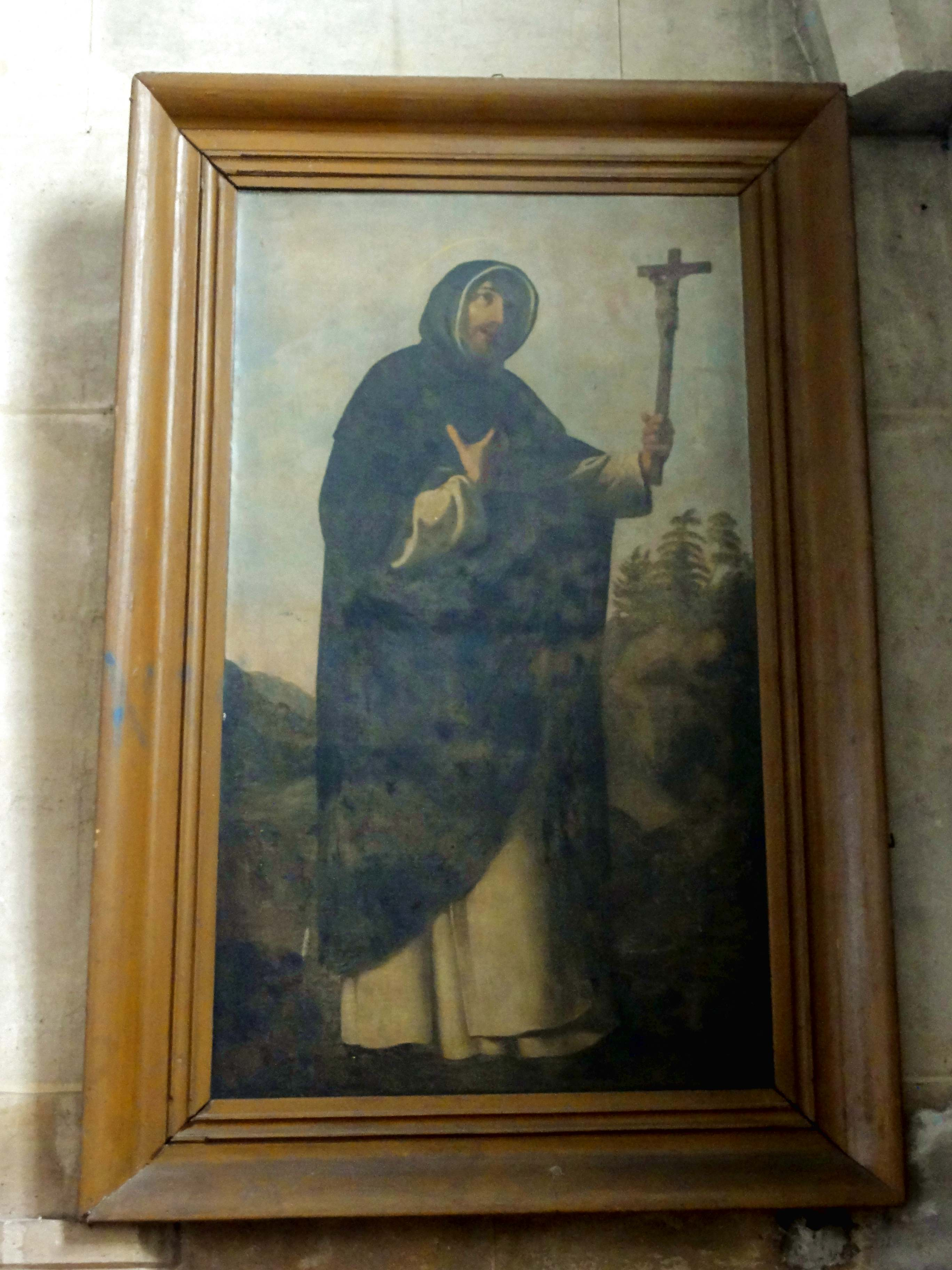
Saint Dominique.
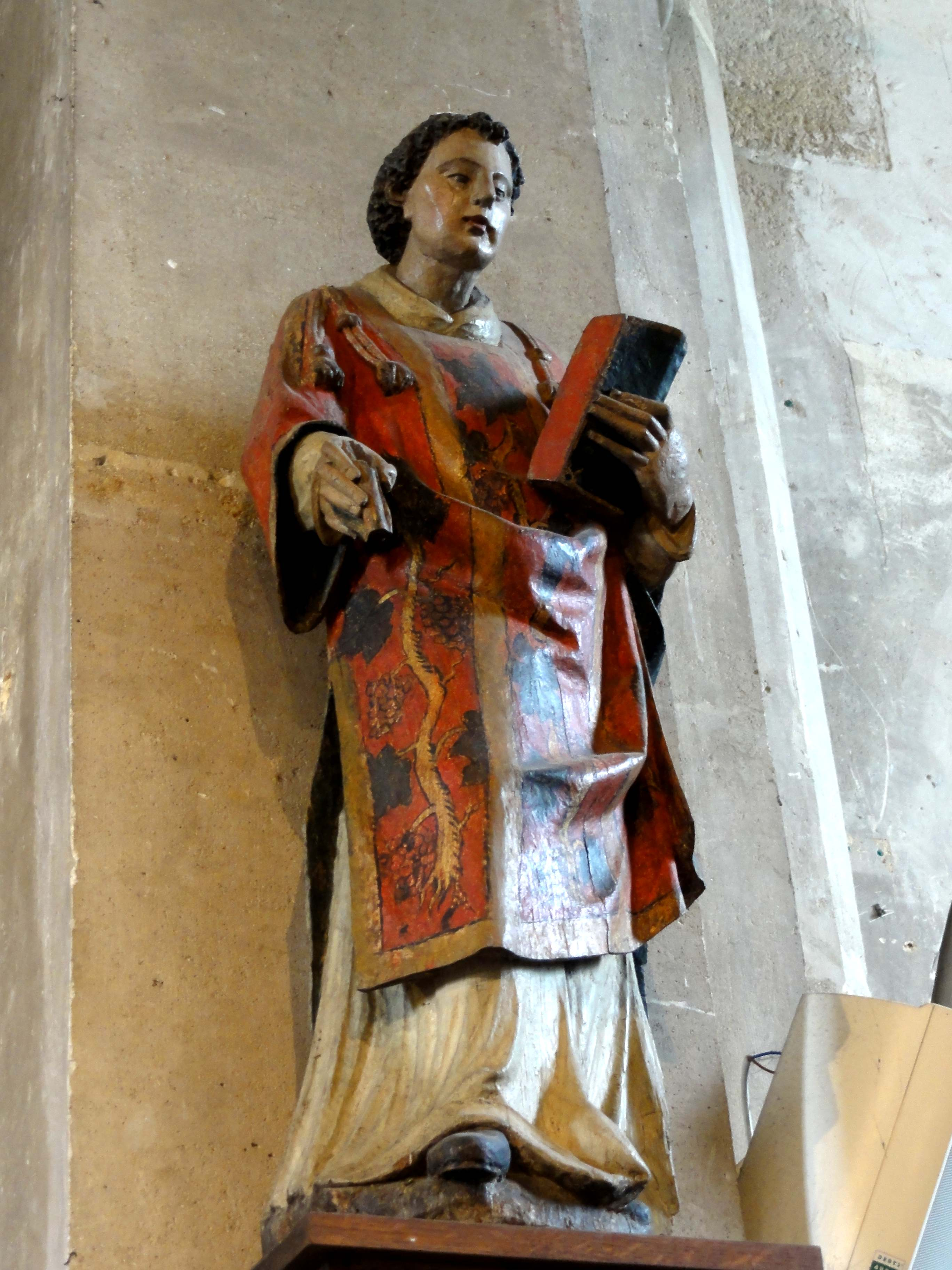
Saint Vincent.
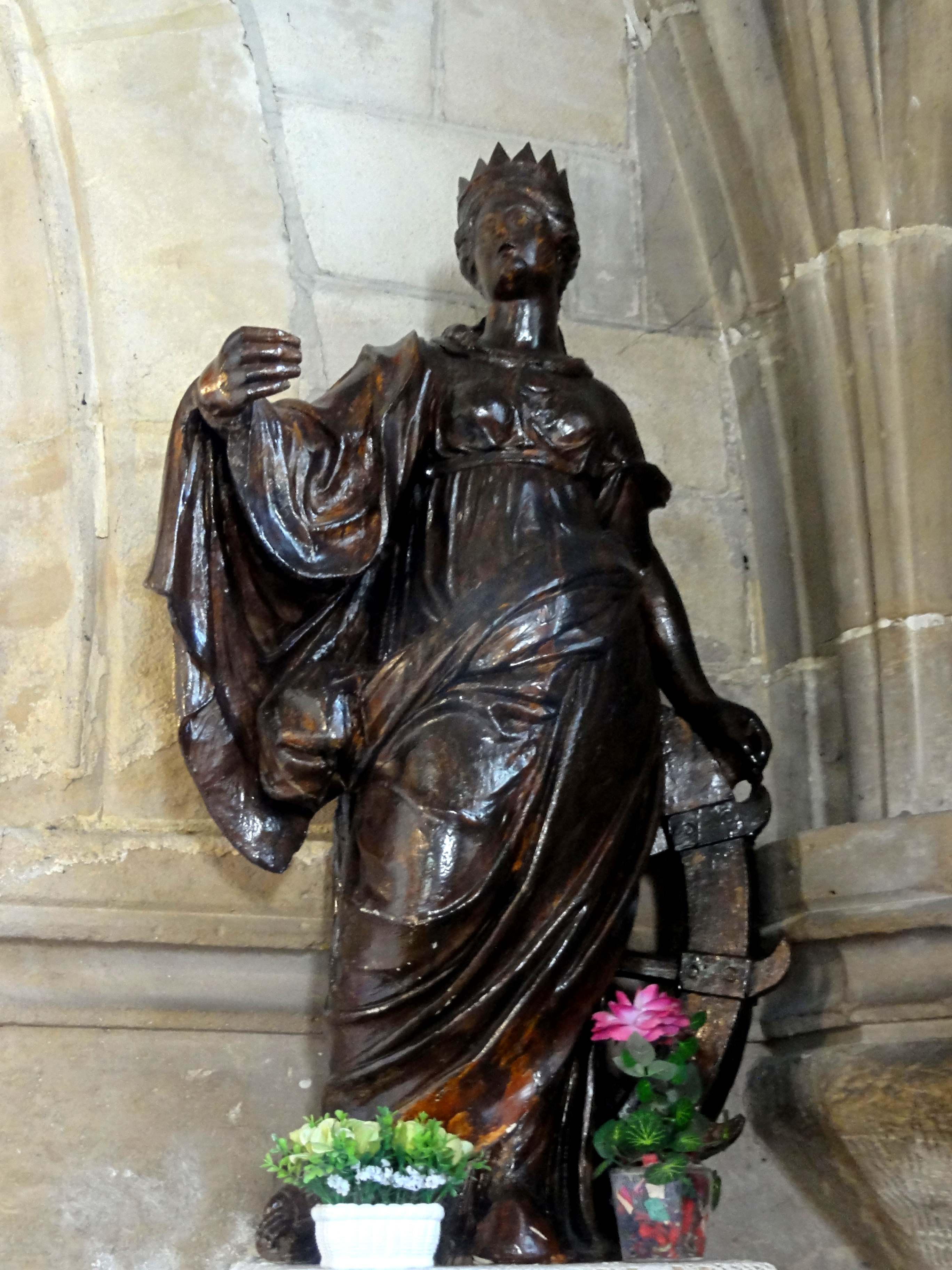
Sainte Catherine.
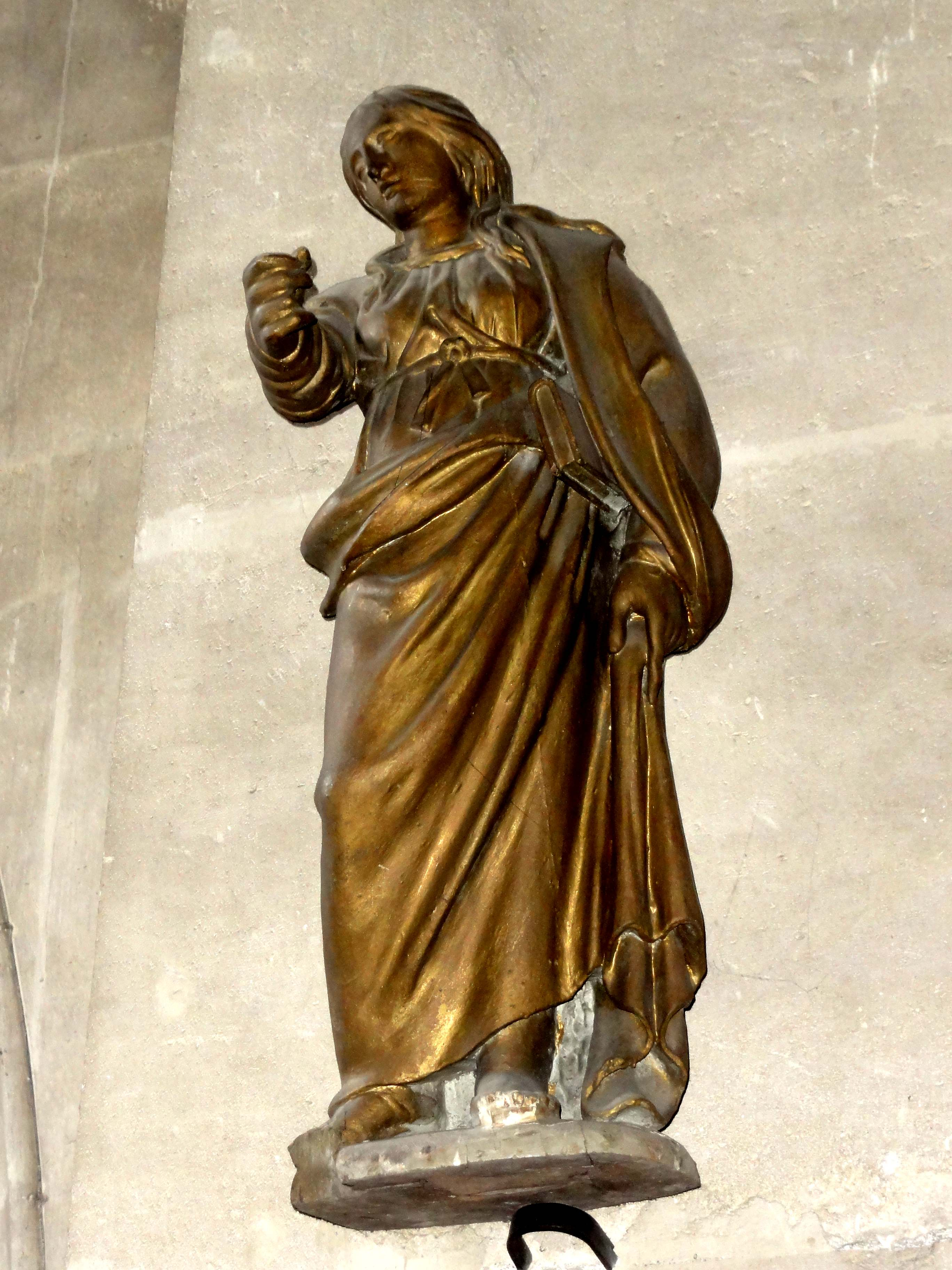
Sainte Cécile.
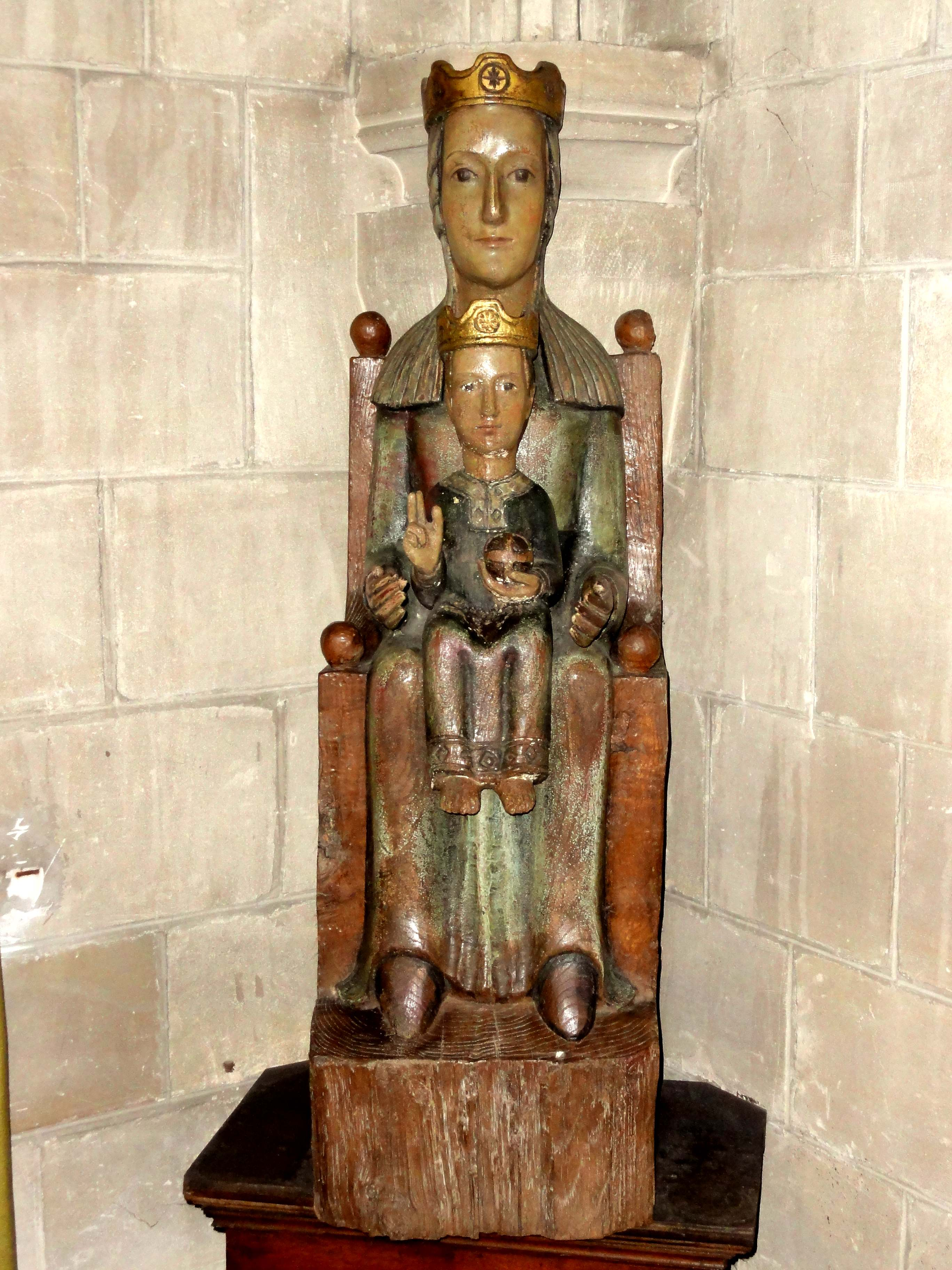
Vierge à l'Enfant.